# 2019冠狀病毒病香港疫情相關安排
2019冠狀病毒病香港疫情相關安排，介紹在2019冠狀病毒病疫情中，在香港對應疫情所作出的安排和措施，當中包括上課安排、考試安排、防疫安排及醫療安排等。本條目中如無特別指明，所有防疫限制均已解除。

## 上課安排

### 大專院校
| 大專院校     | 上課安排 |
| ------------ | --- |
| 香港大學     | 2020年下學期：暫停校內授課，以網上形式進行授課。其後，港大宣佈下一個學年採用混合式授課，50人以下的課堂會恢復面授。 2022年下學期：由1月24日開始，所有本科及修課式碩士課程，將改為網上授課，但需要親身參與的課堂可獲豁免。 |
| 香港中文大學 | 2月17日復課後以網上教學授課，直至另行通知。第二學期將順延兩周至5月2日結束。由於到3月中疫情仍然嚴峻，此學期及接續的暑期課程將一直網上教學，並以網上形式考試（或以其他評核方式取代）。強烈建議學生不應在2月17日前返回宿舍，及後因疫情轉差而改為即時關閉宿舍，除滯留香港的外地學生及特別情況外均需退租，並可按退租日期先後獲退回租金。由於疫情第三度爆發，2020/21上學期第一個月維持上一個學期的安排，至同年10月19日改為僅恢復必須面授的少量課程，其他課程要到2021/22學年才回復正常，但屆時宿舍將優先分配予已完成疫苗接種學生。 2022年下學期：由1月24日開始，所有教學活動將全面透過網上形式進行，並鼓勵員工盡量留在家中工作。 |
| 香港科技大學 | 春季學期將定於2月19日開始，並於6月2日結束，其間以網上教學代替校內授課。計畫以網上形式進行所有考試。 |
| 香港理工大學 | 2月10日至3月14日期間以網上教學模式以及電子學習授課，暫停面授課堂最少至3月28日，到安全情況下才會恢復面對面授課。呼籲學生留在家中，毋須返回校園或宿舍；身處外地的非本地生，應待復課時才返港。過去14天內曾到訪內地的所有學生，回港後須填寫電子申報表並自行隔離14天。 |
| 香港城市大學 | 暫停課堂教學至2月6日，以便教職員準備網上教學；2月7日起，所有課堂將按照原定的上課時間表進行實時網上教學。所有進入校園人士應佩戴口罩，所有從內地返港的教職員和學生，需以網上系統通報。過去14天內曾前往內地的師生，必須在回港後14天內進行自我隔離。及後，大學宣佈下一個學期繼續進行網上教學，至少到2021年才會恢復面授課堂。 |
| 香港浸會大學 | 2020年下學期：無限期暫停校內授課，課堂改以網上學習，所有學生不要回校。 2022年下學期：所有課堂將轉為網上，校園內所有面授的教學活動將被禁止。 |
| 嶺南大學     | 暫停面授堂課至3月15日，2月17日起實時網上教學，強烈建議學生在這段時間內留在家中，不應返回校園或宿舍。 |
| 香港教育大學 | 2020年下學期：縮短農曆新年假期，由2月10日起以網上教學復課，2月10至29日期間在校內不會有面授課堂。即使面授課堂恢復，學生在3月2日前亦毋須回校。建議仍在內地的學生不要回港。 2022年下學期：除個別科目因教學需要而要進行面授課程外，其餘課堂均以網上授課，期間所有考試亦會改以網上進行。 |
| 香港都會大學 | 宣布全面網上模式授課至5月3日。即至2020春季學期5月3日完結為止，本學期不會再有面授課堂。在校考試取消，各科評估會以不同形式進行，當中包括網上考試。 |
| 香港樹仁大學 | 下學期將以面對面授課改為網上授課。 11月29日，宣佈從12月2日起暫停面授課程，改為網授課堂，直至該學期完結。 |
| 香港恒生大學 | 宣布繼續暫停校內堂課直至另行通知，期間將以網上模式授課。大學同時將本學期授課日延長至2020年5月15日，如情況許可，期望在最後三個星期可回復校內堂課。 |
| 香港演藝學院 | 因應新型冠狀病毒感染疫情的最新發展，灣仔本部及伯大尼古蹟校園將繼續關閉至另行通知。第二學期會於3月2日開始，至6月27日。在恢復面對面教學之前，學院將盡可能採用網上教學，並期望實踐為本的教學活動可於4月15日後重新展開。但是，由於有學生在同年7月7日確診，校方於同日中午緊急疏散所有學生，同時宣佈第二次停課。 |
| 職業訓練局   | 職業訓練局（VTC）院校於2021年2月18日（星期四）開始將以面授及網上或其他模式進行教學，學生所屬院校/學系將另行通知詳細安排。VTC會繼續密切留意疫情發展，並適時通知相關教學安排。 - 有關才晉高等教育學院（SHAPE）、高峰進修學院（PEAK）、匯縱專業發展中心（IVDC）及展亮技能發展中心（SHINE）的安排，請瀏覽相關網頁。 |

### 中小學、幼稚園和特殊學校

#### 第一及第二波疫情（2020年1月至5月）
2020年1月25日，政府宣佈，為減低疫情擴大的風險，全港中小學、幼稚園和特殊學校（下稱“學校”）延遲復課，復課日期為2月17日，惟學校在停課期間須保持校舍開放，以照顧有需要返校的學童。1月31日，政府再宣佈，全港學校進一步延遲復課，停課至2月29日，復課日期為3月2日，惟情況仍要評估。2月13日，全港學校再延至3月16日復課。2月25日，全港學校再延至4月20日復課，並傾向分階段復課。 3月21日，全港學校由原定4月20日開始分階段復課的時間再延期，而政府會在復課三星期前作通知，最早5月底開始分階段復課。 5月5日，政府宣佈分階段復課，並採取半日制，中三至中五復課日期為5月27日；小四至中二復課日期為6月8日；幼稚園高班（K3）至小三復課日期為6月15日；幼稚園幼兒班（K1）及低班（K2）本學年不會復課。特殊學校、群育學校、視障及聽障學校，跟隨主流中小學於5月27日分階段復課，輕度智障、中度智障特殊學校復課日期為6月8日；嚴重智障及醫院學校復課日期為6月15日。國際學校，因課程安排等與本地學校不同，亦沒有作為文憑試的試場，所以相關學校在5月20日起可跟隨校本決定分階段復課。

#### 第三波疫情（2020年7至9月）
7月10日，教育局局長楊潤雄宣佈所有中小學提早於13日開始放暑假。他指出，若學校舉行重要考試，如中三至中五的考試，同學可於7月13日至17日完成考試再放暑假。小五呈分試可繼續在13至17日舉行，學校亦可選擇延期至9月舉行，遞交呈分試的日期可延至10月20日。另外，如學校未能即時為暑假作好準備，學校可分批讓學生回校，而校舍需於原訂暑假假期前保持開放。
8月3日，教育局局長楊潤雄宣佈所有學校在原訂日期展開新學年，但所有面授課程暫停，學校可以網上形式授課，但不建議較年幼學生經常使用網上教學，以免危害其眼睛及健康。而對於跨境學童，他指將盡快開始與深圳方面商討，研究有沒有更多選擇可方便跨境生在深圳學習。
8月31日，教育局局長楊潤雄宣佈中小學和幼稚園在9月23日起逐步恢復面授課堂，中一、中五、中六、小一、小五、小六和幼稚園高班在9月23日恢復面授課堂，中二至中四、小二至小四、幼稚園低班和幼兒班則於9月29日恢復面授課堂。楊指這安排是考慮到高年級有自理能力而又需要準備公開試，中一和小一則需要適應新的學習環境。國際學校和特殊學校亦有大致上相同的安排，但可按各校情況作安排。他又稱所有面授課堂會以半日形式進行。另外，他指由於某些如迎新和輔導課堂等活動均以面對面形式為佳，而某些班級亦需要準備公開試，學校可在9月16日起安排不多於全校六分之一學生回校進行不超過半日的活動。

#### 第四波疫情（2020年11月至2021年5月）
11月20日，因疫情反覆及上呼吸道感染并存因素，自11月23日起全港小一至小三停課14天，至於由11月中起停課的幼稚園及幼兒中心，停課期結束日將由原定的11月27日，延至12月6日。11月29日，政府宣佈因近日校園發現師生和學生家長確診，全港所有幼稚園和中小學（包括特殊學校和提供非本地課程學校）在12月2日起暫停面授課堂，直至聖誕假期開始，補習學校則暫停面授課堂兩星期。教育局發言人指，會商討方案讓畢業班回校準備考試。而學校應保持校舍開放，並讓教職員回校處理校務、回答家長查詢和照顧回校學生。翌日，教育局宣佈學校可按需要安排小六學生回校進行呈分試，中六或需於該年參與公開考試之班別可回校準備，但仍要以半日制形式進行，回校人數不可超過學校最高限額的六分之一。12月21日，教育局宣佈延長幼稚園、中小學及特殊學校停課期至翌年1月10日，學校可按需要安排準備公開試或進行考試的全校不多於六分之一學生回校，但須以半日制形式進行。提供非正規課程的私立學校則須暫停所有面授課堂及活動。2021年1月4日，教育局局長楊潤雄指停課期將會延長至農曆新年假期，而從1月11日起，所有年級皆可以被安排回校上課，但學生人數仍不得超過全校的六分之一，小學只可以上午，中學可上下午，而中學上下午須為兩個不同的班級，幼稚園則繼續全面停課。
教育局打算於2021年2月底至3月初、循聚漸進復課、中學和小學，分為高中、初中、高小、初小，三級同學返上午班、三级同學返下午班，並取消午飯時間，以避免除口罩交叉感染的機會，但最多只可以返全校六分之一至全校三分之一學生。
2021年2月3日，教育局宣布所有幼稚園及中小學農曆新年假後，回校學生可以增至不多於全校三分一；若學校教職員能定期每兩周檢測，可有條件恢復半天面授課。
2021年3月1日開始，所有進入、全港十八區大學、中學、小學、幼稚園、幼兒園及特殊學校的市民或訪客，必須用安心出行二維碼或登記個人資料才可以進入。2021年3月18日開始，全港十八區學校，如學校有一名學生有上呼吸道感染個案、全校停課五天、方便全校消毒。
2021年3月26日，教育局宣布所有幼稚園及中小學復活節及清明節假期後，回校學生可以增至不多於全校三分二；若學校教職員能定期每兩周檢測，可有條件恢復半天面授課。
2021年5月11日，行政長官林鄭月娥表示，全港學校將在5月24日起，可恢復全校半日面授課堂。

#### 第五波疫情（2022年1月至2023年2月）
2022年1月14日，幼稚園，小學，特殊學校小學部停課。
2022年1月24日，中學、特殊學校中學部停課，但中六生可回校上半日課。
2022年1月27日，行政長官林鄭月娥表示，全港學校暫停面授課堂至2月21日。
2022年2月14日，教育局宣布由於疫情仍然嚴峻，中小學及幼稚園繼續暫停面授課堂至3月6日，同時宣佈取消小六下學期呈分試及全港性系統評估。
2022年2月22日，行政長官林鄭月娥表示，爲了配合特區政府的抗疫工作，全港學校包括國際學校，會調整2021/22學年度的暑假安排，將原本在7、8月的暑假提前至3、4月，以應對疫情。本學年度最後一次上課日為2022年8月12日，目標在復活節後恢復課堂。
2022年2月28日，教育局局長楊潤雄表示，學校原則上由3月7日開始放假，直至學校復活節假期結束，然後一直上課至8月12日。但考慮到個別學校可能需要較多時間重整課程進度、安排課業評核和學習活動、調動人手、理順行政工作等，家長可能也需要時間準備，當局會彈性容許學校不遲於3月17日開始放假，也可相應地調整最後上課日至最早8月2日。2022至23學年由9月1日開始，惟個別於9月1日前開始新學年的學校，包括幼稚園，本學年的最後上課日可定於新學年開始前兩周。如疫情緩和，期望小學和幼稚園可於復活節假期後恢復面授課堂，而中學則在文憑試主科考試後開始面授課堂。在特別假期期間，學校會維持一貫假期運作模式，無須保持校園開放。非本地公開考試部分課程方面，由於部分課程可能還未完結，當局容許學校在做足防疫措施下，安排應屆考生短暫回校，完成必要和計分的考評項目。
2022年4月21日開始，幼稚園，小學，中學進入學校也必須快速測試。由3至17歲學生也需要。視乎年紀棉條塞入鼻孔長度為0.5至2.5厘米。
2022年4月26日，特首在行政會議前例行記者會，回答記者稱，已有六百間學校復課，31萬五千名學生上學，說每天有零星個案，非常正常，提醒家長們無需要恐慌，還提醒家長盡快為學童接種疫苗，令學童接種率上升，為全日復課製造有利條件。
2022年12月30日，教育局宣布2023年2月1日起逐步恢復全日面授課，首先是中學，然後是小學及幼稚園，幼稚園，小學，中學進入學校進行快速測試要求維持至2023年1月31日。

## 考試安排

### 2020年中學文憑試
2020年2月6日，教育局宣布2020年中學文憑試科目延期舉行，其中涉及音樂及體育科實習考試及中文科口試。現今教育局有兩個改期方案，表示將於2月底決定最終方案。
2020年2月25日，再宣布文憑試各科筆試及英文科口試如期在3月27日開考，而音樂及體育科實習考試中文科口試延期至5月下旬舉行，中文科口試則會延至5月18日至5月26日舉行。另外，放榜日預計需延後約一星期至七月十五日。教育局及考評局將預留五十萬個口罩，並會向考生派發口罩，要求考試期間一定要佩戴口罩。但考生入試場之前須遞交健康申報表及探熱，體温達38度或以上將會被拒考。
但部份考生卻不滿教育局派發「有黃點」及「絲襪咁薄」的口罩，經中文大學前化學講師鄺士山（K. Kwong）檢視後，直指這是「假口罩」，政府表示該批口罩檢驗結果沒有問題，而口罩的有效期仍未屆滿。
2020年3月11日，大學聯合招生辦法正式公布，大學聯招日程將會調動，正式遴選結果將在8月10日公布。
2020年3月21日，宣布文憑試各科筆試延遲至4月24日開考，並取消中、英文科口試，而4個核心科目考試將於4月27日至5月5日舉行；體育及音樂科的實習考試暫定於5月底至6月中舉行，又預計2020年文憑試放榜日期延至7月底。最終體育科實習考試取消部分項目，只保留體適能及球類個人技術考核，音樂科和體育科均於5月22日開考。文憑試最終在7月22日放榜，但於7月19日，因應香港爆發第三波疫情，林鄭月娥要求中學採其他形式處理放榜，以減少人群聚集，自修生則以郵遞寄發成績通知書。

### 2020年呈分試
2020年2月6日，教育局宣布小六呈分試分數呈交限期延至5月11日，但如果未能在3月9日前復課，將會將第三次呈分試取消。
2020年2月13日，因未能如期復課，小六第三次呈分試將取消，中一派位將根據第一及第二次呈分試成績安排，而小五的第一次呈分試則預計如期於6月至7月舉行。
2020年7月10日，教育局宣佈全港中小學提早於13日放暑假，而小五呈分試可繼續在7月13日至17日舉行，亦可延至9月新學年開學後舉行，遞交呈分試日期延至10月20日。然而，在8月3日，當局宣佈學生不可回校上面授課程，有小學校長預料某些學校將不能在10月前完成首次呈分試，令整個升中派位程序出現變數。
2020年11月30日，教育局宣佈，雖然學校停課，但學校仍可按情況安排小六學生回校進行呈分試。

### 2020年小三全港性系統評估
2020年2月13日，教育局表示「小三全港性系統評估，因毋須準備太多事前功夫，理論上復課時，如果可以安排到考試，則問題不大。」 2月25日，教育局宣布小三全港性系統評估取消。

### 2021年中學文憑試
2020年9月1日，考評局宣佈因應疫情，2021年中學文憑試延至4月23日開考，考期縮短至三個半星期，並在同年7月21日放榜；若疫情惡化，將延至6月3日開考，8月31日放榜，以「配合大學開學的最後時間」。中國文學、英國文學、生物、化學、物理、組合科學、綜合科學、健康管理與社會關懷、資訊及通訊科技9科的校本評核會取消，中文科、通識科的校本評核佔分比例由百分之20減至百分之10，英文、設計與應用科技和音樂科亦會減少校本評核亦會減量，蘇國生又指，就算學生已經努力完成大部分校本評核，老師仍要作出吃力的緊密輔導工作，認為作出有關決定能為師生釋出學習空間。另外，中文卷一將刪去《岳陽樓記》和《六國論》兩篇精讀範文，主因為上一年已經就此二範文出題，中英文口試亦將繼2020年後再次取消，蘇指這是疫情下的「一次性安排」。

### 2021年小三全港性系統評估
2021年2月22日，鑑於2019冠狀病毒病疫情反覆，教育局宣布停辦2021年全港性系統評估。

### 2022年中學文憑試
2021年2月9日，有10科將會取消校本評核，包括通識教育、中國文學及英語文學等；而中文、英文等餘下4科的評核要求則會精簡。
2021年6月30日，因應疫情對學校面授課堂影響，公開考試委員會議決通過，精簡明年香港中學文憑考試（DSE）12個甲類科目的公開考試評核要求，以釋出教學時間，改動包括連續第三年取消中文科口試。
2022年1月28日，考評局宣佈因應疫情，體育科及音樂科實習考試試延至5月底至6月初開考，而原定於3月底至4月英國語文科口試則連續第三年取消。
2022年2月28日，考評局宣佈因應疫情，文憑試會如期開考，惟考期會從本來的1個月縮至3星期，中文、英文、數學及通識教育等核心科目於首週內完成，較熱門的選修科目則於第二週舉行，有約六成考生於首兩週完成所有試卷。而健康管理與社會關懷科及倫理與宗教科更破天荒被安排於5月1日及8日兩個星期日下午舉行，成為本地公開試歷史上首例。此外，化學科及綜合科學科化學部份則於5月2日（勞動節補假）舉行，而英語文學科及設計與應用科技科則於5月9日（佛誕補假）舉行。考生要在開考前完成檢測以保證考生安全以及公眾健康，而考評局更於竹篙灣檢疫中心設立特別試場供被確診感染新冠病毒的考生居住及應試，每名考生將佔用兩個上下層單位，上層住宿，下層考試，有需要考生須於考試當天早上六時半前知會考評局，並須預約抗疫專用的士，由該等的士送往檢疫中心。檢疫中心有約三千個單位，可同時容納千多名考生，總共有44人曾在竹篙灣應試。

### 2022年呈分試
2022年2月14日，因疫情仍然非常嚴峻，教育局決定取消今年小六下學期呈分試。

### 2022年小三全港性系統評估
2022年2月14日，因疫情仍然非常嚴峻，教育局決定停辦今年的全港性系統評估。

## 防疫安排

### 出入境防疫安排
如無特別指明，下表所指年份均為2020年。
| 口岸                         | 安排 |
| ---------------------------- | --- |
| 香港西九龍站（高鐵）         | 1月28日宣布：1月30日凌晨起暫停出入境客運服務。 |
| 港鐵紅磡站（城際直通車）     | 1月28日宣布：1月30日凌晨起暫停出入境客運服務。 |
| 沙頭角管制站（沙頭角口岸）   | 1月28日宣布：1月30日凌晨起暫停出入境客運服務。 |
| 文錦渡管制站（文錦渡口岸）   | 1月28日宣布：1月30日凌晨起暫停出入境客運服務。 |
| 中國客運碼頭                 | 1月28日宣布：1月30日凌晨起暫停出入境客運服務。 |
| 屯門客運碼頭                 | 1月28日宣布：1月30日凌晨起暫停出入境客運服務。 |
| 羅湖管制站（羅湖口岸）       | 2月3日宣布：2月4日凌晨起暫停出入境客運服務。 |
| 落馬洲支線管制站（福田口岸） | 2月3日宣布：2月4日凌晨起暫停出入境客運服務。 |
| 落馬洲管制站（皇崗口岸）     | 2月3日宣布：2月4日凌晨起暫停出入境客運服務。 |
| 港澳客輪碼頭                 | 2月3日宣布：2月4日凌晨起暫停出入境客運服務。 |
| 啟德郵輪碼頭                 | 2月5日宣布：即時起暫停出入境客運服務。 2021年7月30日起，啟德郵輪碼頭有限度恢復出入境服務，開放予參加郵輪公海遊的旅客。 2022年1月5日起，公海遊暫停，啟德郵輪碼頭即時起再次暫停出入境客運服務，直至另行通知。 |
| 海運大廈郵輪碼頭             | 2月5日宣布：即時起暫停出入境客運服務。 2021年7月30日起，啟德郵輪碼頭有限度恢復出入境服務，開放予參加郵輪公海遊的旅客。 2022年1月5日起，公海遊暫停，啟德郵輪碼頭即時起再次暫停出入境客運服務，直至另行通知。 |
| 香港國際機場                 | 維持開放。 - 2月5日宣布：2月8日凌晨起，所有從中國內地抵達香港者須被強制檢疫14日。惟取道港珠澳大橋從澳門到香港，或從香港到澳門而途徑中國內地管轄範圍，則不被視作於中國內地境內逗留。 - 2月24日宣布：於2月25日6時起，非香港居民由韓國來港不得入境（已於3月17日取消）；於抵港前14日曾到韓國大邱及慶尚北道的香港居民須入住檢疫中心進行檢疫；由韓國其他省市回港的香港居民則需要進行醫學監察14天。 - 2月28日宣布：由3月1日凌晨起，不論是否香港居民，所有於抵港前14日曾到意大利艾米利亞－羅馬涅、倫巴第或威尼托地區或伊朗的人士，須入住檢疫中心進行檢疫。 - 3月10日宣布：由3月14日零時起，不論是否香港居民，所有於抵港前14日曾到法國布爾岡－法蘭琪－康堤及大東部地區、德國北萊茵－威斯特法倫州地區、日本北海道、西班牙拉里奧哈、馬德里及巴斯克地區及意大利全國的人士，須入住檢疫中心進行檢疫。 - 3月17日宣布：由3月19日零時起，不論是否香港居民，所有於抵港前14日曾到所有海外國家或地區的人士，均須接受強制檢疫；原來的中國內地、韓國大邱及慶尚北道、伊朗、意大利艾米利亞－－羅馬涅、倫巴第及威尼托地區的檢疫安排維持不變。 - 3月23日宣布：由3月25日零時起，所有乘飛機從海外國家或地區抵港的非香港居民，不准從香港機場入境；所有從中國內地、澳門和台灣入境香港的非香港居民，如過去14天去過海外國家及地區，將不准入境；所有從澳門及台灣入境的人，不論是否香港居民，亦須強制檢疫14天。 - 4月2日宣布：由4月3日零時起，深圳湾口岸旅客通关服务时间调整为每日上午10时至晚上8时，直至另行通告。货物清关服务时间则不受影响，维持每日上午6时30分至午夜12时。 - 4月4日宣布：4月5日金巴晚上八時正開出尾班車後，由4月6日零時零分起，香港來往澳門的金巴暫停。即由2020年4月6日起，港澳間的海陸空公共交通工具正式全面暫停。其後港澳金巴於5月8日恢復有限度服務。 - 10月15日宣布：香港與新加坡就「旅遊氣泡」政策達成共識。自同年11月22日起，所有乘飛機從新加坡抵港的星、港兩地居民，不論行程目的及長度，均可免除14日強制檢疫，但需符合指定條件。11月21日，由于香港疫情反覆，两地「航空旅遊氣泡」延期兩周實施，具體推行日期將於12月初再公布；其後再於12月1日宣佈2020年後才實施，並會在12月月底檢視2021年的安排。鉴于新加坡确诊個案增加，原定2021年5月26日实施的「旅遊氣泡」有關安排在很大機會不能如期重啟。 - 11月11日宣布：政府推出「回港易」計劃，自23日起所有從廣東省及澳門抵港的香港居民，如果由陸路口岸抵港，持有效核酸檢測陰性結果可以入境，可獲豁免14天檢疫，惟此计划设有名额限制，须事先通过預約系統预约。 - 2021年4月26日宣布：如無疫情反彈，香港與新加坡「旅遊氣泡」將於同年5月26日起實施，但香港居民必須完成兩劑疫苗接種才可參與。 - 2021年4月29日起，回港易计划由广东省及澳门，扩展至中國内地其他省市。同日起深圳灣管制站旅客清關時間改為每日上午10時至晚上10時。 |
| 深圳灣管制站（深圳灣口岸）   | 維持開放。 - 2月5日宣布：2月8日凌晨起，所有從中國內地抵達香港者須被強制檢疫14日。惟取道港珠澳大橋從澳門到香港，或從香港到澳門而途徑中國內地管轄範圍，則不被視作於中國內地境內逗留。 - 2月24日宣布：於2月25日6時起，非香港居民由韓國來港不得入境（已於3月17日取消）；於抵港前14日曾到韓國大邱及慶尚北道的香港居民須入住檢疫中心進行檢疫；由韓國其他省市回港的香港居民則需要進行醫學監察14天。 - 2月28日宣布：由3月1日凌晨起，不論是否香港居民，所有於抵港前14日曾到意大利艾米利亞－羅馬涅、倫巴第或威尼托地區或伊朗的人士，須入住檢疫中心進行檢疫。 - 3月10日宣布：由3月14日零時起，不論是否香港居民，所有於抵港前14日曾到法國布爾岡－法蘭琪－康堤及大東部地區、德國北萊茵－威斯特法倫州地區、日本北海道、西班牙拉里奧哈、馬德里及巴斯克地區及意大利全國的人士，須入住檢疫中心進行檢疫。 - 3月17日宣布：由3月19日零時起，不論是否香港居民，所有於抵港前14日曾到所有海外國家或地區的人士，均須接受強制檢疫；原來的中國內地、韓國大邱及慶尚北道、伊朗、意大利艾米利亞－－羅馬涅、倫巴第及威尼托地區的檢疫安排維持不變。 - 3月23日宣布：由3月25日零時起，所有乘飛機從海外國家或地區抵港的非香港居民，不准從香港機場入境；所有從中國內地、澳門和台灣入境香港的非香港居民，如過去14天去過海外國家及地區，將不准入境；所有從澳門及台灣入境的人，不論是否香港居民，亦須強制檢疫14天。 - 4月2日宣布：由4月3日零時起，深圳湾口岸旅客通关服务时间调整为每日上午10时至晚上8时，直至另行通告。货物清关服务时间则不受影响，维持每日上午6时30分至午夜12时。 - 4月4日宣布：4月5日金巴晚上八時正開出尾班車後，由4月6日零時零分起，香港來往澳門的金巴暫停。即由2020年4月6日起，港澳間的海陸空公共交通工具正式全面暫停。其後港澳金巴於5月8日恢復有限度服務。 - 10月15日宣布：香港與新加坡就「旅遊氣泡」政策達成共識。自同年11月22日起，所有乘飛機從新加坡抵港的星、港兩地居民，不論行程目的及長度，均可免除14日強制檢疫，但需符合指定條件。11月21日，由于香港疫情反覆，两地「航空旅遊氣泡」延期兩周實施，具體推行日期將於12月初再公布；其後再於12月1日宣佈2020年後才實施，並會在12月月底檢視2021年的安排。鉴于新加坡确诊個案增加，原定2021年5月26日实施的「旅遊氣泡」有關安排在很大機會不能如期重啟。 - 11月11日宣布：政府推出「回港易」計劃，自23日起所有從廣東省及澳門抵港的香港居民，如果由陸路口岸抵港，持有效核酸檢測陰性結果可以入境，可獲豁免14天檢疫，惟此计划设有名额限制，须事先通过預約系統预约。 - 2021年4月26日宣布：如無疫情反彈，香港與新加坡「旅遊氣泡」將於同年5月26日起實施，但香港居民必須完成兩劑疫苗接種才可參與。 - 2021年4月29日起，回港易计划由广东省及澳门，扩展至中國内地其他省市。同日起深圳灣管制站旅客清關時間改為每日上午10時至晚上10時。 |
| 港珠澳大橋香港口岸           | 維持開放。 - 2月5日宣布：2月8日凌晨起，所有從中國內地抵達香港者須被強制檢疫14日。惟取道港珠澳大橋從澳門到香港，或從香港到澳門而途徑中國內地管轄範圍，則不被視作於中國內地境內逗留。 - 2月24日宣布：於2月25日6時起，非香港居民由韓國來港不得入境（已於3月17日取消）；於抵港前14日曾到韓國大邱及慶尚北道的香港居民須入住檢疫中心進行檢疫；由韓國其他省市回港的香港居民則需要進行醫學監察14天。 - 2月28日宣布：由3月1日凌晨起，不論是否香港居民，所有於抵港前14日曾到意大利艾米利亞－羅馬涅、倫巴第或威尼托地區或伊朗的人士，須入住檢疫中心進行檢疫。 - 3月10日宣布：由3月14日零時起，不論是否香港居民，所有於抵港前14日曾到法國布爾岡－法蘭琪－康堤及大東部地區、德國北萊茵－威斯特法倫州地區、日本北海道、西班牙拉里奧哈、馬德里及巴斯克地區及意大利全國的人士，須入住檢疫中心進行檢疫。 - 3月17日宣布：由3月19日零時起，不論是否香港居民，所有於抵港前14日曾到所有海外國家或地區的人士，均須接受強制檢疫；原來的中國內地、韓國大邱及慶尚北道、伊朗、意大利艾米利亞－－羅馬涅、倫巴第及威尼托地區的檢疫安排維持不變。 - 3月23日宣布：由3月25日零時起，所有乘飛機從海外國家或地區抵港的非香港居民，不准從香港機場入境；所有從中國內地、澳門和台灣入境香港的非香港居民，如過去14天去過海外國家及地區，將不准入境；所有從澳門及台灣入境的人，不論是否香港居民，亦須強制檢疫14天。 - 4月2日宣布：由4月3日零時起，深圳湾口岸旅客通关服务时间调整为每日上午10时至晚上8时，直至另行通告。货物清关服务时间则不受影响，维持每日上午6时30分至午夜12时。 - 4月4日宣布：4月5日金巴晚上八時正開出尾班車後，由4月6日零時零分起，香港來往澳門的金巴暫停。即由2020年4月6日起，港澳間的海陸空公共交通工具正式全面暫停。其後港澳金巴於5月8日恢復有限度服務。 - 10月15日宣布：香港與新加坡就「旅遊氣泡」政策達成共識。自同年11月22日起，所有乘飛機從新加坡抵港的星、港兩地居民，不論行程目的及長度，均可免除14日強制檢疫，但需符合指定條件。11月21日，由于香港疫情反覆，两地「航空旅遊氣泡」延期兩周實施，具體推行日期將於12月初再公布；其後再於12月1日宣佈2020年後才實施，並會在12月月底檢視2021年的安排。鉴于新加坡确诊個案增加，原定2021年5月26日实施的「旅遊氣泡」有關安排在很大機會不能如期重啟。 - 11月11日宣布：政府推出「回港易」計劃，自23日起所有從廣東省及澳門抵港的香港居民，如果由陸路口岸抵港，持有效核酸檢測陰性結果可以入境，可獲豁免14天檢疫，惟此计划设有名额限制，须事先通过預約系統预约。 - 2021年4月26日宣布：如無疫情反彈，香港與新加坡「旅遊氣泡」將於同年5月26日起實施，但香港居民必須完成兩劑疫苗接種才可參與。 - 2021年4月29日起，回港易计划由广东省及澳门，扩展至中國内地其他省市。同日起深圳灣管制站旅客清關時間改為每日上午10時至晚上10時。 |

### 外遊警示
下列是為外遊警示或政府呼籲。
| 警告級別 | 國家／屬地 | 發出日期                                                 | 取消日期                    | 備註 |
| -------- | --- | -------------------------------------------------------- | --------------------------- | --- |
| 切勿前往 | 中国大陆（湖北省武漢市） | 2020年1月23日（呼籲）                                    | 2020年1月23日（呼籲）       | 因應2019冠狀病毒病武漢市疫情而作出呼籲。 |
| 紅       | | 2020年2月24日（直接發出）                                | 2022年5月1日                | 因2019冠狀病毒病韓國疫情而發出，也是第一個國家因2019冠狀病毒病而發出外遊警示。                                                                                         |
| 紅       | 義大利（艾米利亞-羅馬涅、倫巴第及威尼托） | 2020年2月28日（直接發出）                                | 2020年3月10日（擴展至全國） | 因2019冠状病毒病意大利疫情而對上述地區發出。 |
| 紅       | 義大利 | 2020年3月10日（擴展至全國）                              | 2022年5月1日                | 因2019冠状病毒病意大利疫情迅速擴散而發出。 |
| 紅       | 法國（布爾岡－法蘭琪－康堤及大東部地區） | 2020年3月10日（直接發出）                                | 2020年3月13日（擴展至全國） | 因2019冠状病毒病法國疫情而對上述地區而發出。同時維持法國全國因安全風險發出之 黃色警示。紅色外遊警示於同年3月13日起擴展至法國全國。                                     |
| 紅       | 德国（北萊茵－威斯特法倫州） | 2020年3月10日（直接發出）                                | 2020年3月13日（擴展至全國） | 因2019冠状病毒病德國疫情而對上述地區而發出。紅色外遊警示於同年3月13日起擴展至德國全國。                                                                                |
| 紅       | 西班牙（拉里奥哈、馬德里及巴斯克地區） | 2020年3月10日（直接發出）                                | 2020年3月13日（擴展至全國） | 因2019冠状病毒病西班牙疫情而對上述地區而發出。紅色外遊警示於同年3月13日起擴展至西班牙全國。                                                                            |
| 紅       | 日本（北海道） | 2020年3月10日（直接發出）                                | 2020年3月17日（擴展至全國） | 因2019冠状病毒病日本疫情而對上述地區而發出。紅色外遊警示於2020年3月17日擴展至全國。                                                                                    |
| 紅       | 神根區： · 奥地利 · 比利时 · 捷克 · 丹麦 · 爱沙尼亚 · 芬兰 · 法國 · 德国 · 希腊 · 匈牙利 · 冰島 · 拉脫維亞 · 列支敦斯登 · 立陶宛 · 盧森堡 · 馬爾他 · 荷蘭 · 挪威 · 波蘭 · 葡萄牙 · 斯洛維尼亞 · 斯洛伐克 · 西班牙 · 瑞典 · 瑞士                                                                                          | 2020年3月13日（直接發出） （而德國及西班牙則擴展至全國） | 2022年5月1日                | 不包括愛爾蘭及英國，而意大利早前已發出相關警示。而法國及比利時同時維持因安全風險發出之 黃色警示。 因歐洲的2019冠状病毒病個案持續及迅速上升而對上述神根區25個國家發出。 |
| 紅       | 爱尔兰 | 2020年3月15日（直接發出）                                | 2022年5月1日                | 因2019冠状病毒病愛爾蘭疫情而發出。 |
| 紅       | 英国 | 2020年3月15日（直接發出）                                | 2022年5月1日                | 因2019冠状病毒病英國疫情而發出，同時維持安全風險發出之 黃色警示 |
| 紅       | 美国 | 2020年3月15日（直接發出）                                | 2022年5月1日                | 因2019冠状病毒病美國疫情而發出。 |
| 紅       | 日本 | 2020年3月17日（擴展至全國）                              | 2022年5月1日                | 因應2019冠狀病毒病全球病例而對所有海外國家／屬地發出，同時維持對福島縣因安全風險發出之 黃色警示。                                                                      |
| 紅       | · 巴林 · 印度尼西亞 · 印度 · 以色列 · 沙烏地阿拉伯 · 斯里蘭卡 · 马来西亚 · 馬爾地夫 · 緬甸 · 尼泊尔 · 菲律賓 · 俄羅斯 · 泰國 · 突尼西亞 | 2020年3月17日（直接發出）                                | 2022年5月1日                | 因應2019冠狀病毒病全球病例而對所有海外國家／屬地發出，同時維持上述國家或地區因安全風險發出之 黃色警示。                                                                |
| 紅       | 土耳其 | 2020年3月17日（直接發出）                                | 2022年5月1日                | 因應2019冠狀病毒病全球病例而對所有海外國家／屬地發出，同時維持對東南部省份因安全風險發出之 紅色警示，以及其他地區因安全風險發出之 黃色警示。                           |
| 紅       | 伊朗 · 埃及 | 2020年3月17日（直接發出）                                | 2022年5月1日                | 因應2019冠狀病毒病全球病例而對所有海外國家／屬地發出，同時維持因安全風險發出之 紅色警示（分別於2月28日及3月13日增加提醒相關公共衞生風險）。                            |
| 紅       | 黎巴嫩 · 巴基斯坦 | 2020年3月17日（直接發出）                                | 2022年5月1日                | 因應2019冠狀病毒病全球病例而對所有海外國家／屬地發出，同時維持因安全風險發出之 紅色警示。                                                                              |
| 紅       | 叙利亚 | 2020年3月17日（直接發出）                                | 2022年5月1日                | 因應2019冠狀病毒病全球病例而對所有海外國家／屬地發出，同時維持因安全風險發出之 黑色警示。                                                                              |
| 紅       | 阿尔巴尼亚 · 阿根廷 · 白俄羅斯 · 巴西 · 保加利亚 · 柬埔寨 · 加拿大 · 智利 · 賽普勒斯 · 斐济 · 直布罗陀 · 關島 · 约旦 · 北馬其頓 · 模里西斯 · 墨西哥 · 蒙古国 · 摩洛哥 · 蒙特內哥羅 · 阿曼 · 秘魯 · 羅馬尼亞 · 新加坡 · 塞爾維亞 · 南非 · 阿联酋 · 越南 · 外遊警示制度沒有覆蓋的國家或地區（ 中国大陆、 臺灣、 澳門除外） | 2020年3月17日（直接發出）                                | 2022年5月1日                | 因應2019冠狀病毒病全球病例而對所有海外國家／屬地發出。 |

### 入境限制
抵達香港前14日（高風險A組指明地區則為21日）曾到以下國家或地區人士入境香港會被拒或需接受檢疫：

#### 禁止入境
- 中国大陆湖北省：2020年1月27日[86]至2020年8月21日[87]，只包括非香港居民。
- ：2020年2月25日上午6時至3月16日，只包括非香港居民。[88]
- 所有海外國家或地區：2020年3月25日起，只包括非香港居民。
- 英国：因應英國爆發的「變種病毒」（VUI – 202012/01），由香港時間2020年12月22日午夜至2021年5月6日，所有人士包括香港居民，倘於過去21天內停留英國多於兩小時，將被禁止登機及不准入境香港（乘搭政府指定航班回港除外）。
- 南非：因應南非爆發傳播力強的新變種病毒，由香港時間2020年12月25日午夜起，所有人士包括香港居民，倘於過去21天內停留南非多於兩小時，將被禁止登機及不准入境香港。
- 爱尔兰：因應巴西及愛爾蘭爆發傳播力強的新變種病毒，由香港時間2021年1月23日午夜至2021年5月6日，所有人士包括香港居民，倘於過去21天內停留愛爾蘭多於兩小時，將被禁止登機及不准入境香港。
- 巴西：因應巴西爆發傳播力強的新變種病毒，由香港時間2021年1月23日午夜起，所有人士包括香港居民，倘於過去21天內停留巴西多於兩小時，將被禁止登機及不准入境香港。
- 印度、 巴基斯坦、 菲律賓：因應該三個地區均涉曾經在過去14天期間有累計七天相關個案數目爆發傳播力強的新變種病毒，觸及相關指標，由香港時間2021年4月20日午夜起，所有人士包括香港居民，倘於過去21天內停留該三個地區多於兩小時，將被禁止登機及不准入境香港。
- 尼泊尔：因應尼泊爾均涉曾經在過去14天期間有累計七天相關個案數目爆發傳播力強的新變種病毒，觸及相關指標，由香港時間2021年5月1日午夜起，所有人士包括香港居民，倘於過去21天內停留尼泊爾多於兩小時，將被禁止登機及不准入境香港。
- 臺灣：2021年5月17日起，只包括非香港居民。
- 印度尼西亞：因應印尼輸入的個案數字已觸及相關指標，由香港時間2021年6月25日午夜起，所有人士包括香港居民，倘於過去21天內停留印尼多於兩小時，將被禁止登機及不准入境香港。
- 英国：因應英國輸入的個案數字已觸及相關指標，由香港時間2021年7月1日午夜起，所有人士包括香港居民，倘於過去21天內停留英國多於兩小時，將被禁止登機及不准入境香港。
- 、 加拿大、 法國、 印度、 尼泊尔（由2022年2月12日起生效）、 巴基斯坦、 菲律賓、 英国、 美国：因應該九個地區爆發傳播力強的新變種病毒，香港政府根據《預防及控制疾病（規管跨境交通工具及到港者）規例》（香港法例第599H章），由香港時間2022年1月8日午夜至2022年4月1日，限制所有人士包括香港居民，倘於過去14天內曾逗留（包括於機場轉機）該九個地區超過兩小時，將被禁止登上任何前往香港的民航客機（不論該客機是否由這些地區出發）及不准入境香港。[89]

自2022年5月1日起，所有禁止入境措施取消，所有人士均可入境香港。

#### 強制檢疫與醫學監察安排
除特別指明外，任何入境人士（不論是否香港居民；獲豁免檢疫人士除外）過去14天（2020年12月25日起對海外國家為21天）曾到以下地區必須在指定場所（檢疫中心、家居或其他住所）接受指定日子強制檢疫或醫學監察（以下檢疫時間為最長強制檢疫期，實際檢疫期可能因應疫苗接種狀況等有變動）：
| 國家／地區                | 國家／地區                       | 生效日期             | 撤銷日期       | 家居或其他住所 | 家居或其他住所 | 檢疫中心   | 指定酒店   | 指定酒店   | 指定酒店   | 指定酒店   | 黃碼限制   | 黃碼限制   |
| 國家／地區                | 國家／地區                       | 生效日期             | 撤銷日期       | 14天           | 21天           | 14天       | 3天        | 7天        | 14天       | 21天       | 3天        | 4天        |
| ------------------------- | -------------------------------- | -------------------- | -------------- | -------------- | -------------- | ---------- | ---------- | ---------- | ---------- | ---------- | ---------- | ---------- |
| 中国大陆                  | 湖北省                           | 2020年1月31日        | 2020年3月24日  |                |                | Green tick |            |            |            |            |            |            |
| 中国大陆                  | 中国大陆                         | 2020年2月8日         | 2022年9月26日  | Green tick     |                |            |            |            |            |            |            |            |
|                           | 大邱及慶尚北道                   | 2020年2月25日上午6時 | 2020年4月16日  |                |                | Green tick |            |            |            |            |            |            |
| 義大利                    | 艾米利亞-羅馬涅、倫巴第及威尼托  | 2020年3月1日         | 2020年4月16日  |                |                | Green tick |            |            |            |            |            |            |
| 伊朗                      | 伊朗                             | 2020年3月1日         | 2020年4月16日  |                |                | Green tick |            |            |            |            |            |            |
| 日本                      | 北海道                           | 2020年3月14日        | 2020年3月16日  | Green tick     |                |            |            |            |            |            |            |            |
| 法國                      | 布爾岡－法蘭琪－康堤及大東部地區 | 2020年3月14日        | 2020年3月16日  | Green tick     |                |            |            |            |            |            |            |            |
| 德国                      | 北萊茵－威斯特法倫州             | 2020年3月14日        | 2020年3月16日  | Green tick     |                |            |            |            |            |            |            |            |
| 西班牙                    | 拉里奥哈、馬德里及巴斯克地區     | 2020年3月14日        | 2020年3月16日  | Green tick     |                |            |            |            |            |            |            |            |
| 義大利                    |                                  | 2020年3月14日        | 2020年3月16日  | Green tick     |                |            |            |            |            |            |            |            |
| [ 註 7 ]                  | [ 註 7 ]                         | 2020年3月17日        | 2020年3月18日  | Green tick     |                |            |            |            |            |            |            |            |
| 神根區                    | 神根區                           | 2020年3月17日        | 2020年3月18日  | Green tick     |                |            |            |            |            |            |            |            |
| 所有海外國家／屬地        | 所有海外國家／屬地               | 2020年3月19日        | 2020年12月24日 | Green tick     |                |            |            |            |            |            |            |            |
| 中国大陆                  | 湖北省武漢市                     | 2020年3月25日        | 2020年4月7日   |                |                | Green tick |            |            |            |            |            |            |
| 澳門                      | 澳門                             | 2020年3月25日        | 2023年1月8日   | Green tick     |                |            |            |            |            |            |            |            |
| 臺灣                      | 臺灣                             | 2020年3月25日        | 2021年5月15日  | Green tick     |                |            |            |            |            |            |            |            |
| 英国                      | 英国                             | 2020年12月22日       | 2020年12月24日 |                | Green tick     |            |            |            |            |            |            |            |
| 所有海外國家／屬地        | 所有海外國家／屬地               | 2020年12月25日       | 2022年2月5日   |                |                |            |            |            |            | Green tick |            |            |
|                           |                                  | 2021年4月9日         | 2021年8月20日  |                |                |            |            |            | Green tick |            |            |            |
| 新西兰                    | 新西兰                           | 2021年4月9日         | 2021年11月17日 |                |                |            |            |            | Green tick |            |            |            |
| 新加坡                    | 新加坡                           | 2021年4月9日         | 2021年5月20日  |                |                |            |            |            | Green tick |            |            |            |
| 臺灣                      | 臺灣                             | 2021年5月16日        | 2021年5月16日  |                |                |            |            |            | Green tick |            |            |            |
| 臺灣                      | 臺灣                             | 2021年5月17日        | 2022年2月5日   |                |                |            |            |            |            | Green tick |            |            |
| 所有海外國家／屬地及 臺灣 | 所有海外國家／屬地及 臺灣        | 2022年2月5日         | 2022年4月1日   |                |                |            |            |            | Green tick |            |            |            |
| 所有海外國家／屬地        | 所有海外國家／屬地               | 2022年4月1日         | 2022年8月12日  |                |                |            |            | Green tick |            |            | Green tick |            |
| 所有海外國家／屬地        | 所有海外國家／屬地               | 2022年8月12日        | 2022年9月26日  |                |                |            | Green tick |            |            |            |            | Green tick |
| 所有海外國家／屬地        | 所有海外國家／屬地               | 2022年9月26日        | 2022年12月14日 |                |                |            |            |            |            |            | Green tick |            |

2020年10月27日，時任行政長官林鄭月娥表示從2020年11月起，內地港人入境香港後可免除14天強制檢疫。11月23日起對在廣東省及澳門的港人實行，需事先預約及持2019冠狀病毒病陰性證明，且過去14日沒有到中國其它省市。
2022年9月23日，行政長官李家超宣布自2022年9月26日起全面取消入境人士酒店檢疫安排。
2022年12月13日，行政長官李家超宣布自2022年12月14日起全面取消入境人士醫學觀察下接受「黃碼」限制安排。

#### 登機、檢疫及檢測要求

##### （甲）中國大陸、澳門及台灣
| 地區            | 適用人士 | 登機要求 | 登機要求 | 強制檢疫及檢測要求 | 強制檢疫及檢測要求 |
| 地區            | 適用人士 | 如未完成接種2019冠狀病毒病疫苗 | 如已完成接種2019冠狀病毒病疫苗 | 如未完成接種2019冠狀病毒病疫苗 | 如已完成接種2019冠狀病毒病疫苗 |
| --------------- | --- | --- | --- | --- | --- |
| 中国大陆 · 澳門 | 於有關期間（即登機／到港當天或之前14天）只曾在中國大陸或澳門逗留的香港居民及非香港居民                                               | - (如i.經機場抵港及ii.於登機／到港當天或之前14天曾在內地（廣東省以外)或澳門逗留）預定抵港當天 或之前3天之內進行的2019冠狀病毒病核酸檢測陰性結果證明 | - (如i.經機場抵港及ii.於登機／到港當天或之前14天曾在內地（廣東省以外)或澳門逗留）預定抵港當天 或之前3天之內進行的2019冠狀病毒病核酸檢測陰性結果證明；及 - 出示已完成疫苗接種紀錄 | - 於指定地點（家居、酒店或其他住所）接受14天強制檢疫（按「回港易」或「來港易」計劃抵港而獲豁免強制檢疫的人士除外） - 抵港第3天、第5天及第12天接受強制檢測（第12天檢測須於社區檢測中心進行） | - 於指定地點（家居、酒店或其他住所）接受7天強制檢疫（按「回港易」或「來港易」計劃抵港而獲豁免強制檢疫的人士除外） - 抵港第3天、第5天及第12天接受強制檢測（第12天檢測須於社區檢測中心進行） - 完成強制檢疫後7天自行監察 |
| 臺灣            | 於有關期間（即登機／到港當天或之前14天）曾在台灣逗留（曾在A++或A組指明地區逗留人士除外）的香港居民、及已完成疫苗接種紀錄的非香港居民 | - 出示預定起飛時間前48小時內進行的2019 冠狀病毒病核酸檢測陰性結果證明；及 - 出示指定檢疫酒店到港當日起計14晚預訂確認書                              | - 出示已完成疫苗接種紀錄 - 出示預定起飛時間前48小時內進行的2019 冠狀病毒病核酸檢測陰性結果證明；及 - 出示指定檢疫酒店到港當日起計14晚預訂確認書                                  | - 於指定檢疫酒店強制檢疫14天 - 強制檢疫期間接受6次檢測 - 其後7天自行監察 - 抵港第16天及第19天接受強制檢測（第19天檢測須於社區檢測中心進行）                                                 | - 於指定檢疫酒店強制檢疫14天 - 強制檢疫期間接受6次檢測 - 其後7天自行監察 - 抵港第16天及第19天接受強制檢測（第19天檢測須於社區檢測中心進行）                                                                            |

##### （乙）海外地區
2020年12月22日至2021年5月6日，因應英國爆發的「變種病毒」（VUI – 202012/01），從英國抵港人士在完成14天強制檢疫後，須在家隔離多7天，即共檢疫21天。隨後因應全球疫情正出現急劇變化及更多國家發現新變種病毒，由2020年12月25日至2021年5月11日，所有於到達香港當天或之前21天曾在中國以外地區逗留的抵港人士（不論經機場或陸路口岸抵港），需要在指定檢疫酒店強制檢疫21天。
2021年5月12日至2021年8月8日，政府把相關指明地區按風險所實施的登機及強制檢疫要求整理為五個組別，詳情如下：
| 組別                    | 適用人士                                                                                            | 登機要求 | 登機要求 | 強制檢疫及檢測要求 | 強制檢疫及檢測要求 |
| 組別                    | 適用人士                                                                                            | 如未完成接種2019冠狀病毒病疫苗 | 如已完成接種2019冠狀病毒病疫苗 | 如未完成接種2019冠狀病毒病疫苗 | 如已完成接種2019冠狀病毒病疫苗 |
| ----------------------- | --------------------------------------------------------------------------------------------------- | --- | --- | --- | --- |
| 極高風險地區 （組別A1） | 於有關期間（即登機／到港當天或之前21天）曾在A1組指明地區逗留的香港居民                              | - 於有關期間未曾在相關指明地區逗留超過兩小時； - 出示預定起飛時間前72小時內進行的2019冠狀病毒病核酸檢測陰性結果證明；及 - 出示指定檢疫酒店到港後21晚預訂確認書 - 禁止所有於登機當天或之前21天曾逗留此類指明地區超過兩小時的人士登機前來香港 （乘搭政府指定航班回港的香港居民除外） | - 於有關期間未曾在相關指明地區逗留超過兩小時； - 出示預定起飛時間前72小時內進行的2019冠狀病毒病核酸檢測陰性結果證明；及 - 出示指定檢疫酒店到港後21晚預訂確認書 - 禁止所有於登機當天或之前21天曾逗留此類指明地區超過兩小時的人士登機前來香港 （乘搭政府指定航班回港的香港居民除外） | - 於指定檢疫酒店強制檢疫21天 - 強制檢疫期間接受4次檢測 - 其後7天自行監察 - 抵港第26天強制檢測（只限到任何一間社區檢測中心進行檢測）                       | - 於指定檢疫酒店強制檢疫21天 - 強制檢疫期間接受4次檢測 - 其後7天自行監察 - 抵港第26天強制檢測（只限到任何一間社區檢測中心進行檢測）                       |
| 甚高風險地區 （組別A2） | 於有關期間（即登機／到港當天或之前21天）曾在A2組指明地區逗留的香港居民                              | - 出示預定起飛時間前72小時內進行的2019冠狀病毒病核酸檢測陰性結果證明；及 - 出示指定檢疫酒店到港後21晚預訂確認書 | - 出示預定起飛時間前72小時內進行的2019冠狀病毒病核酸檢測陰性結果證明；及 - 出示指定檢疫酒店到港後21晚預訂確認書 | - 於指定檢疫酒店強制檢疫21天 - 強制檢疫期間接受4次檢測 - 其後7天自行監察 - 抵港第26天強制檢測（只限到任何一間社區檢測中心進行檢測）                       | - 於指定檢疫酒店強制檢疫21天 - 強制檢疫期間接受4次檢測 - 其後7天自行監察 - 抵港第26天強制檢測（只限到任何一間社區檢測中心進行檢測）                       |
| 高風險地區 （組別B）    | 於有關期間（即登機／到港當天或之前14天）曾在B組指明地區逗留的香港居民                               | - 出示預定起飛時間前72小時內進行的2019 冠狀病毒病核酸檢測陰性結果證明；及 - 出示指定檢疫酒店到港後21晚預訂確認書 | - 出示已完成疫苗接種紀錄 - 出示預定起飛時間前72小時內進行的2019 冠狀病毒病核酸檢測陰性結果證明；及 - 出示指定檢疫酒店到港後14晚預訂確認書 | - 於指定檢疫酒店強制檢疫21天 - 強制檢疫期間接受4次檢測 | - 於指定檢疫酒店強制檢疫14天 - 強制檢疫期間接受3次檢測 - 其後7天自行監察 - 抵港第16及19天強制檢測（可透過交回樣本收集瓶或到任何一間社區檢測中心進行檢測） |
| 中風險地區 （組別C）    | 於有關期間（即登機／到港當天或之前14天）曾在C組指明地區逗留的香港居民                               | - 出示指定檢疫酒店到港後21晚預訂確認書 | - 出示已完成疫苗接種紀錄 - 出示指定檢疫酒店到港後14晚預訂確認書 | - 於指定檢疫酒店強制檢疫21天 - 強制檢疫期間接受4次檢測 | - 於指定檢疫酒店強制檢疫14天 - 強制檢疫期間接受3次檢測 - 其後7天自行監察 - 抵港第16及19天強制檢測（可透過交回樣本收集瓶或到任何一間社區檢測中心進行檢測） |
| 低風險地區 （組別D）    | 於有關期間（即登機／到港當天或之前14天）只曾在D組指明地區、中國大陸或澳門逗留的香港居民及非香港居民 | - 出示指定檢疫酒店到港後14晚預訂確認書 | - 出示已完成疫苗接種紀錄 - 出示指定檢疫酒店到港後7晚預訂確認書 | - 於指定檢疫酒店強制檢疫14天 - 強制檢疫期間接受3次檢測 - 其後7天自行監察 - 抵港第16及19天強制檢測（可透過交回樣本收集瓶或到任何一間社區檢測中心進行檢測） | - 於指定檢疫酒店強制檢疫7天 - 強制檢疫期間接受2次檢測 - 其後7天自行監察 - 抵港第12天強制檢測（可透過交回樣本收集瓶或到任何一間社區檢測中心進行檢測）      |

2021年8月9日起，政府把相關指明地區組別由5個整理至3個，同時所有海外到港人士須持有2019冠狀病毒病核酸檢測陰性結果證明才可登機來港（2021年12月8日起擴展至轉機人士），詳情如下：
| 組別                 | 適用人士 | 登機要求 | 登機要求 | 強制檢疫及檢測要求 | 強制檢疫及檢測要求 |
| 組別                 | 適用人士 | 如未完成接種2019冠狀病毒病疫苗 | 如已完成接種2019冠狀病毒病疫苗 | 如未完成接種2019冠狀病毒病疫苗 | 如已完成接種2019冠狀病毒病疫苗 |
| -------------------- | --- | --- | --- | --- | --- |
| 高風險地區 （組別A） | 於有關期間（即登機／到港當天或之前21天）曾在A組指明地區逗留的香港居民                                                                                | - 出示已完成疫苗接種紀錄（由陪同登機的12歲以下子女的香港居民除外） - 出示預定起飛時間前48小時內進行的2019冠狀病毒病核酸檢測陰性結果證明；及 - 出示指定檢疫酒店到港當日起計21晚預訂確認書 - 禁止所有於登機當天或之前21天曾逗留此類指明地區，並未能提供已完成疫苗接種紀錄的人士登機前來香港 （乘搭政府指定航班回港或符合有關條件的成年人士香港居民，以及陪同登機的12歲以下子女的香港居民除外）                                                                                             | - 出示已完成疫苗接種紀錄（由陪同登機的12歲以下子女的香港居民除外） - 出示預定起飛時間前48小時內進行的2019冠狀病毒病核酸檢測陰性結果證明；及 - 出示指定檢疫酒店到港當日起計21晚預訂確認書 - 禁止所有於登機當天或之前21天曾逗留此類指明地區，並未能提供已完成疫苗接種紀錄的人士登機前來香港 （乘搭政府指定航班回港或符合有關條件的成年人士香港居民，以及陪同登機的12歲以下子女的香港居民除外）                                                                                             | - 於指定檢疫酒店強制檢疫21天 - 強制檢疫期間接受6次檢測 - 其後7天自行監察 - 抵港第26天強制檢測（必須到社區檢測中心進行） | - 於指定檢疫酒店強制檢疫21天 - 強制檢疫期間接受6次檢測 - 其後7天自行監察 - 抵港第26天強制檢測（必須到社區檢測中心進行） |
| 高風險地區 （組別A） | 實施地區性航班「熔斷機制」的指定地區（下稱組別：A++）： 於有關期間（即登機／到港當天或之前21天）曾在實施地區性航班「熔斷機制」指明地區逗留的香港居民 | - 於有關期間未曾在相關指明地區逗留超過兩小時； - 出示已完成疫苗接種紀錄（由陪同登機的12歲以下子女的香港居民除外） - 出示預定起飛時間前48小時內進行的2019冠狀病毒病核酸檢測陰性結果證明；及 - 出示指定檢疫酒店抵達到港的第5日起計17晚預訂確認書 - 禁止所有於登機當天或之前21天曾逗留此類指明地區超過兩小時的人士，或曾逗留此類指明地區，並未能提供已完成疫苗接種紀錄的人士登機前來香港 （乘搭政府指定航班回港或符合有關條件的成年人士香港居民，以及陪同登機的12歲以下子女的香港居民除外） | - 於有關期間未曾在相關指明地區逗留超過兩小時； - 出示已完成疫苗接種紀錄（由陪同登機的12歲以下子女的香港居民除外） - 出示預定起飛時間前48小時內進行的2019冠狀病毒病核酸檢測陰性結果證明；及 - 出示指定檢疫酒店抵達到港的第5日起計17晚預訂確認書 - 禁止所有於登機當天或之前21天曾逗留此類指明地區超過兩小時的人士，或曾逗留此類指明地區，並未能提供已完成疫苗接種紀錄的人士登機前來香港 （乘搭政府指定航班回港或符合有關條件的成年人士香港居民，以及陪同登機的12歲以下子女的香港居民除外） | - 於竹篙灣檢疫中心進行首4天強制檢疫 - 其後在已預訂的指定檢疫酒店完成餘下的17天強制檢疫 - 強制檢疫期間首7天每天進行病毒檢測，並由醫護人員監察該人士的健康狀況，其後隔日進行檢測 - 其後7天自行監察 - 抵港第26天強制檢測（必須到社區檢測中心進行） | - 於竹篙灣檢疫中心進行首4天強制檢疫 - 其後在已預訂的指定檢疫酒店完成餘下的17天強制檢疫 - 強制檢疫期間首7天每天進行病毒檢測，並由醫護人員監察該人士的健康狀況，其後隔日進行檢測 - 其後7天自行監察 - 抵港第26天強制檢測（必須到社區檢測中心進行） |
| 高風險地區 （組別A） | 加強對變異病毒株Omicron監測的指定地區（下稱組別：A+）： 於有關期間（即登機／到港當天或之前21天）曾在加強監測A組指明地區逗留的香港居民                | - 出示已完成疫苗接種紀錄（由陪同登機的12歲以下子女的香港居民除外） - 出示預定起飛時間前48小時內進行的2019冠狀病毒病核酸檢測陰性結果證明；及 - 出示指定檢疫酒店抵達到港的第5日起計17晚預訂確認書 - 禁止所有於登機當天或之前21天曾逗留此類指明地區，並未能提供已完成疫苗接種紀錄的人士登機前來香港 （乘搭政府指定航班回港或符合有關條件的成年人士香港居民，以及陪同登機的12歲以下子女的香港居民除外）                                                                                      | - 出示已完成疫苗接種紀錄（由陪同登機的12歲以下子女的香港居民除外） - 出示預定起飛時間前48小時內進行的2019冠狀病毒病核酸檢測陰性結果證明；及 - 出示指定檢疫酒店抵達到港的第5日起計17晚預訂確認書 - 禁止所有於登機當天或之前21天曾逗留此類指明地區，並未能提供已完成疫苗接種紀錄的人士登機前來香港 （乘搭政府指定航班回港或符合有關條件的成年人士香港居民，以及陪同登機的12歲以下子女的香港居民除外）                                                                                      | - 於竹篙灣檢疫中心進行首4天強制檢疫 - 其後在已預訂的指定檢疫酒店完成餘下的17天強制檢疫 - 強制檢疫期間首7天每天進行病毒檢測，並由醫護人員監察該人士的健康狀況，其後隔日進行檢測 - 其後7天自行監察 - 抵港第26天強制檢測（必須到社區檢測中心進行） | - 於竹篙灣檢疫中心進行首4天強制檢疫 - 其後在已預訂的指定檢疫酒店完成餘下的17天強制檢疫 - 強制檢疫期間首7天每天進行病毒檢測，並由醫護人員監察該人士的健康狀況，其後隔日進行檢測 - 其後7天自行監察 - 抵港第26天強制檢測（必須到社區檢測中心進行） |
| 中風險地區 （組別B） | 於有關期間（即登機／到港當天或之前14天）曾在B組指明地區逗留的香港居民、及已完成疫苗接種紀錄的非香港居民                                              | - 出示預定起飛時間前48小時內進行的2019 冠狀病毒病核酸檢測陰性結果證明；及 - 出示指定檢疫酒店到港當日起計21晚預訂確認書 | - 出示已完成疫苗接種紀錄 - 出示預定起飛時間前48小時內進行的2019 冠狀病毒病核酸檢測陰性結果證明；及 - 出示指定檢疫酒店到港當日起計14晚預訂確認書 | - 於指定檢疫酒店強制檢疫21天 - 強制檢疫期間接受6次檢測 | - 於指定檢疫酒店強制檢疫14天 - 強制檢疫期間接受4次檢測 - 其後7天自行監察 - 抵港第16天強制檢測（社區檢測中心或認可本地醫療檢測機構的專業拭子採樣） - 抵港第19天強制檢測（必須到社區檢測中心進行）                                                |
| 低風險地區 （組別C） | 於有關期間（即登機／到港當天或之前14天）只曾在C組指明地區、中國大陸或澳門逗留的香港居民及非香港居民                                                  | - 出示預定起飛時間前48小時內進行的2019 冠狀病毒病核酸檢測陰性結果證明；及 - 出示指定檢疫酒店到港當日起計14晚預訂確認書 | - 出示已完成疫苗接種紀錄 - 出示預定起飛時間前48小時內進行的2019 冠狀病毒病核酸檢測陰性結果證明；及 - 出示指定檢疫酒店到港當日起計7晚預訂確認書 | - 於指定檢疫酒店強制檢疫14天 - 強制檢疫期間接受4次檢測 - 其後7天自行監察 - 抵港第16天強制檢測（社區檢測中心或認可本地醫療檢測機構的專業拭子採樣） - 抵港第19天強制檢測（必須到社區檢測中心進行）                                                | - 於指定檢疫酒店強制檢疫7天 - 強制檢疫期間接受2次檢測 - 其後7天自行監察 - 抵港第9、12及16天強制檢測（社區檢測中心或認可本地醫療檢測機構的專業拭子採樣） - 抵港第19天強制檢測（必須到社區檢測中心進行）                                          |

因應Omicron變異病毒株已在全球多個地區傳播，所有海外地區均一律被指明為A組指明地區，檢疫安排亦將劃一而不會再實施加強監察安排，但由於其潛伏期較短。由2022年2月5日起，所有從海外抵港人士檢疫期減至14天。
詳情如下：
| 組別                 | 適用人士 | 登機要求 | 登機要求 | 強制檢疫及檢測要求 | 強制檢疫及檢測要求 |
| 組別                 | 適用人士 | 如未完成接種2019冠狀病毒病疫苗 | 如已完成接種2019冠狀病毒病疫苗 | 如未完成接種2019冠狀病毒病疫苗 | 如已完成接種2019冠狀病毒病疫苗 |
| -------------------- | --- | --- | --- | --- | --- |
| 高風險地區 （組別A） | 於有關期間（即登機／到港當天或之前14天）曾在A組指明地區逗留的香港居民                                                                                | - 出示已完成疫苗接種紀錄（由陪同登機的12歲以下子女的香港居民除外） - 出示預定起飛時間前48小時內進行的2019冠狀病毒病核酸檢測陰性結果證明；及 - 出示指定檢疫酒店到港當日起計14晚預訂確認書 - 禁止所有於登機當天或之前14天曾逗留此類指明地區，並未能提供已完成疫苗接種紀錄的人士登機前來香港 （乘搭政府指定航班回港或符合有關條件的成年人士香港居民，以及陪同登機的12歲以下子女的香港居民除外）                                                                                      | - 出示已完成疫苗接種紀錄（由陪同登機的12歲以下子女的香港居民除外） - 出示預定起飛時間前48小時內進行的2019冠狀病毒病核酸檢測陰性結果證明；及 - 出示指定檢疫酒店到港當日起計14晚預訂確認書 - 禁止所有於登機當天或之前14天曾逗留此類指明地區，並未能提供已完成疫苗接種紀錄的人士登機前來香港 （乘搭政府指定航班回港或符合有關條件的成年人士香港居民，以及陪同登機的12歲以下子女的香港居民除外）                                                                                      | - 於指定檢疫酒店強制檢疫14天 - 強制檢疫期間接受6次檢測 - 其後7天自行監察 - 抵港第16天及第19天接受強制檢測（第19天檢測須於社區檢測中心進行） | - 於指定檢疫酒店強制檢疫14天 - 強制檢疫期間接受6次檢測 - 其後7天自行監察 - 抵港第16天及第19天接受強制檢測（第19天檢測須於社區檢測中心進行）       |
| 高風險地區 （組別A） | 實施地區性航班「熔斷機制」的指定地區（下稱組別：A++）： 於有關期間（即登機／到港當天或之前14天）曾在實施地區性航班「熔斷機制」指明地區逗留的香港居民 | - 於有關期間未曾在相關指明地區逗留超過兩小時； - 出示已完成疫苗接種紀錄（由陪同登機的12歲以下子女的香港居民除外） - 出示預定起飛時間前48小時內進行的2019冠狀病毒病核酸檢測陰性結果證明；及 - 出示指定檢疫酒店到港當日起計14晚預訂確認書 - 禁止所有於登機當天或之前14天曾逗留此類指明地區超過兩小時的人士，或曾逗留此類指明地區，並未能提供已完成疫苗接種紀錄的人士登機前來香港 （乘搭政府指定航班回港或符合有關條件的成年人士香港居民，以及陪同登機的12歲以下子女的香港居民除外） | - 於有關期間未曾在相關指明地區逗留超過兩小時； - 出示已完成疫苗接種紀錄（由陪同登機的12歲以下子女的香港居民除外） - 出示預定起飛時間前48小時內進行的2019冠狀病毒病核酸檢測陰性結果證明；及 - 出示指定檢疫酒店到港當日起計14晚預訂確認書 - 禁止所有於登機當天或之前14天曾逗留此類指明地區超過兩小時的人士，或曾逗留此類指明地區，並未能提供已完成疫苗接種紀錄的人士登機前來香港 （乘搭政府指定航班回港或符合有關條件的成年人士香港居民，以及陪同登機的12歲以下子女的香港居民除外） | - 於指定檢疫酒店強制檢疫14天 - 強制檢疫期間接受6次檢測 - 其後7天自行監察 - 抵港第16天及第19天接受強制檢測（第19天檢測須於社區檢測中心進行） | - 於指定檢疫酒店強制檢疫14天 - 強制檢疫期間接受6次檢測 - 其後7天自行監察 - 抵港第16天及第19天接受強制檢測（第19天檢測須於社區檢測中心進行）       |
| 中風險地區 （組別B） | 於有關期間（即登機／到港當天或之前14天）曾在B組指明地區逗留的香港居民、及已完成疫苗接種紀錄的非香港居民                                              | - 出示預定起飛時間前48小時內進行的2019 冠狀病毒病核酸檢測陰性結果證明；及 - 出示指定檢疫酒店到港當日起計14晚預訂確認書 | - 出示已完成疫苗接種紀錄 - 出示預定起飛時間前48小時內進行的2019 冠狀病毒病核酸檢測陰性結果證明；及 - 出示指定檢疫酒店到港當日起計14晚預訂確認書 | - 於指定檢疫酒店強制檢疫14天 - 強制檢疫期間接受6次檢測 - 其後7天自行監察 - 抵港第16天及第19天接受強制檢測（第19天檢測須於社區檢測中心進行） | - 於指定檢疫酒店強制檢疫14天 - 強制檢疫期間接受6次檢測 - 其後7天自行監察 - 抵港第16天及第19天接受強制檢測（第19天檢測須於社區檢測中心進行）       |
| 低風險地區 （組別C） | 於有關期間（即登機／到港當天或之前14天）只曾在C組指明地區、中國大陸或澳門逗留的香港居民及非香港居民                                                  | - 出示預定起飛時間前48小時內進行的2019 冠狀病毒病核酸檢測陰性結果證明；及 - 出示指定檢疫酒店到港當日起計14晚預訂確認書 | - 出示已完成疫苗接種紀錄 - 出示預定起飛時間前48小時內進行的2019 冠狀病毒病核酸檢測陰性結果證明；及 - 出示指定檢疫酒店到港當日起計7晚預訂確認書 | - 於指定檢疫酒店強制檢疫14天 - 強制檢疫期間接受4次檢測 - 其後7天自行監察 - 抵港第16天及第19天接受強制檢測（第19天檢測須於社區檢測中心進行） | - 於指定檢疫酒店強制檢疫7天 - 強制檢疫期間接受2次檢測 - 其後7天自行監察 - 抵港第9、12及16天及第19天接受強制檢測（第19天檢測須於社區檢測中心進行） |

因應疫情最新發展，並考慮到本港應對疫情能力提升及整體社會經濟需要，由2022年4月1日起，所有海外地區均不再分組，撤銷地區性航班「熔斷機制」，並會理順相關安排。詳情如下：
| 組別     | 適用人士                                                                                         | 登機要求 | 登機要求 | 強制檢疫及檢測要求 | 強制檢疫及檢測要求 |
| 組別     | 適用人士                                                                                         | 如未完成接種2019冠狀病毒病疫苗 | 如已完成接種2019冠狀病毒病疫苗 | 如未完成接種2019冠狀病毒病疫苗 | 如已完成接種2019冠狀病毒病疫苗 |
| -------- | ------------------------------------------------------------------------------------------------ | --- | --- | --- | --- |
| 海外組別 | 於有關期間（即登機／到港當天或之前14天）曾在中國大陸、澳門及台灣以外所有國家／地區逗留的香港居民 | - 出示已完成疫苗接種紀錄（由陪同登機的12歲以下子女的香港居民除外） - 出示預定起飛時間前48小時內進行的2019冠狀病毒病核酸檢測陰性結果證明；及 - 出示指定檢疫酒店到港當日起計7晚（如選擇符合條件後提早完成強制檢疫）／14晚（如選擇不提早完成強制檢疫）預訂確認書 - 禁止所有於登機當天或之前14天曾逗留此類指明地區，並未能提供已完成疫苗接種紀錄的人士登機前來香港 （乘搭政府指定航班回港或符合有關條件的成年人士香港居民，以及陪同登機的12歲以下子女的香港居民除外） | - 出示已完成疫苗接種紀錄（由陪同登機的12歲以下子女的香港居民除外） - 出示預定起飛時間前48小時內進行的2019冠狀病毒病核酸檢測陰性結果證明；及 - 出示指定檢疫酒店到港當日起計7晚（如選擇符合條件後提早完成強制檢疫）／14晚（如選擇不提早完成強制檢疫）預訂確認書 - 禁止所有於登機當天或之前14天曾逗留此類指明地區，並未能提供已完成疫苗接種紀錄的人士登機前來香港 （乘搭政府指定航班回港或符合有關條件的成年人士香港居民，以及陪同登機的12歲以下子女的香港居民除外） | - 基本要求於指定檢疫酒店強制檢疫14天 - 強制檢疫期間每天接受快速抗原測試，並於第5天及第12天接受PCR核酸檢測 - 如選擇符合條件後提早完成強制檢疫－ - 已完成疫苗接種的人士及／或其陪同的12歲以下小童抵港第5天的PCR核酸檢測和第6天及第7天的快速抗原測試結果均為陰性，可提早完成檢疫，並必須離開該酒店 - 其後7天自行監察 - 抵港第12天到社區檢測中心或流動採樣站（免費）或到獲政府認可的本地醫療檢測機構（自費）接受專業拭子採樣強制PCR核酸檢測；或 - 如選擇不提早完成強制檢疫－ - 在確認第12天的PCR核酸檢測及第14天的快速抗原測試結果均為陰性後可離開指定檢疫酒店 | - 基本要求於指定檢疫酒店強制檢疫14天 - 強制檢疫期間每天接受快速抗原測試，並於第5天及第12天接受PCR核酸檢測 - 如選擇符合條件後提早完成強制檢疫－ - 已完成疫苗接種的人士及／或其陪同的12歲以下小童抵港第5天的PCR核酸檢測和第6天及第7天的快速抗原測試結果均為陰性，可提早完成檢疫，並必須離開該酒店 - 其後7天自行監察 - 抵港第12天到社區檢測中心或流動採樣站（免費）或到獲政府認可的本地醫療檢測機構（自費）接受專業拭子採樣強制PCR核酸檢測；或 - 如選擇不提早完成強制檢疫－ - 在確認第12天的PCR核酸檢測及第14天的快速抗原測試結果均為陰性後可離開指定檢疫酒店 |

#### 禁止航班抵港
為阻截輸入個案，政府一度設立禁止航班抵港的熔斷機制，達到其中一個相關準則後，衞生署需引用《預防及控制疾病（規管跨境交通工具及到港者）規例》（第599H章）禁止該航空公司的同樣航線的航班飛抵香港一段期間。準則為：
- 如有同一航班有不少於5名或5%乘客（以較高者為準）抵港檢測而確診（2022年5月1日前門檻為3名乘客）
- 如在7天內，相同航空公司從同一地點抵港的民航客機上累計有4名或以上的乘客經抵港檢測而確診（2022年4月1日前適用）
- 如有一班抵港民航客機上有3名或以上的乘客經抵港檢測而確診（2022年5月1日前門檻為1名乘客），以及有1名或以上的乘客未能符合《規例》指明的條件
  - 如符合上述其中一項準則，有關航空公司在相關起飛地出發香港的所有民航航班，禁止着陸香港14天（2022年4月1日前）／7天（2022年4月1日至30日）／5天（2022年5月1日之後）。

- 如在7天內，從同一國家／地區抵港的任何民航客機，共有5名或以上乘客經抵港檢測而確診並帶有N501Y變種病毒株或相關病毒變種
- 如在7天內，從同一國家／地區抵港的任何民航客機，共有10名或以上乘客經任何檢測（包括檢疫期間的檢測）而確診並帶有N501Y變種病毒株或相關病毒變種
  - 如符合上述其中一項準則，禁止所有航空公司在相關國家／地區的所有機場出發香港的所有民航航班。並同時將相關國家／地區列為極高風險A1組指明地區，限制一段時間內曾逗留於相關國家／地區超過兩小時的人士登上任何來港的民航客機，以阻止相關地區人士經轉機到港（此安排於2021年8月9日取消，至2022年1月8日至3月31日期間因Omicron變異病毒株在海外各地肆虐，政府針對多個國家重啟限制）

2022年7月7日，政府指考慮到機場及檢疫酒店的核酸檢測已能發現絕大部分輸入個案，加上熔斷機制衍生的社會成本相當高，宣布暫緩航線熔斷機制。

### 入境檢疫令
2020年2月7日，行政長官林鄭月娥召開特別行政會議，行政長官會同行政會議在會上根據《香港法例》第599章《預防及控制疾病條例》所賦予之權力，將「嚴重新型傳染性病原體呼吸系統病」視作「公共衞生緊急事態」，並援引該條例第8條有關「公共衞生緊急事態規例」內之條文，定立《香港法例》第599C章《若干到港人士強制檢疫規例》，以及第599D章《預防及控制疾病（披露資料）規例》兩部附屬法例。
香港特別行政區政府衞生署於2020年2月8日午夜起，對若干從中國內地到達香港，或於入境當日之前的14日期間曾在中國內地逗留任何時間之人士，於邊境管制站援引《強制檢疫規例》第3條，向有關人士發出強制檢疫令及施行強制檢疫措施，並要求被處以強制檢疫令之人士於入境香港後兩小時內抵達所填報之地址，並須按檢疫令之要求，於該處停留最長14天，而根據該《規例》第8條第(1)款，被處以檢疫令之人士，如未獲當局授權人員許可，不得離開其檢疫地點。
同時，被檢疫人士在強制檢疫期間，只可與列明的家人同住，不得與其他親友或朋友共聚，否則將違反該《規例》第8條第2款有關「不得明知而進入根據本條例對其他人實行檢疫的指派檢疫地點」之條文。而根據《規例》第8條第(5)款，任何人無合理辯解下而違反該《規例》第8條第(1)、(2)或(4)款所述之檢疫令即屬犯罪，一經定罪，最高可被判處罰款HK$25,000及監禁6個月。3月24日，政府再訂立《2020年若干到港人士強制檢疫(修訂)規例》，由3月25日起，將14天的強制檢疫安排由只適用於中國內地抵港人士擴展至澳門及台灣的抵港或過去14天曾於該地逗留的人士。
此外，政務司司長可按該《規例》第4條第(1)款之權力，向對於對供應香港正常運作或港人日常生活物品及服務的人、對政府事務運作屬必要、對保障港人安全或健康、處理香港衞生緊急事態屬必要，以及按個案情況極特殊、符合香港公眾利益的人士，而豁免強制檢疫要求。這些人士包括跨境貨車司機、抵港客機和貨機的機組人員、貨船和漁船船員等人士，但他們每日需按衞生署指示佩戴口罩及量體溫。
由於強制檢疫措施長達14天，故入境人士的簽證/簽注入境期限也應不少於14天，否則會被拒絕入境。
政府部門會安排人手突擊檢查及用電話與人士保持聯絡，強調需要被隔離人士及其家人的自律。
兩部規例曾設定於2020年5月7日午夜起失效，之后在4月28日，食物及衞生局局長陳肇始宣布將《若干到港人士強制檢疫規例》的有效日期由5月7日延長至6月7日；另外，《預防及控制疾病(披露資料)規例》的有效日期也延至8月31日。6月2日，食物及卫生局长陈肇始宣布，从中国大陆、澳门和台湾抵港者接受强制检疫的规例再次延长一个月，至7月7日失效。6月30日，政府表示正與廣東省和澳門就互認檢測及互免檢疫保持溝通，以及在疫情許可下，考慮有限度地放寬三地過境人流，政府需要《若干到港人士強制檢疫規例》的法例框架以實施有關安排，因此政府刊憲把規例的有效期延長1個月至8月7日 ；而海外抵港者接受强制检疫的规例亦再次延长三个月至9月18日，再於9月29日、12月8日及2021年2月23日分別延長至2020年12月31日、2021年3月31日及9月30日午夜失效。
另外，由於當局發現有人藉重覆往返內地以搏取14日免費檢疫住宿或獲得免費物資等濫用情況，政府於3月16日宣佈，由翌日凌晨起抵港並需入住康樂及文化事務署轄下檢疫中心（不包括鯉魚門渡假村）人士，在離開中心時需繳付HK$2,800（即每日HK$200）住宿及膳食費。
因應肺炎疫情蔓延至全球多個地區，香港政府於3月18日訂立香港法例第599E章《外國地區到港人士強制檢疫規例》，規定自3月19日凌晨起，所有入境當日之前的14日期間曾在海外國家或地區逗留任何時間之人士，於入境香港時需接受檢疫令，並於填報地點內停留最長14天，該規例暫定於2021年3月31日午夜失效。
為減低輸入個案在家居檢疫期間把病毒傳播給同住人士的風險，政府引用《預防及控制疾病（規管跨境交通工具及到港者）規例》，由11月13日起，到港人士如在14日內曾在中國以外（不包括台灣和澳門）停留，必須提供在香港酒店預訂房間的確認書，租住期為抵港當日起計不少於14日。12月22日起需預定由政府指定的36間酒店。
因應英國爆發的「變種病毒」（VUI – 202012/01），由2020年12月22日香港時間午夜起，所有由12月2日後由英國已抵港人士，在完成14日酒店強制檢疫後，須額外強制留家7日，待其抵港後第19或20日的檢測結果證實無染疫為止，同時稍後會正式將英國到港人士的檢疫期，由14日延長至21日，屆時全個檢疫期21日都要在指定酒店強制檢疫。隨後因全球疫情正出現急劇變化，政府收緊第599C章及第599E章下的規定，由12月25日起，所有於到達香港當天或之前21天曾在中國以外地區逗留的抵港人士（不論經機場或陸路口岸抵港），需要在指定檢疫酒店強制檢疫21天。
由2021年11月12日起，香港政府全面收緊豁免檢疫安排，並強化對豁免人士的監管。除保留維持香港社會運作及市民生活所需的豁免類別（即跨境貨車／巴士司機、航機機組人員、在香港裝卸貨物的貨輪上的船員、政府人員等）外，其余人士均需接受強制檢疫。同时，政府將要求所有在抵港前21天曾逗留海外地區並履行與政府相關運作的外國領館及機構人員（除總領事或同等／較高職級的駐港代表外）必須在檢疫期內於指定檢疫酒店接受隔離，不得家居隔離；總領事或同等／較高職級的駐港代表則須在檢疫期內進行家居自我隔離，期間不得離開隔離地點及與公眾接觸。

#### 豁免檢疫人士
根據《若干到港人士強制檢疫規例》第4條第(1)款之權力，政務司司長有權豁免某人或某類別人士十四天的強制檢疫安排。
2月8日起豁免
1. 跨境貨車司機及必要的陪同人員
2. 跨境巴士及穿梭巴士司機及必要的車務人員
3. 於香港國際機場抵港並入境的航機機組人員
4. 須往返香港與內地處理貨運相關運作的全貨運航機機組人員
5. 須履行與政府相關運作的政府官員
6. 須處理有關跨境運作的政府機構及承辦商人員
7. 貨船船員
8. 漁船及收魚艇船員（包括內地過港漁工）

2月15日起豁免
1. 由社會福利署署長委託向居住於內地的香港居民提供福利支援的機構的相關人員
2. 為確保各項政府工程、公營房屋工程及機場管理局工程所採用的服務或建造組件或物料的質量、完整性及符合法定要求，而必須在內地工作的建造業人員，而有關工作並不能以其他方式取代
3. 為應對新型冠狀病毒疫情進行研究及提供意見的學術專家及人員；
4. 居住於內地的上水屠房及食用牲囗進口商的職員；
5. 為家居檢疫供應手環及其他相關材料的公共機構及其伙伴機構的職員及相關人員
6. 為香港供應個人防護裝備、其原料或生產設備的公共機構及其伙伴、機構、公司或組織相關人員

5月4日起豁免
1. 持有《商業登記條例》（第310章）下發出的有效商業登記證並在內地從事生產作業的香港企業的擁有人，及該企業所僱用和授權的最多一名人員；或
2. 上述1.段所述的企業所僱用和授權的最多兩名人員。

2021年11月12日起，香港政府全面收緊豁免檢疫安排，原有符合豁免檢疫条件的36類人士缩减至5類：
1. 跨境貨車司機及必要的陪同人員
2. 跨境巴士及穿梭巴士司機及必要的車務人員
3. 須往返本港與內地、澳門及台灣履行其職責的機組人員
4. 貨船船員（包括（i）有貨物操作的貨船及（ii）沒有貨物操作，來港只為船舶服務（不包括船舶維修）而未曾於抵港前21天內靠泊《預防及控制疾病(規管跨境交通工具及到港者)規例》（第599H章）中指明的「A 組指明地區」（高風險）的貨船。）
5. 須履行與政府相關運作的政府人員

根據《外國地區到港人士強制檢疫規例》第4條第(1)款之權力，政務司司長有權豁免某人或某類別人士十四天的強制檢疫安排。
3月19日起豁免
1. 須往返本港與外國地區履行其職責的機組人員；
2. 貨船船員；
3. 須履行與政府相關運作的政府官員；
4. 為履行規管工作的國際義務及／或參與國際合作的香港金融管理局、證券及期貨事務監察委員會及保險業監管局屬執行董事（或同等職級）或以上級別的公職人員；
5. 為確保各項政府工程所採用的服務或建造組件的質量、完整性及符合法定要求，而必須在外國地區工作的建造業人員，而有關工作並不能以其他方式取代；
6. 為應對2019冠狀病毒病疫情進行研究及／或為香港特別行政區政府提供意見的學術專家或國際組織相關人員；
7. 為家居檢疫供應手環及其他相關材料的公共機構及其夥伴機構的職員及相關人員；及
8. 為香港供應個人防護裝備、其原料或生產設備的公共機構及其夥伴、機構、公司或組織相關人員。

2021年11月12日起，香港政府全面收緊豁免檢疫安排，原有符合豁免檢疫条件的12類人士缩减至3類：
1. 須往返本港與外國地區履行其職責的機組人員
2. 貨船船員（包括（i）有貨物操作的貨船及（ii）沒有貨物操作，來港只為船舶服務（不包括船舶維修）而未曾於抵港前21天內靠泊《預防及控制疾病(規管跨境交通工具及到港者)規例》（第599H章）中指明的「A 組指明地區」（高風險）的貨船。）
3. 須履行與政府相關運作的政府人員

因應於2021年11月出現涉及駐港貨機機組人員確診2019冠狀病毒病的輸入個案，政府進一步加強現行適用於貨機機組人員的防疫安排，要求航空公司盡快採取以下措施，包括：
1. 加設停留外站的駐地監察人員，並加強獨立審核工作，確保機組人員符合閉環式運作的要求
2. 在醫學監察期間的活動施加更嚴格的限制和加強監管，並訂明更清晰的指引。國泰航空宣布在內地以外的地區返港而獲批進行醫學監察的機組人員，回港後的首三天只可外出購買食物及必需品、單獨戶外運動、求醫或接受強制檢測，每日離家最多兩小時，並須記錄所有曾到訪的地方，首七天要避免聚會，整個醫學監察期都要避免不必要社交接觸。
3. 加密回港後的檢測次數至每日一檢
4. 必須接種第三針疫苖

惟上述措施生效後仍出現駐港貨機機組人員回港後首3天內疑進行不必要活動，其後確診2019冠狀病毒病，因此政府於2021年12月28日宣佈，將要求駐港貨機機組人員回港後須於酒店檢疫3日。隨後由於他們的不必要活動導致病毒出現社區傳播，政府宣佈由2022年1月1日起酒店檢疫延長至7日。
2022年12月28日，行政长官李家超宣布取消检疫令。

##### 「回港易」計劃
2020年11月23日起，所有從廣東省及澳門抵港的香港居民，可以透過「回港易」計劃由深圳灣管制站或港珠澳大橋香港口岸管制站入境返回香港。香港居民持有效核酸檢測陰性結果可以入境，可獲豁免14天檢疫。
2021年4月29日起，“回港易”计划由广东省及澳门扩展至内地其他省市。香港居民在回港前的14天（不包括该人士在内地或澳门根据当地的要求而须完成的强制检疫期）不曾到过香港、内地或澳门以外的其他地区，以及任何位于内地属“中风险”或“高风险”的所在地区（实行初期以所属一级行政区为单位，后改为根据国家卫健委的名单，以小区楼宇为单位），回港时可免去须接受14天强制检疫的安排。所有符合资格的人士可以于4月27日起网上预约。
根据现有的规则，「回港易」計劃设有名额限制，须事先通过預約系統预约。深圳湾口岸每天预约名额为3,000个，港珠澳大桥香港口岸每天预约名额为2,000个，香港国际机场每天预约名额为1,000个。若经陆路口岸回港，必须于抵港前3天内到粤港、港澳认可机构进行核酸检测；但若经機場來港，则需在抵港前3天到经各地卫健委批准具有核酸检测资质的检测機構檢測，並取得陰性結果的紙本報告正本。香港居民可於微信小程序「國務院客戶端」查詢检测機構，並應用手機截圖及備存在手機內，方便在內地登機、抵港後供檢查使用。
2021年5月14日，因应安徽省新增4宗本土感染病例，食物及衞生局表示，自5月15日起，在回港前14天內曾去過安徽省的人士，須於到港後接受14天強制家居檢疫以及強制檢測，不能按「回港易」計劃回港，亦不能因已完成接種疫苗而縮減強制檢疫期。翌日，由于辽宁省新增本土感染病例，香港特区政府公布由5月16日起，所有在入境前14天內曾到過遼寧省的人士，須於抵港後接受14天強制檢疫及強制檢測的安排，不能按「回港易」計劃回港，亦不能因已完成接種疫苗而縮減強制檢疫期。5月22日，因廣州市荔灣區近日出現當地個案，香港特區政府曾表示會將廣東省納入中風險地區，身處廣東省的香港居民不能透過「回港易」計劃返港，但同日晚上香港特区政府发言人表示，目前广州市荔湾区龙津街锦龙汇鑫阁被调整为“中风险地区”，广东全省并未被列为“中风险地区”，“回港易”计划的安排会暂时维持不变。5月24日，香港特區政府表示，将现有「回港易」計劃进行调整，中高风险地区名单以國家衞生健康委員會公布的內地各地疫情風險等級公布的名單（以小区楼宇为单位）为准，不再以所属一级行政区为单位。
2021年8月3日，因應澳門疫情發展，香港特区政府宣布所有抵港當天或之前14天曾逗留澳門的香港居民自4日起不能透過「回港易」計劃回港。翌日，因2021年南京禄口国际机场2019冠状病毒病聚集性疫情不断传播，香港特区政府宣布，自8月5日零時起，除廣東省外從其他內地地區返港的香港居民，將暫時不能通過「回港易」計劃獲豁免檢疫。但相關新安排引来不少香港人批評，有內地媒體亦以港府即將更改的海外回港檢疫安排作比較，指海外地區风险更高。翌日晚，香港特区政府發稿指，從內地、澳門及台灣的抵港人士，如已完成疫苗接種，其強制檢疫期將可繼續按既定安排獲得縮短。在抵港當天及之前14天曾逗留在內地或澳門的已完成疫苗接種人士，只須接受7天家居強制檢疫，其後7天自行監察，在檢疫期間須在抵港第3天和第5天，以及完成檢疫後的抵港第9天、第12天、第16天和第19天接受強制檢測。
2021年9月7日，行政長官林鄭月娥表示，因应內地疫情穩定，「回港易」計劃於翌日零時起全面恢復，但来自內地中、高風險地區的人士则不适用。
2022年9月26日清晨6時起，「回港易」计划取消限額，適用范围扩大至內地所有地方。

##### 「来港易」計劃
2021年9月7日，行政長官林鄭月娥表示「來港易」計劃將於9月15日推出，來自內地和澳門的非香港居民持有核酸檢測陰性結果證明可免檢疫來港，深圳灣口岸和港珠澳大橋香港口岸每日名額各1,000個，入境后需在港进行定期檢測病毒。
2021年9月14日，政府公布「來港易」計劃的實施安排。任何非香港居民人士在入境香港當天或當天之前14天（不包括該人士在內地或澳門當地根據當時的要求而須完成的強制檢疫期）不曾到過香港、廣東省或澳門以外的其他地區，以及任何載列於「回港易／來港易計劃暫不適用風險地區名單」的地區，可透過「來港易」計劃的網上系統預約入境香港名額。成功預約名額的非香港居民人士必須按預約的指定日期和管制站入境香港，並在入境香港時持有3天內有效核酸檢測陰性結果證明，則在入境香港時可獲豁免強制檢疫安排。
2022年9月26日清晨6時起，「来港易」计划取消限額，適用范围扩大至內地所有地方。

#### 強制檢疫令數字圖表
以下是強制檢疫令數字圖表，資料來源自衛生防護中心：
（注：有效強制檢疫令數字為截至當日下午2時。）

### 為應對疫情而設立的臨時設施/機構

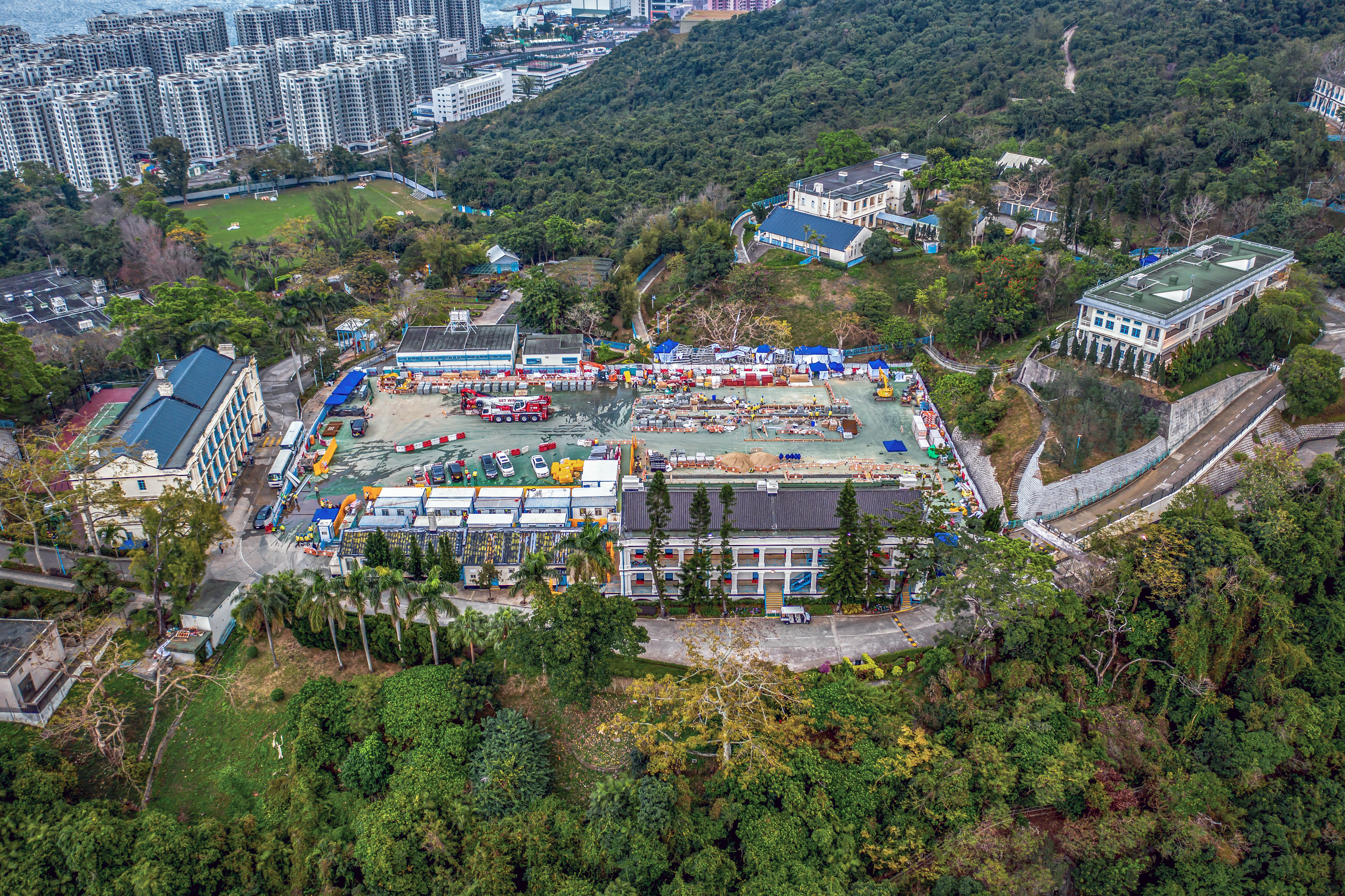
政府在鯉魚門公園度假營空地興建貨櫃屋作臨時隔離營

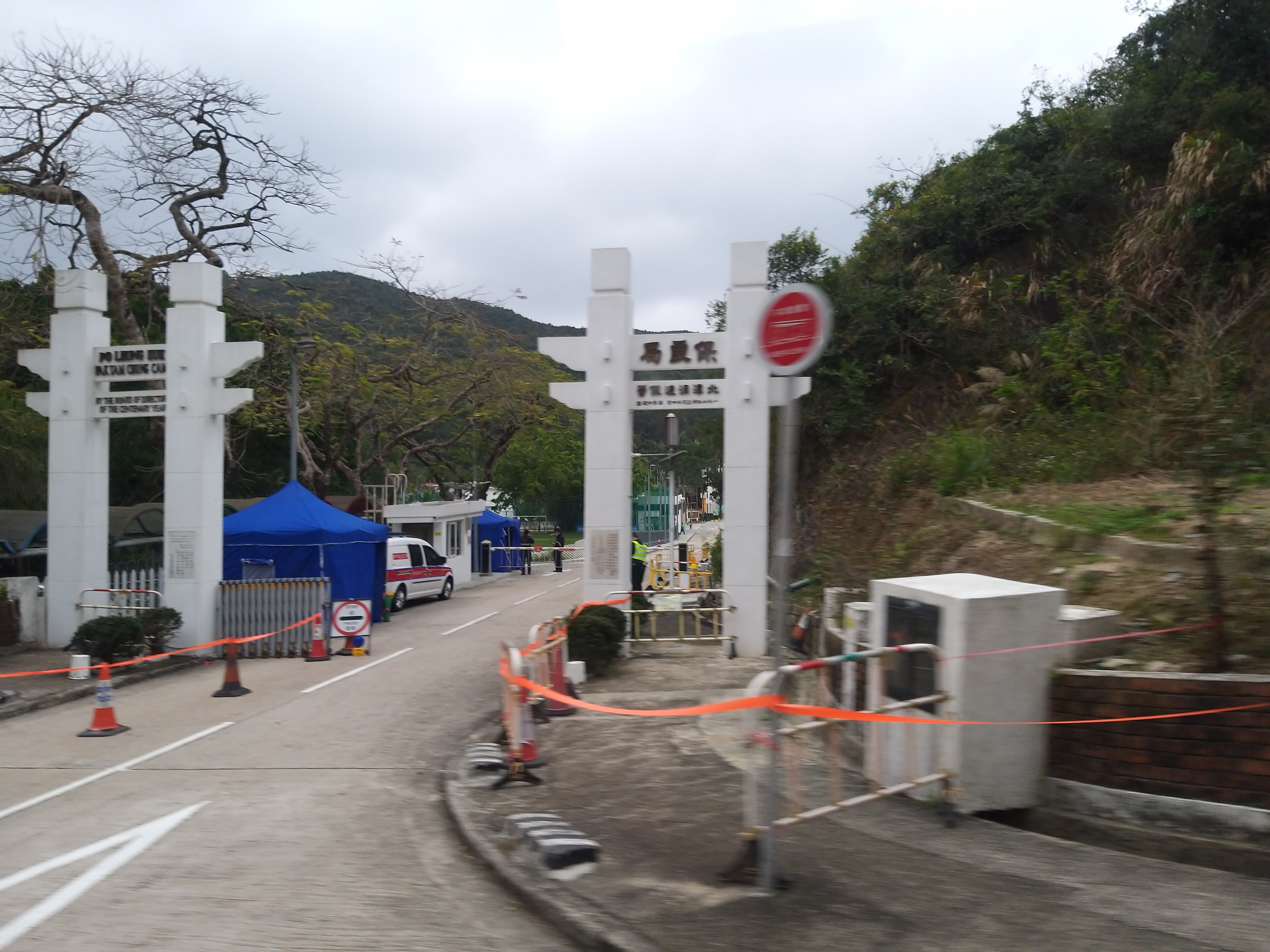
曾被改作檢疫中心的保良局北潭涌渡假營

#### 隔離營及社區治療設施
- 鯉魚門公園及度假村HA：鯉魚門公園度假營位於香港島東區的筲箕灣和柴灣之間的康文署度假村。共有4座家庭營舍及2座團體營舍，設有露台、睡房、洗手間連淋浴設施，共可容納282人入住。不過有接受隔離的人士表示設施相當簡陋，床位之間距離太近。而政府也在該處的空地興建貨櫃屋作臨時隔離營。[140]臨時隔離營於同年3月2日啟用，接收從伊朗疫區回港人士。2020年7月23日，醫院管理局徵用350單位為社區隔離設施，以接收病情穩定患者。

- 亞洲國際博覽館HAHDSWD：亞洲國際博覽館位於香港國際機場東北面。由於疫情在7月第三度爆發，醫院管理局徵用1號展覽館作臨時醫院，可容納500人，並預留2號展覽館及鄰近用地作擴充之用。此醫院由天水圍醫院負責營運，同年8月1日起啟用，主要收治已發病、但非危重病人。另外，社會福利署及衛生署亦徵用其中6個展覽館，分別用作院舍院友隔離中心（由外判醫療人力派遣公司運作），以及抵港人士檢測中心。及後，在毗鄰博覽館的空地亦加建了另一座由北大嶼山醫院負責管轄的臨時醫院，由中央政府委託深圳市建築工務署代建。
- 香港荃灣絲麗酒店HD
- 香港觀塘帝盛酒店HD

#### 供抵港人士隔離用酒店
- 香港荃灣絲麗酒店HD
- 香港觀塘帝盛酒店HD
- 香港海景絲麗酒店HD

#### 供機組人員隔離用酒店
- 国泰城逸泰居[141]
- 香港天際萬豪酒店

#### 已停用檢疫設施
- 薄扶林傷健營SWD：薄扶林傷健營位於薄扶林水塘道75號，可容納124人。此隔離中心主要用於安置爆發疫症的安老院院友。
- 樟木頭老人度假中心SWD：樟木頭老人度假中心位於西貢北樟木頭，鄰近烏溪沙，可容納150人。此隔離中心主要用於安置爆發疫症的安老院院友。
- 曹公潭戶外康樂中心HD：曹公潭戶外康樂中心位於荃灣荃錦坳曹公潭，可容納最多280人。
- 駿洋邨HD：駿洋邨位於沙田火炭桂地街22號，位於工業區，共有五座大廈，共提供4846個單位，屋邨於2020年2月落成，是仍未入伙的公屋。[142]警方在2月7日深夜起在該邨附近駐守及設置水馬，到2月8日起更有大量警員在火炭一帶嚴密佈防。有關安排被附近居民，區議會和鄉委會批評政府今次沒事先徵詢區議會及鄉委會。而駿洋邨準入伙住戶認為政府沒有顧及他們的感受及聲音。不過政府無視居民意見[來源請求]，首先徵用駿逸樓（第1座）269伙單位作隔離之用。直到3月4日，駿爾樓和駿逸樓有約1000個單位被徵用。[143]此邨於同月20日起用作隔離從鑽石公主號郵輪、南韓大邱市與慶尚北道，以及湖北省疫區回港居民，後來亦用作隔離曾到過北角佛堂的人士和與#69個案患者聚餐的警員，以及從印巴兩國回港居民。至同年6月尾，有關方面開始將部分物資撤出。及後，政府證實將於7月歸還駿洋邨，租戶預計可於8-10月入伙。但由於第三波疫情，第1-3座的隔離檢疫中心一直運作至同年9月24日才正式停用，並於10月交還。

- 麥理浩夫人度假村HD：麥理浩夫人度假村位於西貢北潭涌西貢郊野公園的康文署度假村。度假營內的營舍為獨立式平房，共有52所平房。每所平房均有獨立的客廳、睡房及洗手間連淋浴設施。平房有不同的大小，可供3至15人使用。整個度假營可容納280人入住。[144][145]
- 保良局北潭涌渡假營HD：保良局北潭涌渡假營位於西貢北潭涌，設有家庭式及共用式房舍。此營地於疫症初期，曾被政府徵用作隔離中心，但由於管理困難及單位數目太少，運作不久後已經歸還。
- 富豪東方酒店HD：位於九龍城，前臨太子道東。
- 八鄉少年警訊中心HD：八鄉少年警訊中心位於八鄉亞公田村附近，遠離民居，附近人煙稀少，主要為貨倉及停車場。原為消防訓練學校，2017年交予警隊作少年警訊培訓之用。警務處建議以此中心的營地作為隔離營，政府部門於2月3日視察後認為可行，計劃短期內改建為53個單位，3月31日啟用。[146]
- 竹篙灣HD：竹篙灣隔離中心位於香港迪士尼樂園東面的閒置土地，於2020年7月及9月分兩階段落成，以逐步取代駿洋邨及西貢戶外康樂中心，於2022年2月8日，醫院管理局徵用600單位為社區隔離設施，以接收病情穩定患者，後來因疫情穩定將於2023年3月1日停用。
- 西貢戶外康樂中心HD：西貢戶外康樂中心位於西貢對面海，設有248個宿位。此檢疫中心自2020年2月起被徵用至2020年10月，曾是運作時間最長的隔離設施。由於第四波疫情爆發，政府於2020年11月重新開放予密切接觸者隔離，開放99個單位。後來因為第四波疫情於2021年3月尾開始有緩和趨勢而停用[147]
- 青衣華逸酒店HD：青衣華逸酒店位於青衣，前臨青衣路。此檢疫設施主要供空路抵港人士暫住一晚，以等候獲得檢測結果。

#### 追蹤密切接觸者指揮中心
- 啟德社區會堂HD：啟德社區會堂位於啟德協調道3號，自2021年1月11日被徵用作追蹤密切接觸者指揮中心。此中心由各紀律部隊借調人手運作（初期編制為100人，來自警務處、入境事務處及海關），並由衛生防護中心負責協調工作[148]。

- HD表示相關設施由衛生署管轄
- HA表示相關設施由醫院管理局管轄
- SWD表示相關設施由社會福利署管轄

### 推行普及社區檢測計劃

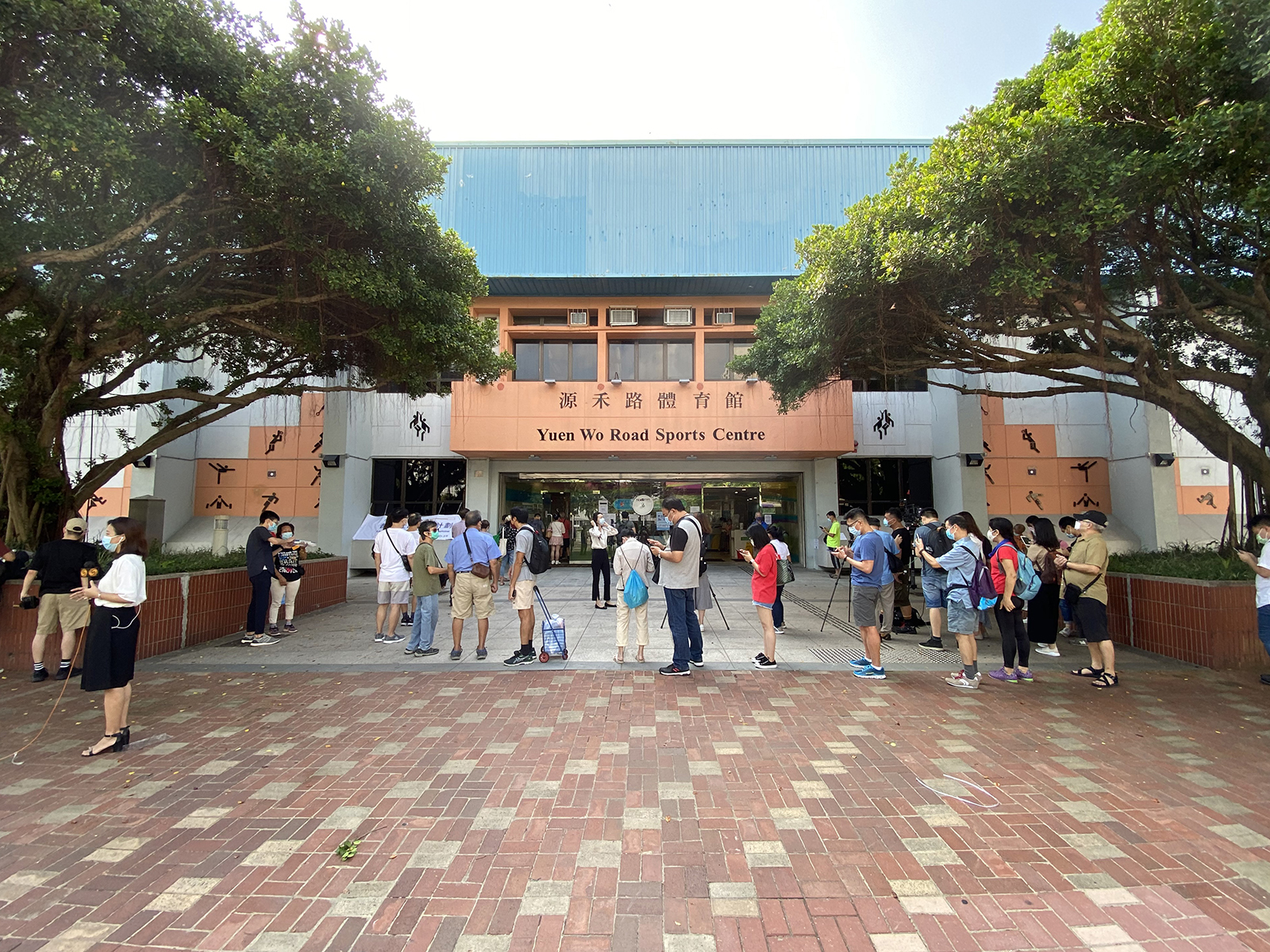
普及社區檢測計劃推行首天，沙田源禾路體育館外有20多名市民排隊等候

政府為推行普及社區檢測計劃，在全港設置141個社區檢測中心，並於8月29日在11份中英文報章的頭版及內頁刊登「為己為人 參與檢測」廣告，涉及開支約258萬元。系統在8月29日早上7時起開放進行網上預約。首11個小時約有22萬人預約，而首個取樣日（9月1日）則有約兩成（31個）檢測中心全數時段爆滿。公民黨立法會議員郭家麒斥政府抹黑選舉是高風險活動，反問為何出席政府簡介會就沒有問題，認為政府「搬龍門」和「只許州官放火」。
為期兩周的普及社區檢測計劃於9月14日結束，累計178.3萬人次採樣，惟至今只找出39宗個案，包括32宗新症。蘋果日報估算計劃耗資近13億元，平均花費4,023萬元才出一名患者。另外有301宗「被登記」個案，其中161宗涉盜用他人資料，已交給警方處理。

### 其他臨時法例

#### 管制商業活動及群組聚集
3月23日，行政長官林鄭月娥在「抗疫記者會」中表示，當時在酒吧內出現多宗確診個案，而顧客在酒醉後或會有更親密的行為而使交叉感染的風險增加，故提出授引《預防及控制疾病條例》再次制訂附屬法例，暫時禁止香港領有酒牌的食肆、酒吧和會社，停止售賣和供應酒類飲品。
林鄭月娥的言論被坊間視為餐廳食肆「禁酒令」，惟此舉引起酒吧及餐飲業界強烈不滿，認為此限制會令酒吧難以營業，其他食肆亦會因禁售酒類飲品而引致營業額大幅下跌。同時，酒吧業界亦認為食客於其他食肆進食亦會存在群眾聚集情況，故措施不應只針對酒吧，而多名行政會議成員亦質疑「禁酒令」未能有效阻止病毒散播，認為限制人群聚集較「禁酒令」更有效。
3月27日，行政會議舉行特別會議，行政長官在會後舉行「居家抗疫」記者會以宣佈即將實行兩項規例，上述臨時法例由食物及衞生局局長於憲報中作出指示以作施行，每次為期不多於14天，如有需要可重複作出指示。
根據政府於3月27日晚上所刊登的《憲報》號外，當局定立香港法例第599F章《預防及控制疾病（規定及指示）（業務及處所）規例》，為預防、抵禦、阻延或以其他方式控制「指明疾病」（即「新型冠狀病毒」）的個案或傳播，食物及衞生局局長可就公共衞生緊急事態，對《規例》第2部所述的「餐飲業務」及第3部所述的「指明處所」施加若干臨時措施，該規例暫定於2021年3月31日午夜起失效。
就該規例第2部所述的「餐飲業務」而言，《規例》內所述的「餐飲業務」則指為售賣或供應食物或飲品，供在該業務的處所內進食或飲用者，食物及衛生局局長可藉該《規例》第4條所賦權力於憲報刊登公告，要求第3條所述的「餐飲業務負責人」在指明期間內停止售賣食品及飲品，或援引第6條發出指示，在該指示所指明的期間，就任何餐飲業務施加規定或限制，惟據該規例第3(3)(a)條及附表1內所述，醫院、安老院、殘疾人士護理院舍、藥物倚賴者治療康復中心、寄宿學校、由政府控制或管理的處所及為用作私人住所而興建並實際如此使用的處所則不適用。任何人倘無合理辯解而違反食物及衛生局局長所作出的指示，一經定罪可被處以第5級罰款（即港幣五萬元）及監禁6個月。
食物及衛生局局長曾行駛規例內第8條之所賦權力，就該規例第3部所述之「處列處所」作出指示，根據2020年3月27日刊載的《2020年第17號號外公告》，上述所有「表列處所」均須自2020年3月28日下午6時起關閉，為期14日。
規例的附表2第1部所述，香港境內遊戲機中心、商營浴室、提供運動器械或器材以供使用或就改善體能 
（包括健體、舞蹈、瑜伽、普拉提、拉筋及武術等範疇）提供建議、指導、訓練或協助的健身中心、桌球場所、公眾溜冰場、戲院等公眾娛樂場所，以及一般被稱為「派對房間」的設置（或擬設置）供租用舉行社交聚會的處所、體育場所、游泳池、商場、百貨公司、超市、街市、宗教場所以及髮型屋被視作該規例所述的「表列處所」。
因應疫情發展及社會對部份處所未納入規管所引起「防疫漏洞」的關注，政府於2020年4月1日下午召開特別行政會議，並將《2020 年預防及控制疾病 (規定及指示）（業務及處所）（修訂)規例》刊登《憲報》，並援引香港法例第573章《卡拉OK場所條例》、第266章《按摩院條例》、第148章《賭博條例》及第376章《會社（房產安全）條倒》等法例，將美容院、會址、被稱為「夜店」及「夜總會」而通常供人飲酒、跳舞或作其他娛樂而營業至深夜的場所、卡拉 OK 場所、麻將天九耍樂處所、及按摩院納入為該《附例》附表2所述的「表列處所」。而食物及衛生局局長亦於同日傍晚發出指示。
由香港時間2020年4月1日下午6時起計之14日期間，夜店及夜總會、卡拉OK場所、麻將天九耍樂處所必須關閉。而餐飲業務及會址處所內進行的所有卡拉OK及麻將天九活動必須暫停。
而任何人身處美容院、會址及按摩院處所內，在可行情況下須一直配戴口罩。處所負責人在容許某人進入該規例所述美容院、會址及按摩院處所前，須先為該人量度體溫，並為在該處所的人提供消毒潔手液。
食物及衛生局局長又於2020年4月2日在《憲報》透過2020年第23號及第24號號外公告作出指示，從4月3日下午6時起計14日期間，關閉純粹或主要用作售賣或供應令人醺醉的酒類飲品而供人就地享用的處所（一般稱為「酒吧」或「酒館」）、售賣或供應食物或飲品的餐飲業務處所及會址內供人就地享用酒類飲品之範圍，而令人醺醉的酒類飲品乃按香港法例第109章《應課稅品條例》第 53(1)條作出定義，包括酒精、力嬌酒、葡萄酒、啤酒，以及所有其他適合或擬作為飲品飲用的酒類。
另一方面，政府於3月28日凌晨在臉書專頁《添馬台》中列出12項可獲豁免的群組聚集情況，包括乘搭交通工具、執行政府職能、履行法定責任、在工作地點工作、醫院及醫護服務、同一住戶單位內生活的人、司法機構進行的法律程序、立法會及區議會的程序、喪禮及祭祀未入土或火化的先人（不包括掃墓）、不多於20人的婚禮、團體履行法定責任的會議，以及健康衛生講座。
而當局在3月28日清晨將香港法例第599G章《預防及控制疾病（禁止羣組聚集）規例》刊憲。而有關《規例》亦被稱為「限聚令」。
當局同時按規例第4(1)條所賦予的權力，將2020年3月29日至4月11日列為「指明期間」，不得在任何公眾地方進行羣組聚集。根據2022年3月公佈的《財政預算案》，2021年度相關罰款收入達到7.8億多元，較原來預算多逾3億，並預算下年度有關罰款收入多達5.3億元。
因應疫情持續，食物及衛生局局長於4月8日於再次作出指示，延續原有指示之限制至4月23日，並指示美容院及按摩院於4月10日至4月23日關閉。
5月5日，行政長官林鄭月娥召開記者會宣布，由5月8日起限聚令、食肆每檯人數放寬至8人，部分處所恢復營業，包括遊戲機中心、健身室、遊樂場所、包括戲院之娛樂場所、美容院、按摩院、麻雀天九耍樂場所，但需遵守相關安排，如戲院售票數量限制，美容院美容師須遵守特定措施等。同時酒吧有限度重開，惟需遵守更嚴格規定如人數限制等等，現場亦不可有音樂或跳舞表演。不過卡拉OK、浴室、派對房間、夜店、夜總會仍須繼續關閉。
因應本港上周有本地個案，食物及衛生局局長於5月19日宣布，限聚令延長至6月4日，卡拉OK、浴室、派對房間、夜店、夜總會仍須繼續關閉，暫定延長一星期至5月28日。同時限聚令中宗教聚會將可獲豁免，但必須遵守部分規定。
因應本港疫情有所緩和，食物及衛生局局長於5月26日宣布，卡拉OK、浴室、派對房間、夜店、夜總會於5月29日將可重開。
食物及衞生局局長陳肇始於6月2日在記者會表示，預計未來一段時間，本港的社區會有零星個案或小型疫情爆發，決定延長針對業務處所的第599F章和群組聚集的第599G章規例的權力兩個月，有效期至8月31日，同時宣布限聚令延長至6月18日。
因應本港疫情有所緩和，食物及衛生局局長於6月17日宣布，由6月19日起，限聚令人數將由8人放寬至50人，亦容許舉辦不同類型宴會和婚宴，餐飲處所同坐一桌的人數限制亦會撤銷等。
6月30日，政府宣布延長限聚令至7月16日，但宗教活動、酒吧或酒館内顧客人數的限制，以及公眾娛樂場所内的大型娛樂遊戲站、電影院、夜店或夜總會等的人數限制的參加者人數限制，將由處所可容納人數的一半增加至8成。
因應本港疫情出現反彈，考慮到最新公共衛生風險評估，特別是近期個案顯示，涉及不戴口罩活動帶來高風險，因此食物及衞生局局長陳肇始於7月9日宣布，在餐飲業務和部分表列處所方面，顧客數目在任何時間都不得超過通常座位數目的6成，亦不得多於8人一桌，酒吧或酒館內則不得多於4人一桌。健身中心、派對房間和卡拉OK場所內，同時處於每一個設施或者房間的人數，將由16人收緊至8人。夜店和夜總會顧客數目不得超過座位量6成，同坐一桌的人數亦由8人減至4人，戲院和現場表演的公眾娛樂場所內不得飲食。 
因應本港疫情持續惡化，由7月15日起，收緊《預防及控制疾病（規定及指示）（業務及處所）規例》（599F章）中至3月水平，並禁止餐廳於晚上6時至翌日早上5時提供堂食，「限聚令」收緊至4人。
7月27日，政府宣布進一步收緊防疫措施，包括食肆全日禁止堂食，只可提供外賣、外送等服務、「限聚令」由4人收緊至2人、體育處所及泳池須暫時關閉。有關措施29日凌晨起生效，暫為期7日至下月4日。 後來考慮實際情況後，政府決定於7月31日起容許食肆恢復提供日間堂食服務，但食肆入座率不得多於五成，最多二人同坐一桌。
因應近期酒店度假（即staycation）活動日益增加，而且感染風險高，因此由11月20日起，政府將旅館和酒店納入為第599F章下的表列處所，同時將第599G章下禁止羣組聚集的規定延伸至第599F章下的表列處所中的非公眾地方，只有在參與者遵守第599F章下發出的指示中有關聚集的規定及限制時才獲豁免，否則參與者可被票控限聚令。
因應第四波疫情持續惡化，由12月2日起，收緊《預防及控制疾病（規定及指示）（業務及處所）規例》（599F章）中至3月水平（健身中心、室內體育處所和美容院及按摩院可於2人限聚令下繼續營業），並禁止餐廳於晚上10時至翌日早上5時提供堂食，「限聚令」收緊至2人。12月10日起，禁止餐廳提供堂食提早至晚上6時至翌日早上5時，此外健身中心、室內體育處所和美容院及按摩院亦需關閉。其後上述措施進一步延長2月17日。
政府在2021年農曆新年後放寬措施，由2月18日（正月初七）起，禁止餐廳提供堂食再延至晚上10時至翌日早上5時，惟增加兩項措施，包括需確保使用者在進入處所前利用手機掃描「安心出行」場所二維碼，或登記有關人士的姓名、聯絡電話及到訪處所的日期及時間，並保留記錄31天；且需安排員工每14天進行一次2019冠狀病毒病檢測。如選擇不採取該兩項新增措施，則需維持之前的措施，包括晚上6時至翌日早上5時。政府亦表示餐廳若違反相關指示需停業3至14天。此外健身中心、室內體育處所和美容院及按摩院重新開放。「限聚令」2月23日起放寬至4人。上述措施有效至3月3日，隨後再延長至3月17日，並要求餐廳安排專職員工負責收拾使用過的餐具和清潔或消毒使用過的餐桌及隔板。因應健身中心群組爆發，3月12日起要求任何人身處健身中心內須一直佩戴口罩（淋浴時及在餐飲處所於餐桌飲食時除外）。而上述措施其後再延長至3月31日，並要求食肆須在4月30日或之前遵守在換氣量或空氣淨化設備方面的指定要求。隨後4月1日起泳池及泳灘可有條件開放，體育場地觀眾席、戲院及表演場地入座率放寬至75%，而其餘措施再延長至4月28日。
2021年4月29日起，政府以「疫苗氣泡」為基礎放寬社交距離措施，新增食肆運作模式（見下表）；而酒吧、浴室、派對房間、夜總會、卡拉OK及麻將天九耍樂處所方面，可有條件下重開，包括所有員工及顧客已接種第一劑新冠疫苗，並要求顧客必須掃瞄「安心出行」二維碼。而本地旅行團中可不多於30人的羣組聚集。而上述提及的員工若因健康理由不適宜接種新冠疫苗，必須填妥申報表格及出示醫生證明書，同時每七天進行一次有關2019冠狀病毒病的聚合酶連鎖反應核酸檢測，而有關檢測樣本必須是鼻腔和咽喉合併拭子樣本。A類及B類運作模式為當其時已有的運作模式，而C類及D類運作模式則為「疫苗氣泡」下的新增運作模式。
- A類運作模式：不需採取的特定措施，可於每天05:00–18:00提供堂食，顧客數目在任何時間均不得超過該處所通常座位數目的一半，並不得多於二人同桌。
- B類運作模式：須確保顧客（不包括只購買外賣的人士）在進入處所前使用「安心出行」流動應用程式掃瞄「安心出行」場所二維碼，或登記有關人士的姓名、聯絡電話及到訪處所的日期及時間，以及安排所有員工每7天進行一次有關2019冠狀病毒病檢測，而有關檢測樣本必須是鼻腔和咽喉合併拭子樣本，或員工完成接種2019冠狀病毒病疫苗作為替代措施。可於每天05:00–22:00提供堂食，顧客數目在任何時間均不得超過該處所通常座位數目的一半，不得多於四人同桌。
- C類運作模式：須確保所有員工已接種第一劑新冠疫苗。負責人可按需要把整個處所或處所的部分範圍劃分為「特定範圍C區」，並須確保「特定範圍C區」內所有顧客必須使用「安心出行」流動應用程式掃瞄「安心出行」場所二維碼。於「特定範圍C區」內，可於每天05:00–翌日00:00提供堂食，顧客數目在任何時間均不得超過該處所通常座位數目的一半，不得多於六人同桌。C類運作模式餐飲處所名單詳見食環署網站（页面存档备份，存于）。
- D類運作模式：須確保所有員工已完成接種新冠疫苗（一般而言即接種兩劑新冠疫苗後加上14天）。負責人可按需要把整個處所或處所的部分範圍劃分為「特定範圍D區」，並須確保特定範圍內所有顧客已接種第一劑新冠疫苗，及必須使用「安心出行」流動應用程式掃瞄「安心出行」場所二維碼。於「特定範圍D區」內，可於每天05:00–翌日02:00提供堂食，顧客數目在任何時間均不得超過該處所通常座位數目的75%，不得多於八人同桌。D類運作模式餐飲處所名單詳見食環署網站（页面存档备份，存于）。

在C類及D類運作模式下，員工若因健康理由不適宜接種新冠疫苗，必須向僱主提交申報表格及醫生證明書，同時每七天進行一次有關2019冠狀病毒病檢測，而有關檢測樣本必須是鼻腔和咽喉合併拭子樣本，而就C類及D類運作模式下使用「安心出行」流動應用程式的要求，有成年人陪同的15歲或以下人士，同行成年人須使用「安心出行」流動應用程式掃瞄「安心出行」場所二維碼就可獲豁免。65歲或以上的長者，以及沒有成年人陪同的15歲或以下人士，須填妥記錄到訪資料的指定表格。
由2021年8月19日凌晨零時起，以B類運作模式營運的餐飲處所內的所有員工的定期2019冠狀病毒病檢測，由每14天收緊至每7天進行一次，已完成接種疫苗的員工仍會被視為已符合上述檢測要求，無需再進行定期檢測。
由2021年12月9日起，餐飲業務運作模式重整至3類（A類運作模式被取消），所有餐飲處所顧客必須使用「安心出行」流動應用程式掃瞄「安心出行」場所二維碼，詳情如下：
- B類運作模式：所有員工每7天進行一次有關2019冠狀病毒病檢測，而有關檢測樣本必須是鼻腔和咽喉合併拭子樣本，或員工完成接種2019冠狀病毒病疫苗作為替代措施。可於每天05:00–23:00提供堂食，顧客數目在任何時間均不得超過該處所通常座位數目的一半，不得多於四人同桌。
- C類運作模式：須確保所有員工已接種第一劑新冠疫苗，負責人可按需要把整個處所或處所的部分範圍劃分為「特定範圍C區」，於「特定範圍C區」內，可於每天05:00–翌日00:00提供堂食，顧客數目在任何時間均不得超過該處所通常座位數目的一半，不得多於六人同桌。C類運作模式餐飲處所名單詳見食環署網站（页面存档备份，存于）。
- D類運作模式：須確保所有員工已完成接種新冠疫苗（一般而言即接種兩劑新冠疫苗後加上14天）。負責人可按需要把整個處所或處所的部分範圍劃分為「特定範圍D區」，並須確保特定範圍內每枱至少三分之二顧客已接種第一劑新冠疫苗。於「特定範圍D區」內，可於每天05:00–翌日02:00提供堂食，顧客數目在任何時間均不得超過該處所通常座位數目的75%，不得多於12人同桌。D類運作模式餐飲處所名單詳見食環署網站（页面存档备份，存于）。

由2022年1月7日起，因有Omicron個案在香港社區傳播，所有運作模式餐飲處所只能於每天05:00–18:00提供堂食；而B類、C類及D類運作模式，堂食同桌人數分別不得多於2人、4人及6人。2022年2月24日起，所有餐飲業務均受同一運作模式規管，並受當時適用的安心出行、疫苗通行證等規定約束。餐飲業及酒吧堂食時間限制於2022年11月10日解除。

#### 規管交通工具及室內處所
由於香港政府鑑於有相當數目肺炎輸入病例，加上部份獲豁免檢疫人士於進入香港社區後才被確診患上新冠肺炎，同時公共交通工具內存在大量人群聚集，容易引發疫病傳播風險，故行政長官會同行政會議於2020年7月13日決定，於香港時間7月15日凌晨零時起，實行《香港法例》第599H章《預防及控制疾病（規管跨境交通工具及到港者）規例》及《香港法例》第599I章《預防及控制疾病（佩戴口罩）（公共交通）規例》，暫定生效至2021年3月31日香港時間23時59分。
行政會議於22日召開特別會議，通過擴大強制戴口罩範圍至室內公眾場所如商場、街市等，並把第599I章更改名稱為《預防及控制疾病（佩戴口罩）規例》，24日凌晨起實施。
2020年7月27日，政府宣布第599I章《預防及控制疾病（佩戴口罩）規例》擴大至所有室外的公眾地方，吸煙、運動亦不能豁免，措施29日凌晨起實施。
因應英國出現的「變種病毒」，由2020年12月22日香港時間午夜起，所有人士包括香港居民，倘於過去14天內停留英國多於兩小時，將被禁止登機及不准入境香港。12月25日起曾逗留南非超過兩小時的人士，以及2021年1月23日起曾逗留巴西或愛爾蘭超過兩小時的人士，亦將不會獲准登機前來香港。
因應2021年12月底因「變種病毒」Omicron入侵香港社區，引發第5波疫情，政府於2022年1月8日香港時間午夜起，所有人士包括香港居民，倘於過去14天內停留澳洲、加拿大、法國、印度、巴基斯坦、菲律賓、英國或美國多於兩小時，將被禁止登機及不准入境香港；並於2022年2月5日香港時間午夜起，除上述8個國家外，其餘所有海外國家／屬地均被納入A組高風險地區，只容許已接種指定劑數或以上之認可新冠疫苗的香港居民，方可獲准登機前來香港。
2020年8月25日起，政府豁免身處郊野公園範圍內，以及在室外地方進行體能活動的人士佩戴口罩。此豁免在2022年2月至5月期間因第五波疫情被撤回。
2023年1月26日起，政府微調口罩令，豁免祝酒、宗教聚會演講等可無須佩戴口罩。
2023年2月28日，政府宣布由3月1日起全面取消口罩令。

#### 對若干人士施行強制檢測
行政會議在11月13日通過《預防及控制疾病（對若干人士強制檢測）規例》（第599J章），賦權食物及衛生局局長，透過刊憲發出強制檢測公告，強制特定群組接受病毒檢測。該規例在15日凌晨12時生效，如有人拒絕遵從，可被判定額罰款2000元。
隨著第四波疫情在2020年11月下旬開始在歌舞群組爆發，部份曾有確診個案的跳舞學校及酒樓成為首批被到入強制檢測公告的指定場所。隨後因應大廈及工作場所爆發情況而把出現確診個案的有關地點列入公告中。2021年1月15日起在短時間出現多宗確診個案的地區劃入「指定區域」，在該區域的住宅大廈過去14日內有一個單位出現一宗或以上的確診個案（包括源頭不明或與早前個案相關），或大廈污水樣本連續接近三日對病毒呈陽性結果，均會被納入強制檢測公告。2月6日收緊其他地區的住宅大廈納入公告的準則，與「指定區域」一致。
另外，政府亦可指明於一段不超過14天的時間內，私家醫生如懷疑某人已感染新型冠狀病毒，可發出書面指示，要求接受病毒檢測。
此外政府在較多確診個案的建築物向市民免費派發樣本瓶，惟鑑於部份獲發樣本瓶市民於未有檢測結果前仍舊外出，甚至搬離住所，以致病毒可能在其他地區傳播，故行政會議在2020年12月8日修訂規例，賦權食物及衛生局局長可透過發出限制與檢測宣告（俗稱「封區」），要求有關人士必須逗留在該處所，直至所有有關人士已完成檢測而有關檢測結果已獲確定，方可離開。該修訂在翌日生效。有關圍封情況參考限制與檢測宣告#行動。
強制檢測公告曾經在2022年2月25日至3月21日停用，不過政府到同年3月22日再次公告。到同年3月28日更提高罰則要求，最高可被判處罰款25,000元及監禁六個月。

#### 容許緊急使用肺炎疫苗
2020年12月11日，行政長官林鄭月娥聯同多名官員舉行「抗疫記者會」，宣布已跟兩間藥廠達成預先採購協議，香港將獲配發由科興生物於北京生產的「克尔來福」及BioNTech於歐洲生產的「BNT162b2」疫苗，兩款疫苗各750萬劑，並將透過《預防及控制疾病條例》下之機制，以訂立臨時附屬法例形式緊急批准此等疫苗註冊。
2020年12月23日，行政長官宣布與阿斯利康達成協議，同日行政長官會同行政會議通過《預防及控制疾病（使用疫苗）規例》（第599K章），有效期至2021年12月23日。

#### 「疫苗通行證」措施
行政長官會同行政會議於2022年2月8日制定《預防及控制疾病（疫苗通行證）規例》（第599L章），以賦權食物及衛生局局長就若干處所或公共交通工具發出疫苗通行證指示，市民需出示或持有符合特定要求的疫苗通行證才可進入相關處所。
疫苗通行證措施將分3階段實施。2022年2月24日起，23個法定適用處所均需要出示疫苗通行證才可進入。3月14日起擴展至新入住安老院及殘疾人士院舍住客。此外，學校、公營機構辦公室、社工、醫院、殘疾及安老院舍將以行政指令方式，涵蓋在疫苗通行證範圍，但現階段求診人士、中小學生，以及服務使用者可獲豁免。若個別處所或類別人士另有要求（例如D類食肆之所有員工需已完成接種2劑新冠疫苗），將以該要求為準。
| 階段    | 實施日期                                   | 2019冠狀病毒病疫苗接種要求 | 2019冠狀病毒病疫苗接種要求 | 2019冠狀病毒病疫苗接種要求 | 2019冠狀病毒病疫苗接種要求 |
| 階段    | 實施日期                                   | 18歲或以上人士             | 12-17歲人士                | 12-17歲人士                | 12-17歲人士                |
| ------- | ------------------------------------------ | -------------------------- | -------------------------- | -------------------------- | -------------------------- |
| 第1階段 | 2022年2月24日 D類食肆：2022年2月10日起試行 | 最少1劑                    | 最少1劑                    | 最少1劑                    | 最少1劑                    |
| 第2階段 | 2022年4月30日                              | 最少2劑                    | 接種第1劑疫苗逾6個月者     | 接種第1劑疫苗逾6個月者     | 最少2劑                    |
| 第2階段 | 2022年4月30日                              | 最少2劑                    | 接種第1劑疫苗未夠6個月者   | 接種第1劑疫苗未夠6個月者   | 最少1劑                    |
| 第3階段 | 2022年5月31日                              | 接種第2劑疫苗逾6個月者     | 接種第2劑疫苗逾6個月者     | 3劑                        | 3劑                        |
| 第3階段 | 2022年5月31日                              | 接種第2劑疫苗未夠6個月者   | 接種第2劑疫苗未夠6個月者   | 最少2劑                    | 最少2劑                    |

### 緊急規例立法

#### 押後第七屆香港立法會選舉
2020年7月31日，行政長官林鄭月娥以2019冠狀病毒病疫情肆虐影響公眾安全為由，故援引《香港法例》第241章《緊急情況規例條例》訂立附屬法例第241L章《緊急情況（換屆選舉日期）（第七屆立法會）規例》，押後至2021年9月5日才選行立法會選舉，並向中央人民政府尋求支持，並提呈全国人民代表大会常务委员会決定第七屆香港立法會議員的任期長度。民主派議員斥背後有政治考量。其後因應2021年香港政治制度改革，再延至12月19日投票。

#### 押後第六屆香港行政長官選舉
2022年2月18日，行政長官林鄭月娥以2019冠狀病毒病疫情肆虐影響公眾安全為由，故援引《香港法例》第241章《緊急情況規例條例》訂立附屬法例第241L章《緊急情況（換屆選舉日期）（第六屆行政長官）規例》，押後至2022年5月8日才進行2022年香港行政長官選舉。

#### 請求中央政府支援抗疫
2022年2月24日，行政長官林鄭月娥以2019冠狀病毒病疫情肆虐影響公眾安全為由，故援引《香港法例》第241章《緊急情況規例條例》訂立附屬法例第241N章《緊急情況（豁免法定規定）（2019冠狀病毒病）規例》，為政府推行中央支援的防疫抗疫措施，包括籌建醫院及隔離設施等，提供法律基礎。以容許政府豁免某些人士或項目的相關許可、註冊及申請等法定要求，以便特區政府能夠在有需要時更靈活迅速地善用內地的支援及資源，全速開展關鍵的防疫抗疫項目，以期在短時間內提升香港的疫情防控能力以控制第五波疫情。

### 圍封或派員到大廈抽查強制檢測

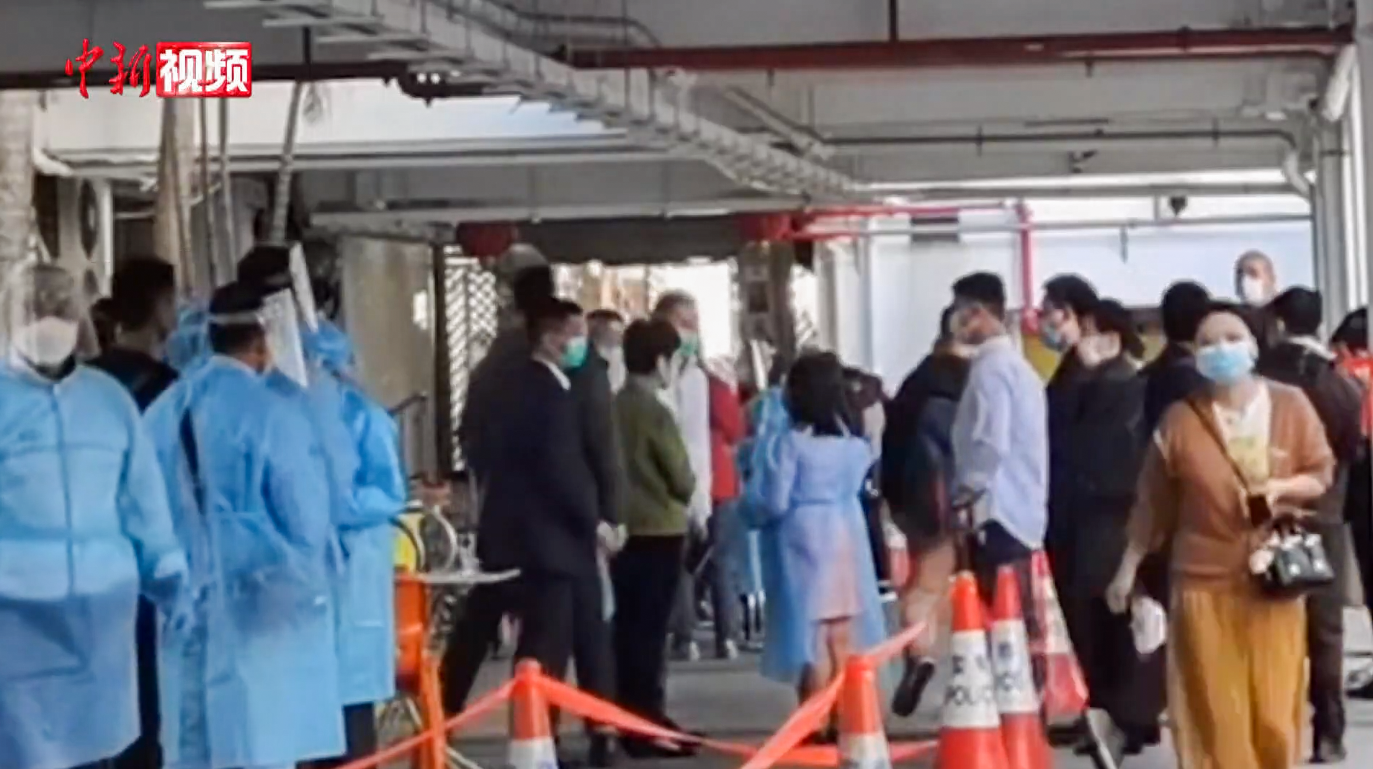
2020年12月24日上午，特首林郑月娥前往沙田乙明邨视察强制检测情况，但只逗留了10分鐘便離開

2020年12月24日清晨5時55分，政府宣佈由早上6時起，沙田乙明邨明恩樓約3,100名住客未能出示新冠病毒檢測陰性結果手機短訊將不得外出，否則即屬違法。而沙田民政事務處聯同田心警署、醫療輔助隊、香港房屋協會等跨部門人員在明恩樓外拉起封鎖線，並搭建臨時檢查站。除正門外，其餘9個出入口已被警員封閉。結果讓大批居民一度被困大廈內，並導致有上班的人士遲到，甚至被迫請假停工。而政府在附近的球場設立的流動採樣亭，大批居民等候檢驗。居民和區議員對政府的行動感到不滿。有居民指上星期曾參與的政府強制檢測，但到早上仍未收到檢測結果，認為安排非常混亂和無所適從，並批評官員是「做騷」。當局也不准許已完成檢測的街坊離開，是不合理的安排。專家批評政府執行「封樓令」倉卒、系統混亂。而民政事務總署發言人回應指，相關的執法行動得到衞生署支持，也感謝明恩樓居民合作。行動在一天後結束，政府表示共檢查超過1900名居民的檢測報告，其中有76人違反強制檢測要求。

### 圍封受限區域

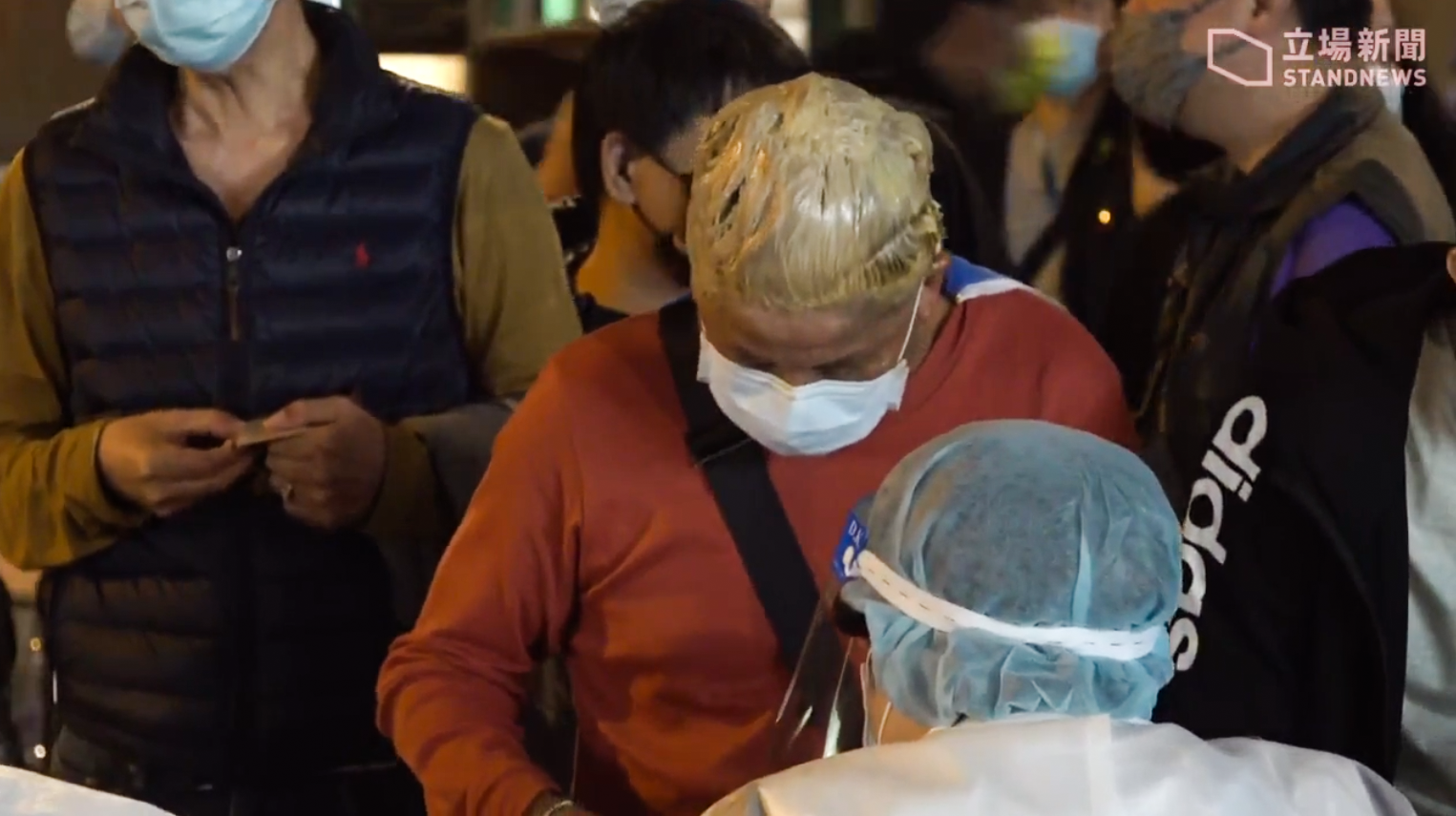
2月2日在深水埗，有染髮的顧客遇正圍封行動，未有洗頭便狼狽離開

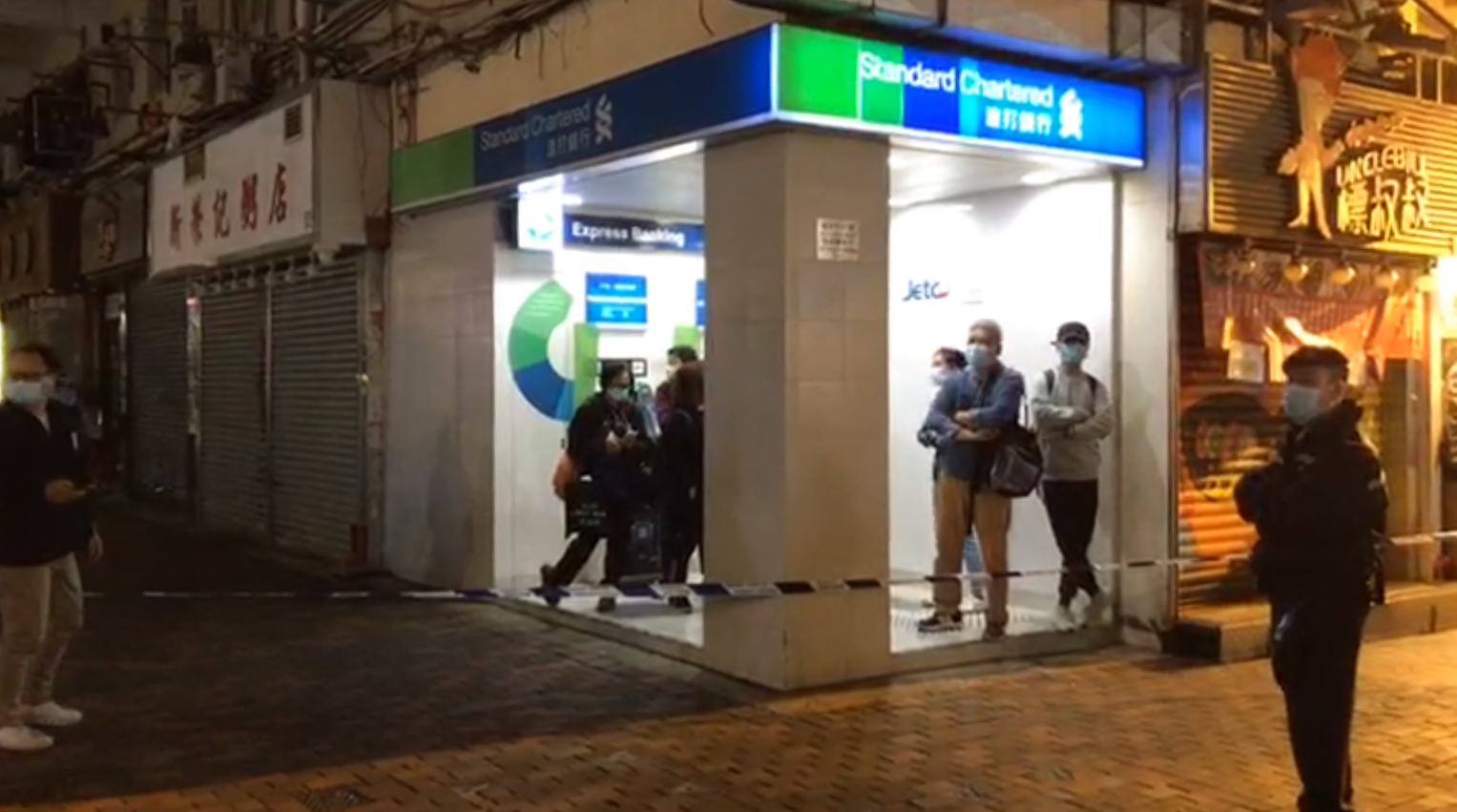
2月8日，大批警員在深水埗桂林街追跑，進行圍封行動，數名市民在渣打銀行櫃員機內提款被封鎖線包圍，未能及時離開

由2021年1月23日起，香港政府先在周末圍封油麻地「疫區」兩日，居民須待全區完成新型冠狀病毒檢測方可離開處所。其後政府到1月26日起再次「突襲式」封區，更表明會多區進行有關的行動。截至2021年2月10日，政府封區26次，涉及200座大廈，合共約25000人進行檢測，但只有20人成功找出確診，陽性比率為0.08%。封區行動以來有234人未有按規定接受強制檢測而發出強檢令或罰款5000元。食物及衞生局局長陳肇始指，除非疫情惡化，希望由2月10日起至年假完結都無需再封區。
大多的居民和商戶認為封區行動影響十分擾民，影響他們的生活和造成不便。不過政府卻堅稱行動有效。民政事務局局長徐英偉稱封區後，現時確診數字從高峯期大幅下降約60%，強調封區目標是可以「最快最短暫地斬斷傳播鏈」，希望做到一個都不用再做。其後當記者問及封區強檢如何釐定「失敗」標準時，徐英偉反寸記者，不明白何謂「失敗」，反指市民過分政治化，將防疫政策同政治掛鈎才是最擾民。記者再次追問遭主持人打斷。

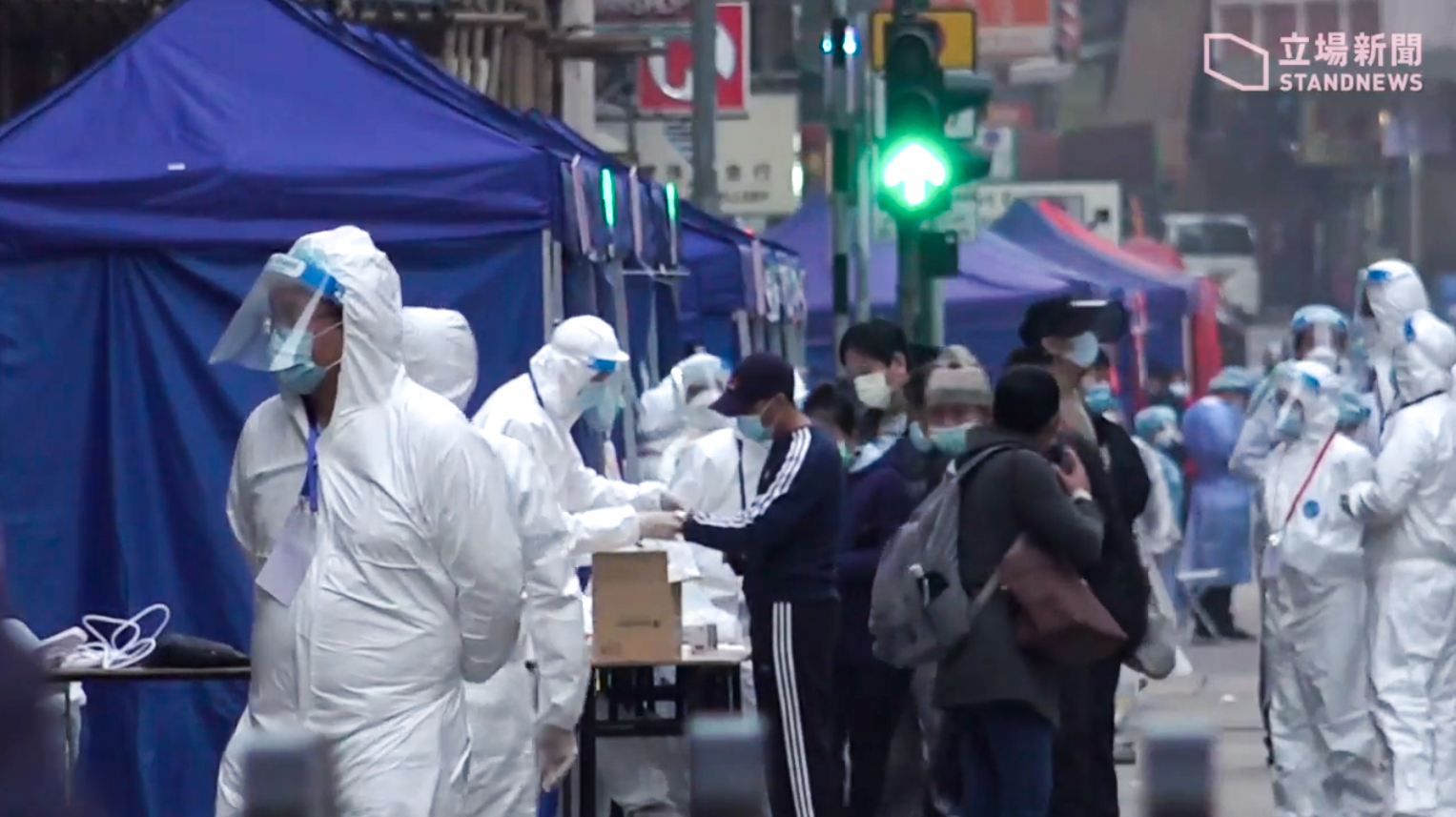
1月23日清晨時分，大批居民在臨時檢測站排隊等候進行檢測
1月28日，警員牵引封锁带，跑入錦屏街，衝向街尾
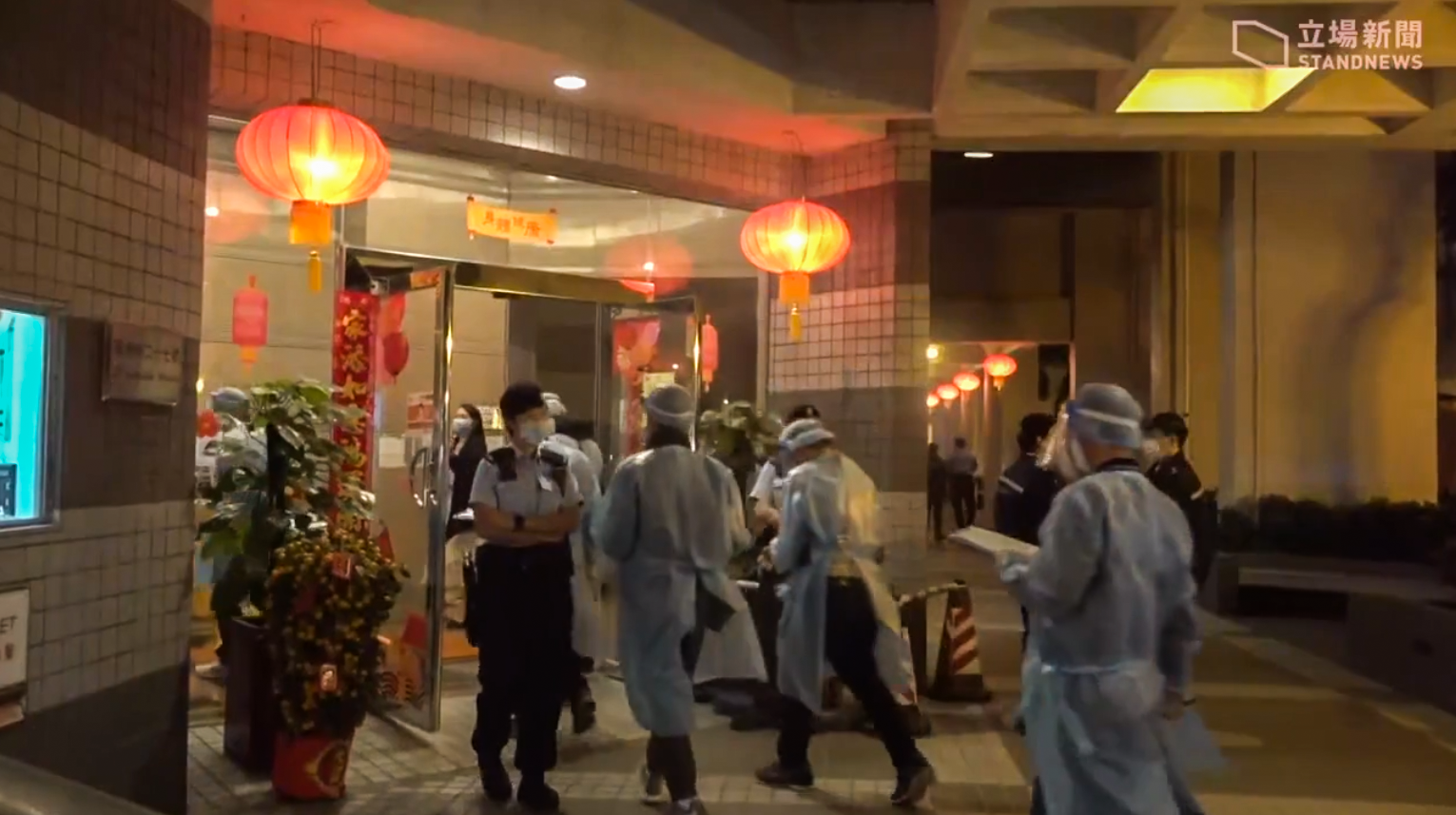
1月31日，穿上保護衣的人士進入麗港城第7座上門要求住客接受強制檢測
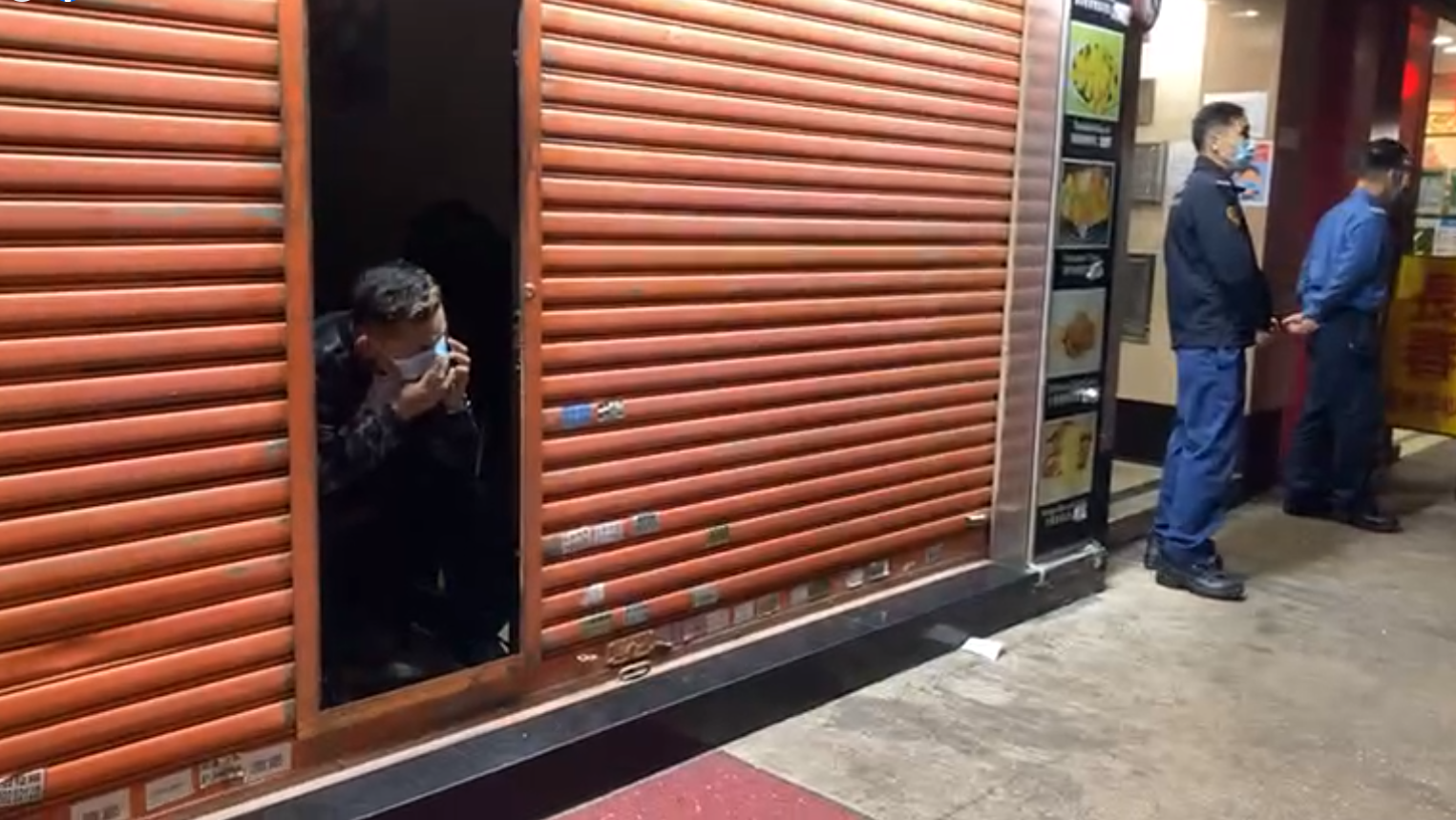
2月4日油麻地、旺角的圍封行動，有餐廳員工剛放工後無法及早離開，只能無奈濟留
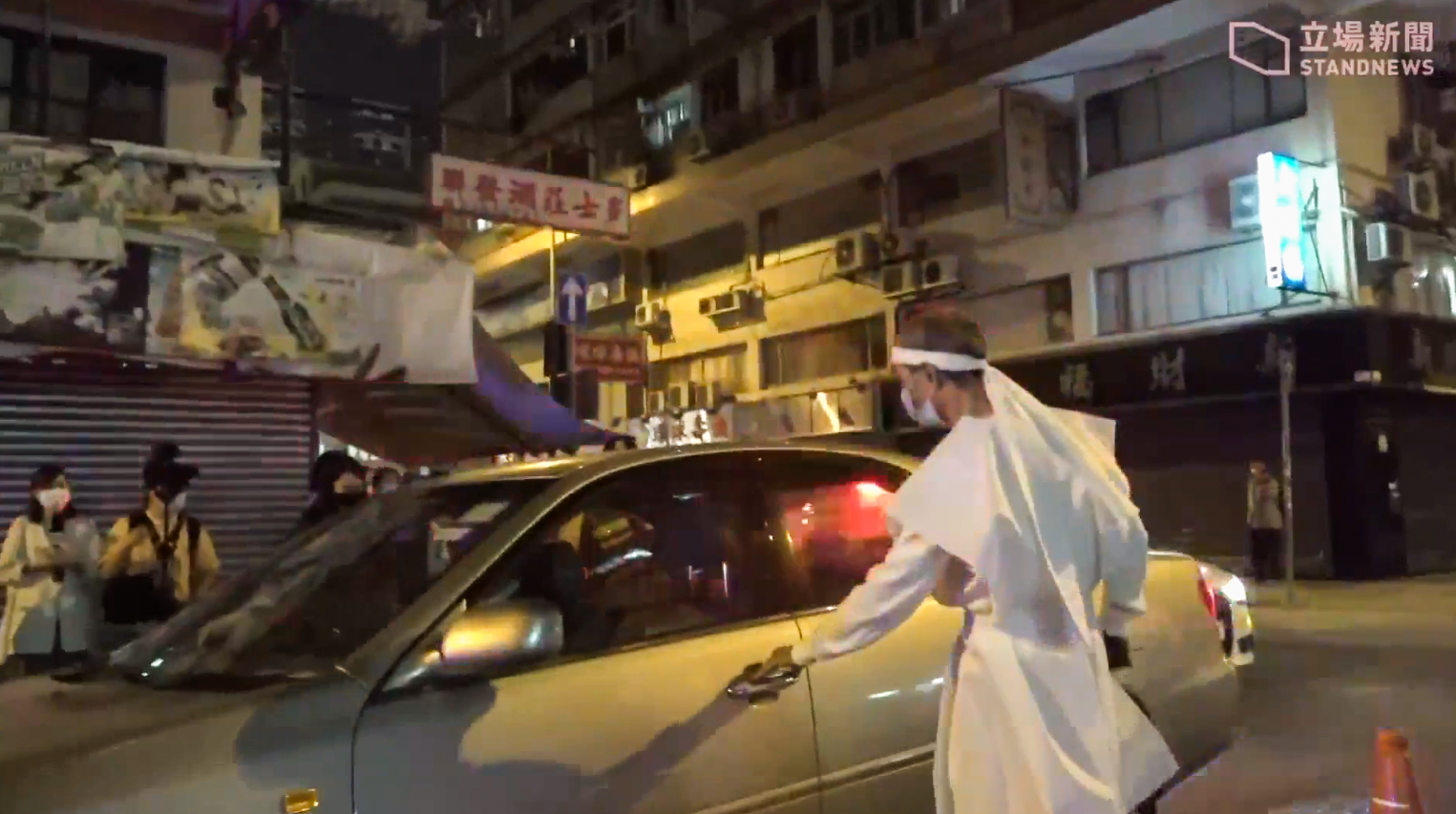
2月7日紅磡圍封行動，一名身穿白色喪服的男子收到封區消息後，表示自己的座駕停泊在封鎖區內，其後他與朋友到場駛走私家車

## 醫療安排

### 應變級別
2020年1月4日，政府公布「對公共衞生有重要性的新型傳染病準備及應變計劃」，並啟動計畫下「嚴重」應變級別。1月26日，應變級別提升至「緊急」，至2023年5月30日調低至「戒‍備」級別。期間醫管局應變級別亦有相應調整。

### 分流中心
為應付從歐洲疫區回港的人潮，政府於3月20日分別在機場附近設立兩個分流中心。有上呼吸道病徵人士，在入境後會被送往分流中心作初步篩檢，而相關樣本將送往天水圍醫院化驗室作檢驗。若檢測結果呈陽性，相關人士將被即時送院醫治，反之則可離開分流中心，並返回居所進行14日家居隔離。以下為政府指定的分流中心：
- 亞洲國際博覽館（4月20日中午至同月30日晚上一度停用，及後重開，專供巴基斯坦及印度包機返港居民使用）
- 北大嶼山醫院（供12歲或以下兒童，以及65歲以上長者使用；4月20日中午起停用）
- 富豪東方酒店（4月20日下午至8月17日）
- 荃灣帝盛酒店（8月17日至10月17日）[203]
- 華逸酒店（10月18日起）

### 指定診所
- 1月23日，醫院管理局表示，會在7個醫院聯網將個別的普通科門診轉為「指定診所」，接收相關2019冠狀病毒病的求診者，分流有輕微感染徵狀，或上呼吸道感染的市民，有需要會首階段會啟用7間指定診所。2月6日，政府公布各區共18間診所名單，但暫未交代會首先啟用當中哪7間指定診所。診所會提供一星期七日的服務，及有配藥、驗血等其他服務關，亦會就間隔、空氣氣流等進行特別裝修，減低傳播風險。[204][205]

| 地區                           | 診所                              | 地址                                                  | 備註                                                                 |
| ------------------------------ | --------------------------------- | ----------------------------------------------------- | -------------------------------------------------------------------- |
| 東區                           | 筲箕灣賽馬會普通科門診診所        | 筲箕灣柴灣道8號一樓                                   |                                                                      |
| 灣仔區                         | 貝夫人普通科門診診所 (地下)       | 灣仔皇后大道東282號鄧肇堅醫院社區日間醫療中心地庫高層 |                                                                      |
| 中西區                         | 堅尼地城賽馬會普通科門診診所      | 堅尼地城域多利道45號                                  | 不設黃昏登記或診症時段                                               |
| 南區                           | 香港仔賽馬會普通科門診診所        | 香港仔水塘道10號                                      |                                                                      |
| 九龍城區                       | 中九龍診所                        | 旺角亞皆老街147號 A                                   |                                                                      |
| 黃大仙區                       | 東九龍普通科門診診所              | 鑽石山斧山道160號                                     | 不設黃昏登記或診症時段                                               |
| 油尖旺區                       | 油麻地賽馬會普通科門診診所        | 油麻地炮台街145號一樓                                 |                                                                      |
| 觀塘區                         | 九龍灣健康中心普通科門診診所      | 九龍灣啟仁街9號一樓                                   | 不設登記預約或診症時段；曾於2003年SARS及2009年豬流感時被劃為指定診所 |
| 深水埗區                       | 長沙灣賽馬會普通科門診診所        | 長沙灣廣利道2號                                       |                                                                      |
| 西貢區                         | 將軍澳(寶寧路)普通科門診診所      | 將軍澳寶寧路28號地下                                  |                                                                      |
| 荃灣區                         | 南葵涌賽馬會普通科門診診所        | 葵涌葵盛圍310號                                       | 不設登記預約或診症時段                                               |
| 葵青區                         | 伍若瑜夫人普通科門診診所          | 梨木樹和宜合道310號                                   | 不設登記預約或診症時段                                               |
| 沙田區                         | 圓洲角普通科門診診所              | 沙田插桅杆街29號地下                                  |                                                                      |
| 沙田區                         | 馬鞍山家庭醫學中心                | 馬鞍山西沙路609號地下                                 | （如需要）                                                           |
| 大埔區                         | 大埔賽馬會普通科門診診所          | 大埔汀角路37號地下                                    |                                                                      |
| 北區                           | 粉嶺家庭醫學中心 (一樓)           | 粉嶺璧峰路2號粉嶺健康中心一樓                         | 不設黃昏登記或診症時段                                               |
| 屯門區                         | 仁愛普通科門診診所                | 屯門屯利街6號地下                                     | 不設登記預約或診症時段                                               |
| 元朗區                         | 天水圍(天業路)社區健康中心 (一樓) | 天水圍天業路3號一樓                                   |                                                                      |
| 資料來源自衛生署衛生防護中心。 |                                   |                                                       |                                                                      |

### 指定醫院
- 因為2022年1月至3月第五波疫情病人數以萬計。所以政府3月開始選了幾間公立醫院做隔離醫院，專門接收新冠肺炎病人，分別港島律敦治醫院，九龍2022年3月9日起伊利沙伯醫院及2022年3月11日起東華三院馮堯敬醫院，新界西貢區靈實醫院。

### 傳染病中心
- 瑪嘉烈醫院傳染病中心：傳染病醫療中心於瑪嘉烈醫院EF座大樓對開斜坡興建，樓高17層，總樓面面積達21,600平方米，設有負壓空調系統。共提供108張隔離病床，其中14張為深切治療病床。[206]

### 香港感染控制中心
- 由中國政府委託深圳市建築工務署代建，用四個月時間興建的臨時醫院，在2021年2月26日正式啟用，位於北大嶼山醫院附近，專門接收輕症病人，減輕香港急症室醫院壓力。

### 香港臨時隔離醫院及隔離設施
- 2022年2月中國建築在竹篙灣、啟德、青衣、元朗潭尾、洪水橋、新田、粉嶺北、港珠澳大橋香港人工口岸東南面土地、河套區幾塊用地興建隔離設施及臨時醫院、希望可以一個月內完工、提供五萬個床位。2022年3月9日青衣及新田方艙醫院相繼落成。2022年3月12日香港第三間臨時醫院落成。可以隔離1200人，位於港珠澳大橋人工島。李司長希望其餘醫院可以盡快落成，提升香港整體抗疫能力。3月13日第四間位於粉嶺的隔離醫院落成。3月17日第五間位於洪水橋醫院落成，4月初可以使用，提供千六床位及二百個長者床位。十個方艙医院主要人手來自福建，廣西，廣東三省的医生及護士，九成有03年處理沙士的經驗。3月21日啟德隔離醫院落成，第一期提供1200床位，第二期800床位。3月尾啟用。3月24日元朗方艙醫院正式啟用。

### 改建體育館成為隔離中心
- 2022年11月25日起灣仔區港灣道體育館專門接收輕症長者。冬天臨近，李夏茵副局長估計大有可能個案在八千至二萬左右。有需要立即改建體育館為隔離中心，減輕方艙醫院壓力，重申新冠肺炎發病率在冬季及春季最嚴重，在每年11月初至4月尾個案最多，重症較多，請未接種疫苗幼兒及長者盡快去接種，保護自己。

### 醫護人員定期檢測
醫管局由2021年開始，陸續要求醫護人員定期檢測。
由2021年1月11日開始，醫管局首先為癌症化療或電療日間中心、社區老人評估小組老人精神科外展服務隊、紓緩治療外展小組、腫瘤科病房及血液透析中心的員工，進行定期檢測。隨後表示這五類員工因經常接觸身體較虛弱、免疫力較差的病人，決定將定期檢測恆常化。
由2021年5月起，所有與病人有接觸的員工，須每周進行新冠病毒抗原測試，已接種兩劑疫苗逾14日的員工可獲豁免。
由2021年10月27日起，所有北大嶼山醫院香港感染控制中心處理2019冠狀病毒病個案的醫護人員須每三天進行一次核酸檢測，同時全部均已完成接種新冠疫苗。

### 確診病人終止隔離安排
確診病人出院時須符合以下條件：
- 有病徵的病人
  - 體溫恢復正常三天以上
  - 呼吸道症狀明顯好轉
  - 肺部影像學顯示急性滲出性病變明顯改善
  - 以同類臨床樣本（如呼吸道或糞便樣本）在相隔至少24小時進行兩次嚴重急性呼吸系統綜合症冠狀病毒2的反轉錄聚合酶連鎖反應核酸測試，結果均呈陰性（而糞便樣本測試結果曾呈陽性的病人，需在相隔24小時進行的兩次糞便樣本測試結果均呈陰性後方可終止隔離）
  - 自發病後已逾10天。

- 從未出現新冠肺炎相關病徵的病人
  - 以同類臨床樣本（如呼吸道或糞便樣本）在相隔至少24小時進行兩次嚴重急性呼吸系統綜合症冠狀病毒2的反轉錄聚合酶連鎖反應核酸測試，結果均呈陰性（而糞便樣本測試結果曾呈陽性的病人，需在相隔24小時進行的兩次糞便樣本測試結果均呈陰性後方可終止隔離）
  - 首次對嚴重急性呼吸系統綜合症冠狀病毒2的反轉錄聚合酶連鎖反應測試呈陽性已逾10天

由2021年10月27日起，所有符合出院準則的病人在出院後會隨即以「閉環式管理」及點對點方式獲安排前往指定隔離地點，進行14天的隔離管理和健康狀況監測，以確保出院病人不帶病毒進入社區。現階段政府會以北大嶼山醫院香港感染控制中心作為隔離地點。衞生署會根據《預防及控制疾病規例》（第599A章）第23條賦予的權力，向所有符合出院條件的病人延長隔離令，直至出院後14天為止。由2021年11月11日起，指定隔離地點改為觀塘帝盛酒店。
由2022年2月2日開始，除上述條件外，病人倘有3個相隔24小時的檢測樣本Ct值高於33，或者患者抗體呈陽性，並有一個檢測樣本的Ct值高於33，而病人發病起計已超過10日，為符合出院準則，惟出院後要接受14日家居隔離。2022年2月9日起，出院者毋須再接受14日家居隔離，回復至2021年10月27日前的出院準則。
2022年2月12日，政府再次放寬出院準則，如果有兩個相隔24小時的核酸檢測樣本，CT值持續在30以上，或者抗體水平持續增加，最少一次抗原測試陰性，以及最少一次核酸檢測CT值在30以上，又或者病人的抗體測試由陰性轉為陽性，再有一次核酸檢測CT值在30以上，就可以出院。
2022年2月20日起，確診者於第7天快速測試呈陰性，而家居情況許可，可離開隔離設施返回家中隔離，至第14天測試再呈陰性即可解除隔離。
2022年2月26日，政府進一步放寬解除隔離準則，已接種兩劑2019冠狀病毒病疫苗的確診者於檢測陽性後第6日起，連續兩天快速測試呈陰性可提早解除隔離。
2023年1月30日起，政府撤銷對新冠確診者發出隔離令的安排。無症狀患者可自由外出或上班，有病微者可透過醫生取得病假，政府建議盡量留在家中，而為保護年幼群組，學生不應上課直至快測陰性。

## 病毒檢測安排

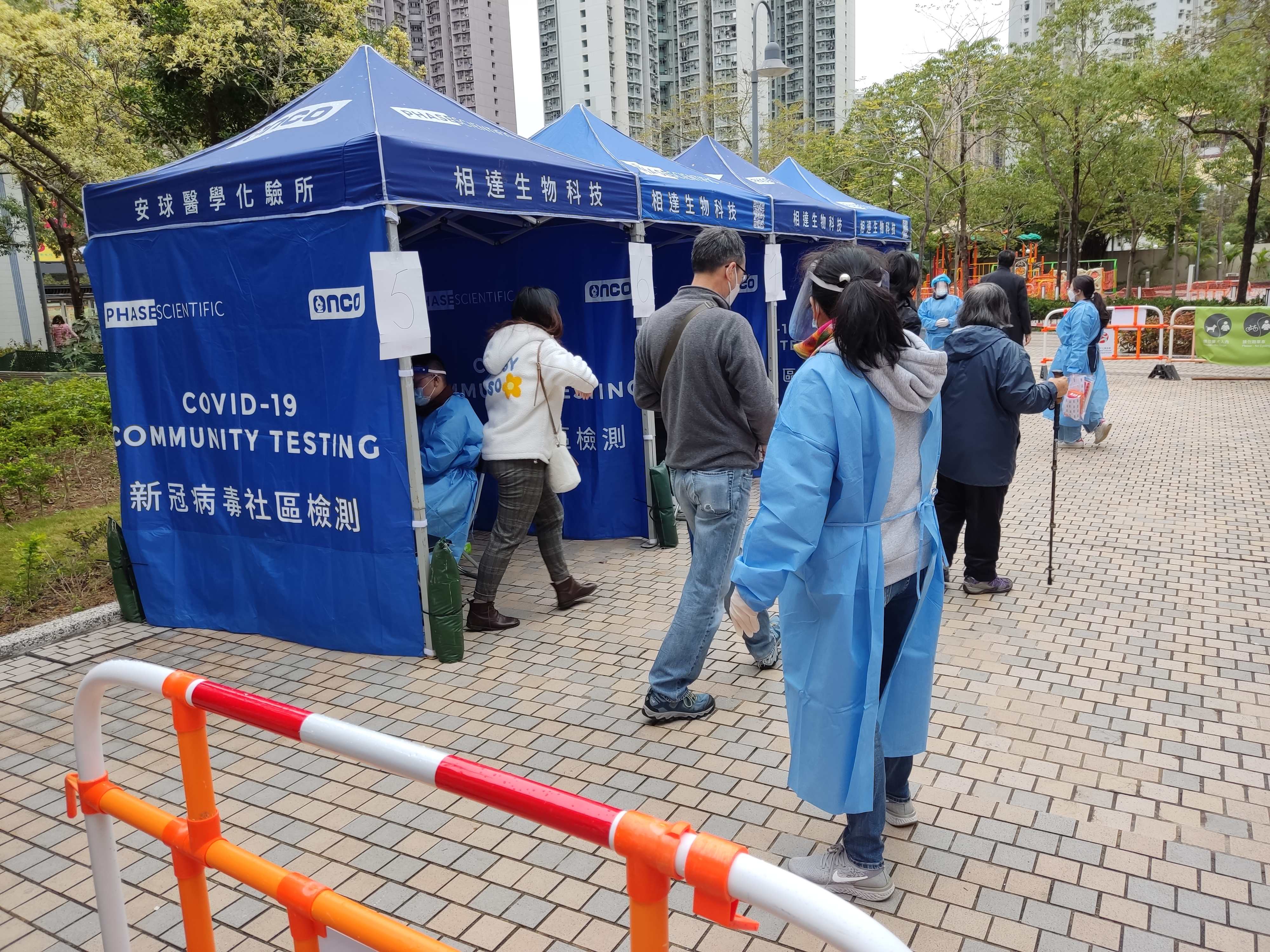
位於將軍澳唐明街公園的臨時檢測站（2022年2月）

香港政府提供多項途徑供市民進行病毒檢測。由2020年1月至2023年1月29日，政府一共進行了多達77,422,046次核酸檢測。
2020年1-8月（第一至三波疫情），不少屋邨/大廈均有爆發病毒傳播，衞生防護中心人員便會前往該處派發深喉唾液樣本瓶。居民須自行採集其深喉唾液樣本，再交予相關派遣人員。市民亦可於各醫院或政府診所，免費領取限量深喉唾液樣本瓶，然後將樣本送往政府指定診所進行化驗。而當時尚未設立任何檢測中心。
其後，政府在內地檢測支援隊援助下，於2020年9月推行「普及社區檢測計劃」，並於各體育館、遊樂場及社區會堂設置檢測中心，市民可前往進行免費檢測。政府共進行了超過170萬次病毒檢測。
由於仍有部份地區發生小型爆發，政府由2020年10月11日至19日設立四所臨時檢測中心，供有疑慮的市民進行檢測，期間進行了16,802個病毒檢測。  經檢視臨時檢測中心運作經驗後，政府在2020年11月決定設立四所常設的社區檢測中心，為市民提供自費及免費的檢測服務。 政府其後不斷增設社區檢測中心，直至2023年2月共有85間中心在全港各區運作。政府由2023年3月1日起關閉64個檢測中心，只保留21個使用量較高的社區檢測中心，並停止提供免費核酸檢測。
2022年2月，香港處於第五波疫情高峰，政府請求中央政府協助，同時宣布進行「全民強制檢測」，估計每天受檢人數將高達240萬。政府為騰出學校空間作臨時檢測中心，更將全港學校2021-2022學年的大部分暑假，提早至3月及4月。但林鄭月娥其後在3月表示政府已暫緩有關計劃。
隨着疫情緩和，過關內地前核酸檢測陰性證明，與感染人士隔離令、口罩令等其他防疫措施相繼取消。 2023年3月1日起，政府將公立醫院及安老院和殘疾人士院舍的核酸檢測要求以快速抗原測試取代，並會由同日起停止於社區檢測中心及檢測站提供免費核酸檢測服務，自費核酸檢測服務仍會維持。

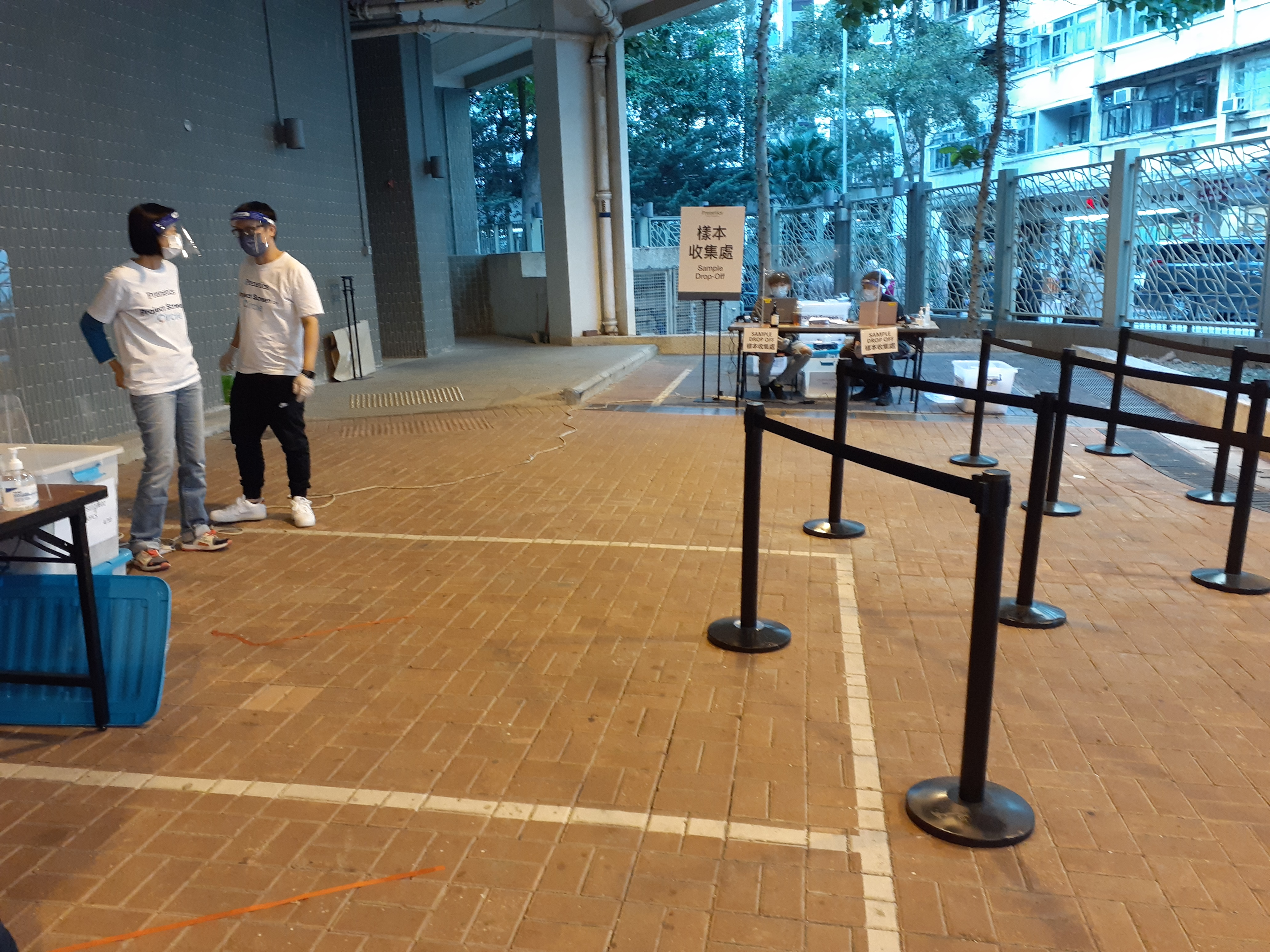
鰂魚涌社區綜合大樓設社區檢測中心

2023年5月5日，政府表示社會全面復常，世界各地亦陸續撤銷入境出行前的核酸檢測要求下，仍然運作的最後5個新冠病毒社區檢測中心及檢測站，於5月13日起全面停止運作。

## 疫苗接種

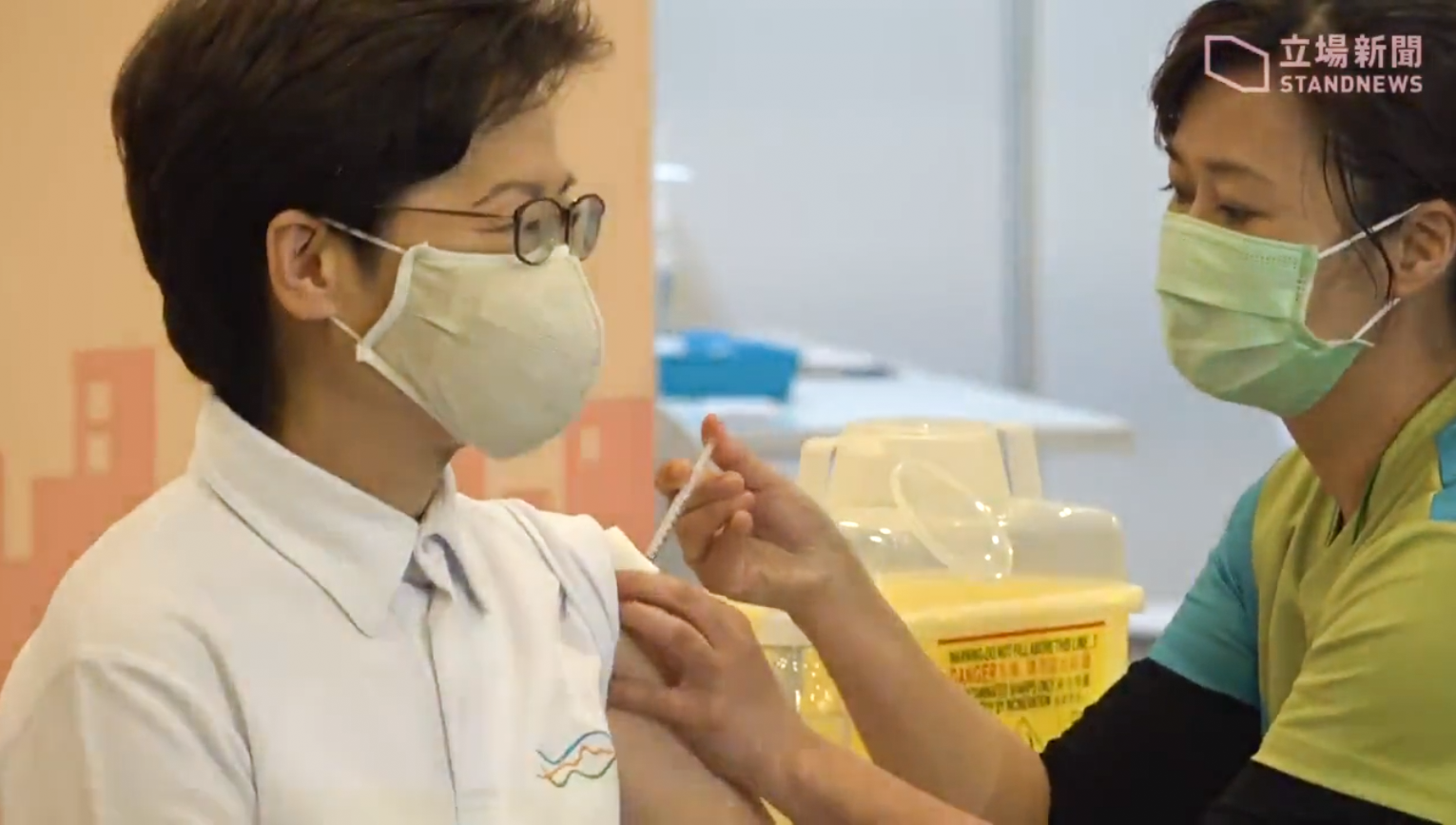
2021年2月22日，特首林鄭月娥、司局長接種科興疫苗，不過因為科興疫苗專用的針筒為「復必泰」疫苗專用針筒而引起網民熱話

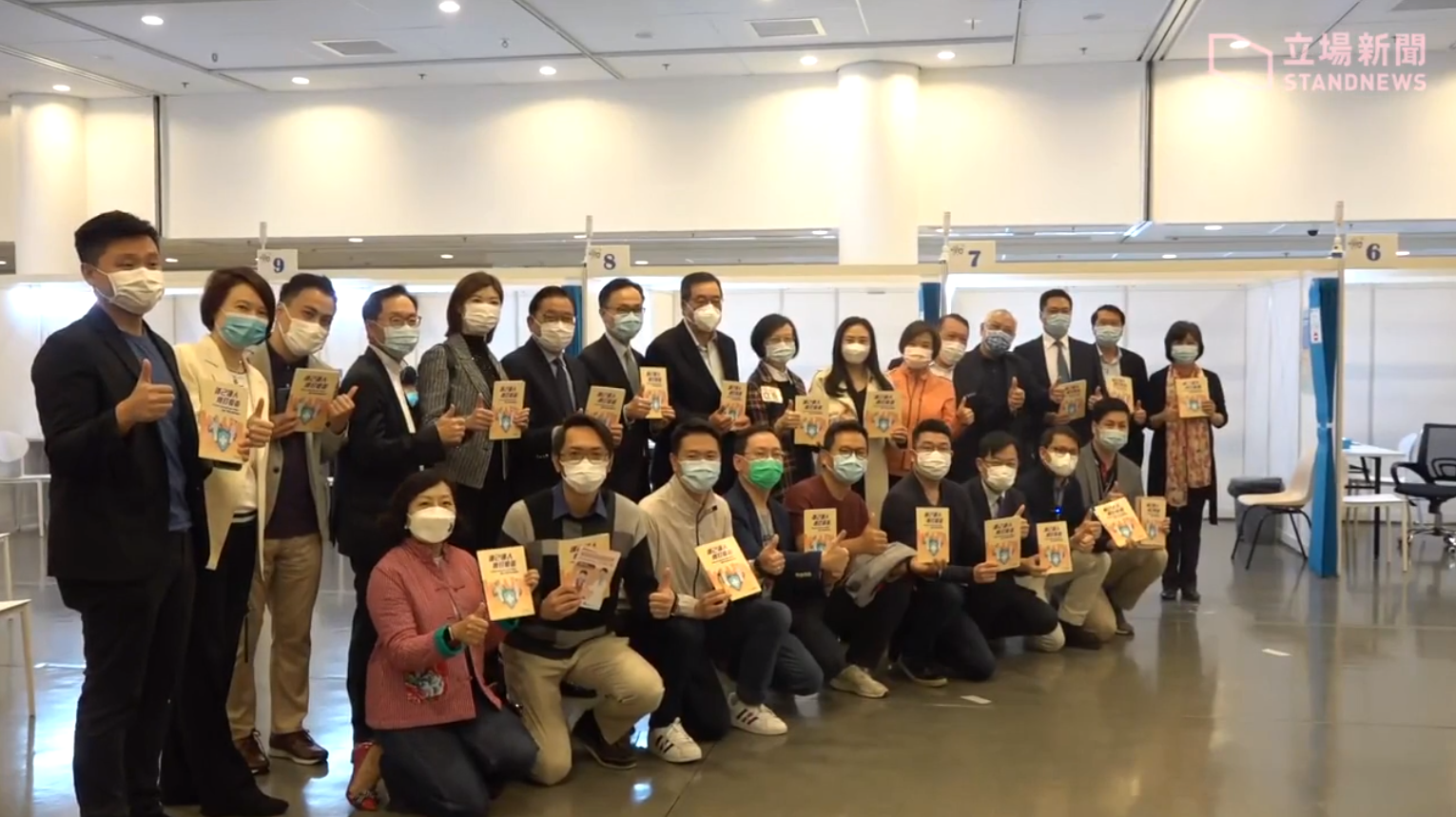
23名建制派立法會議員亦有參與接種科興疫苗

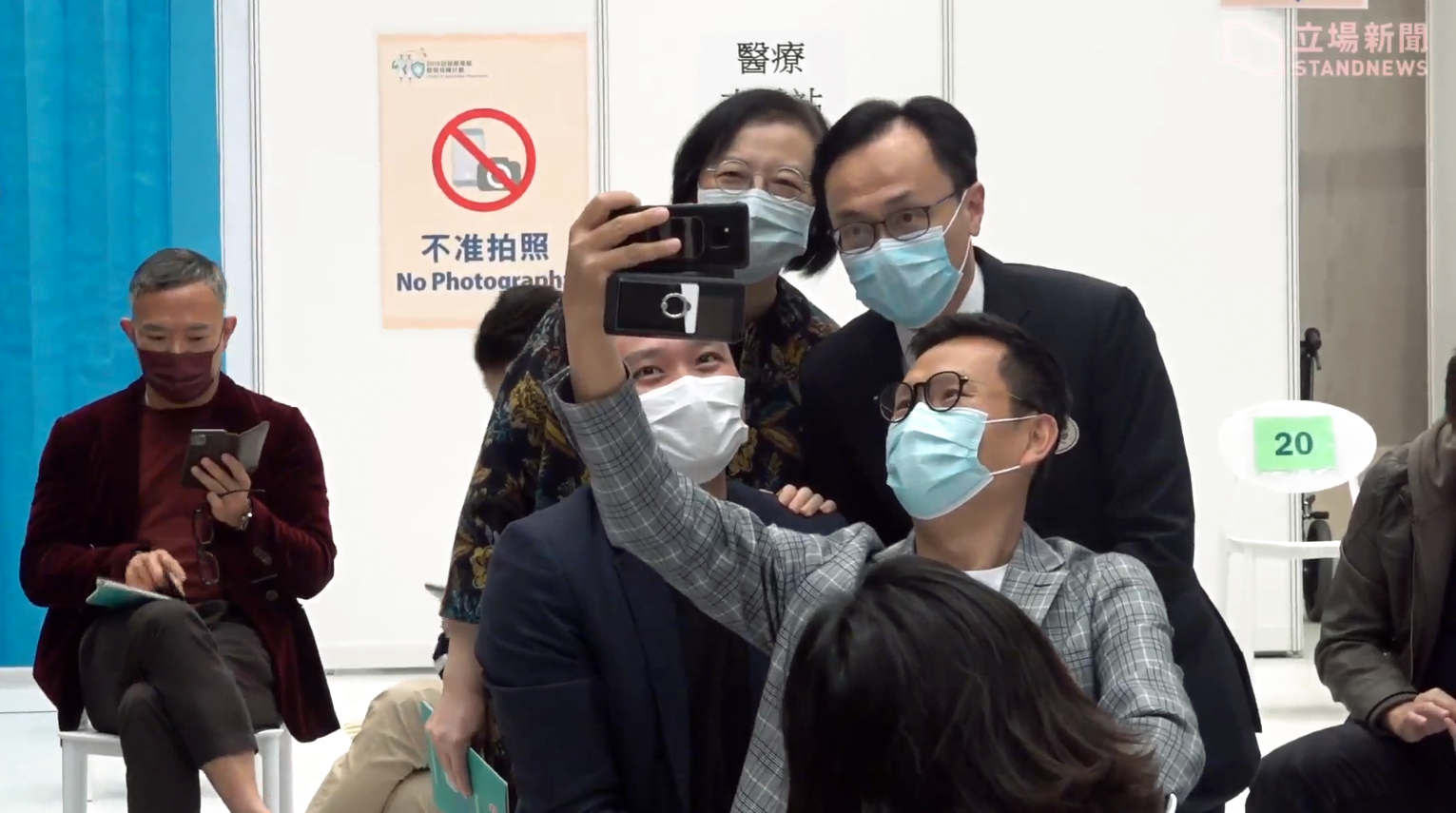
2021年3月22日，建制派立法會議員陳恒鑌及鄭泳舜，邀請公務員事務局局長聶德權及食物及衞生局局長陳肇始加入直播，不過身後的貼上「不准拍照」的海報，引起網民熱議

科興疫苗雖然未有將測試數據刊登在醫學期刊，但仍然獲得香港疫苗顧問專家委員會推薦使用。首批100萬劑在2月21日抵港後，五個優先群組可在2月23日可以預約，最快2月26日接種。政府安排5間社區疫苗接種中心和醫院管理局轄下18間普通科門診診所接種科興疫苗。而德國生產的復必泰（BioNTech）的首批疫苗為100萬劑，預計在2021年2月底抵港，政府將設24間社區疫苗接種中心進行接種。
2021年2月22日，下午行政長官林鄭月娥連同多名司局長在香港中央圖書館地下的社區疫苗接種中心，接種首劑由科興生產的新冠疫苗。同日10名行會成員和23名建制派立法會議員亦有參與接種。他們均對中央政府表示感謝，打針過程也不感到疼痛或不適。
到2月24日零時起，政府開放14天預約接種科興疫苗，網站出現大塞車，需等待一小時才能進入。到下午4時，由2月26日至3月11日的預約配額已滿，有約7萬市民在網上預約登記接種兩劑疫苗。
2021年3月10日，首批7間提供「復必泰」疫苗的接種中心正式啟用，首日共有5,900人接種第一劑，包括袁國勇及李國能等各界名人亦有到場接種。
2021年3月22日，林鄭月娥連同多名司局長在金鐘政府總部接種第二劑由科興生產的新冠疫苗。同日10名行會成員和23名建制派立法會議員亦有參與接種。林鄭月娥接種後呼籲市民按時接種第二劑疫苗，同時譴責有少數人士，特別是醫護人員在社交傳媒散播失實消息，危言聳聽，污衊中國國產疫苗，勸喻他們收手，指最終傷害是醫護人士。她呼籲市民不要被誤導，盡快加入接種疫苗行列。。另外，有多名官員和議員在接種疫苗後「自拍」，不過身後的圍板貼上了「不准拍照」的海報，引起網民熱議。公務員事務局局長聶德權事後表示事件是「一場誤會」，可以為宣傳推廣。而立法會議員表示現場拍片、做直播和記者會等都是為市民服務。
不過另一方面，香港出現多宗接種疫苗後短期內離世的事件，不過委員會認為暫時錄得的7宗死亡事件與疫苗均沒有直接關係。

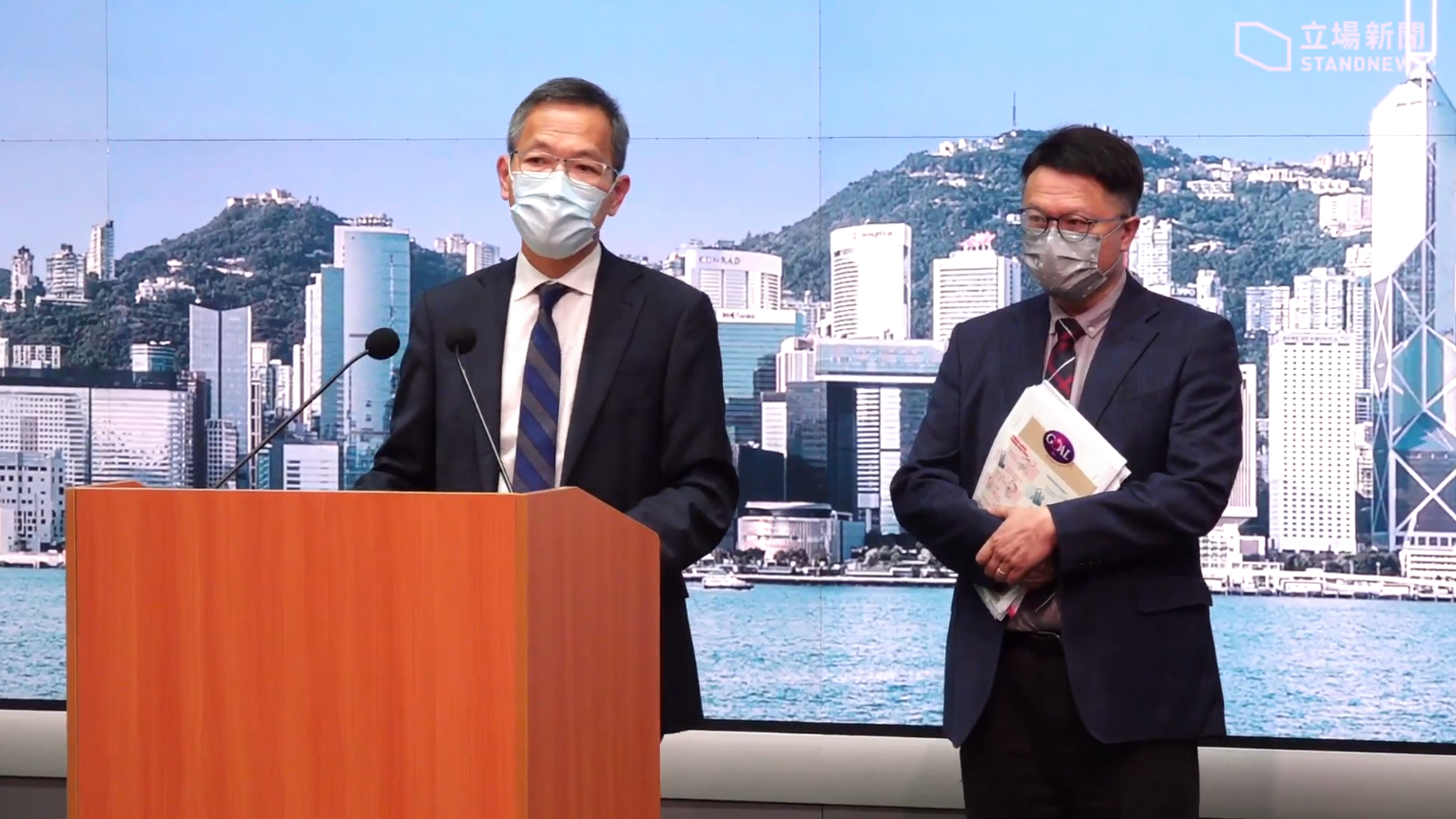
2月16日，疫苗顧問專家委員會召集人劉澤星見傳媒，認為科興疫苗可推薦使用
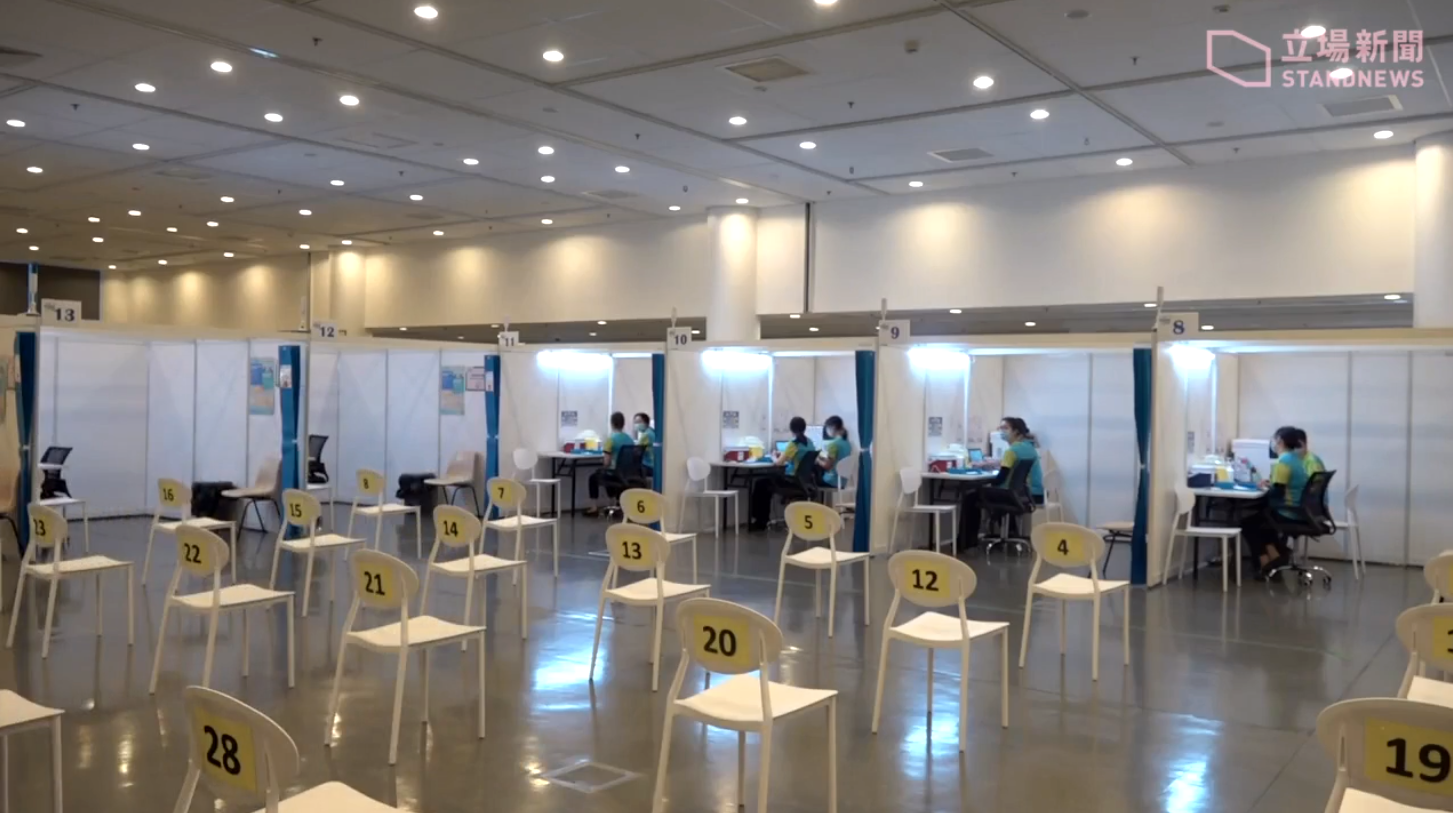
香港中央圖書館疫苗接種中心內貌
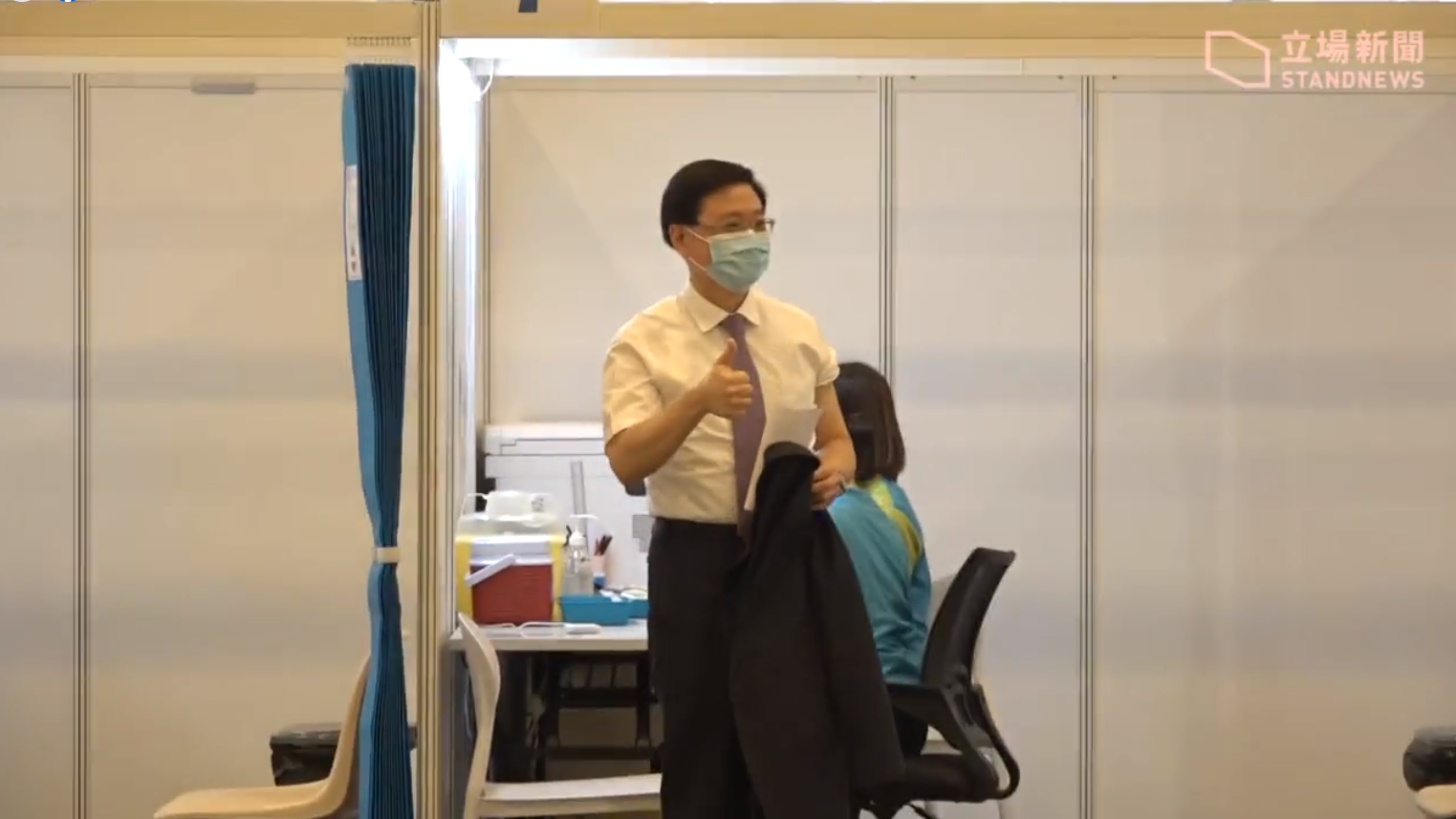
2月22日，保安局局長李家超接種科興疫苗後舉起母指
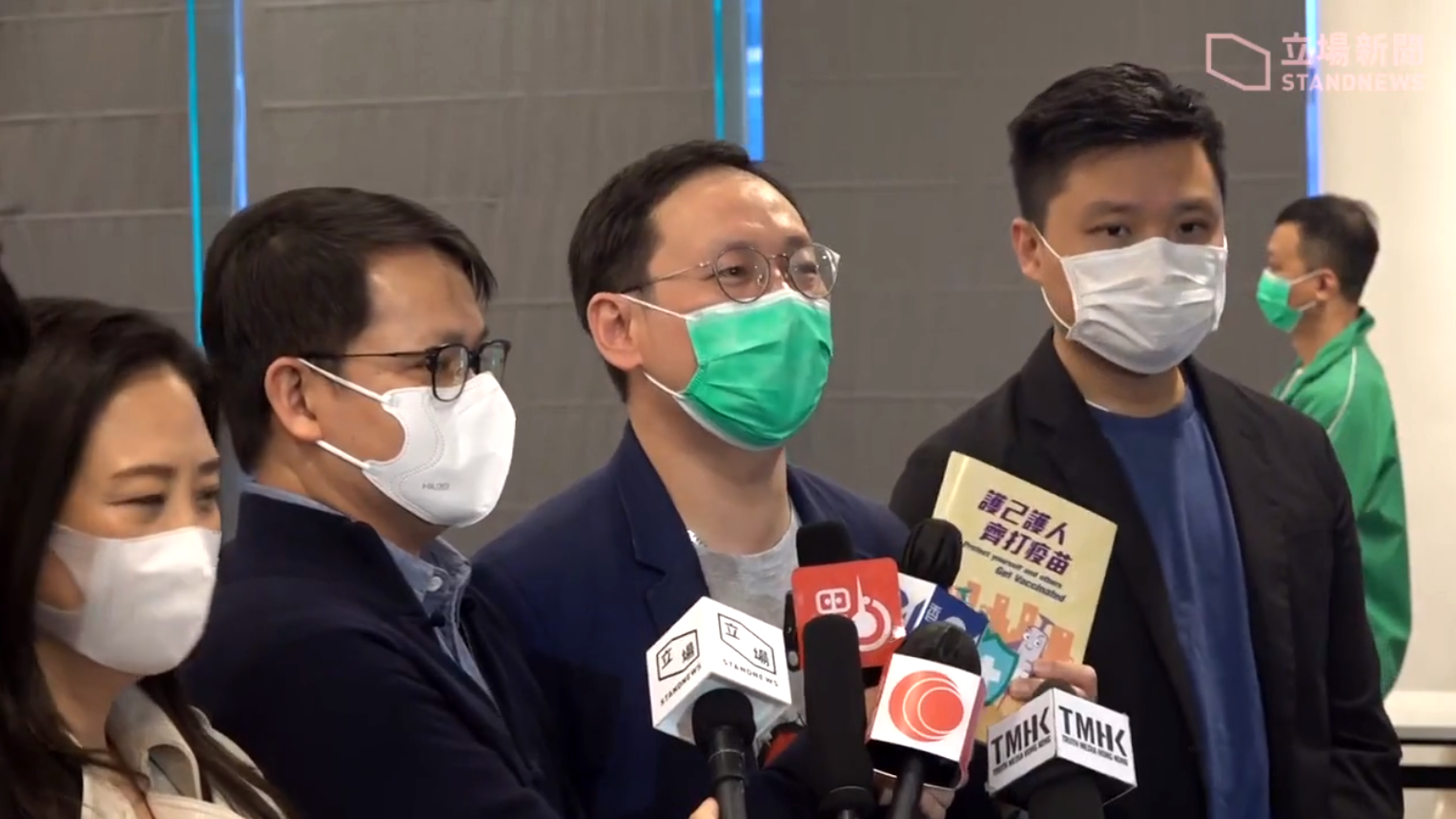
民建聯非常感謝中央政府短時間安排100萬劑疫苗，亦呼籲市民網上登記
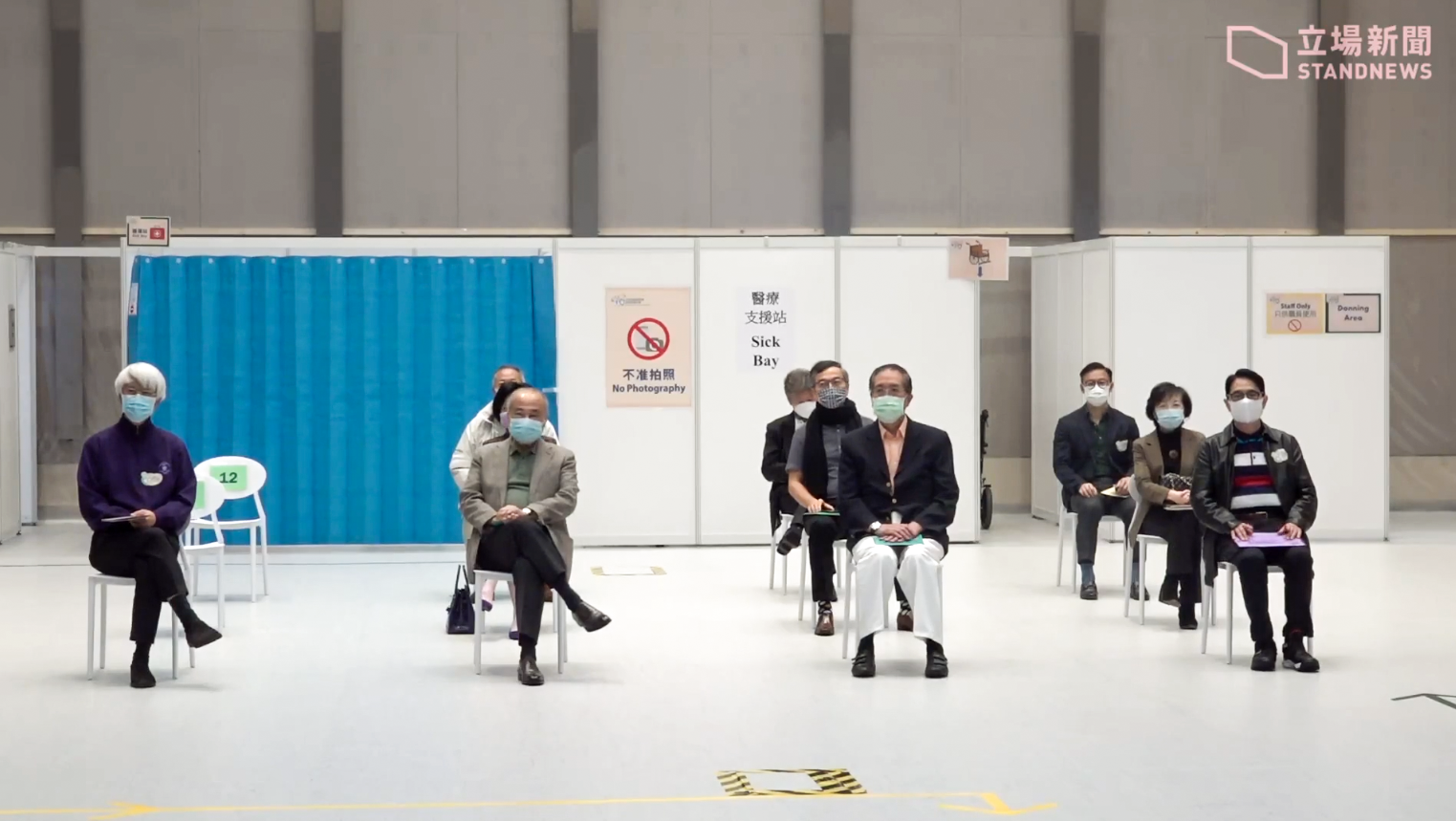
3月22日，行會成員等候打第二劑科興疫苗
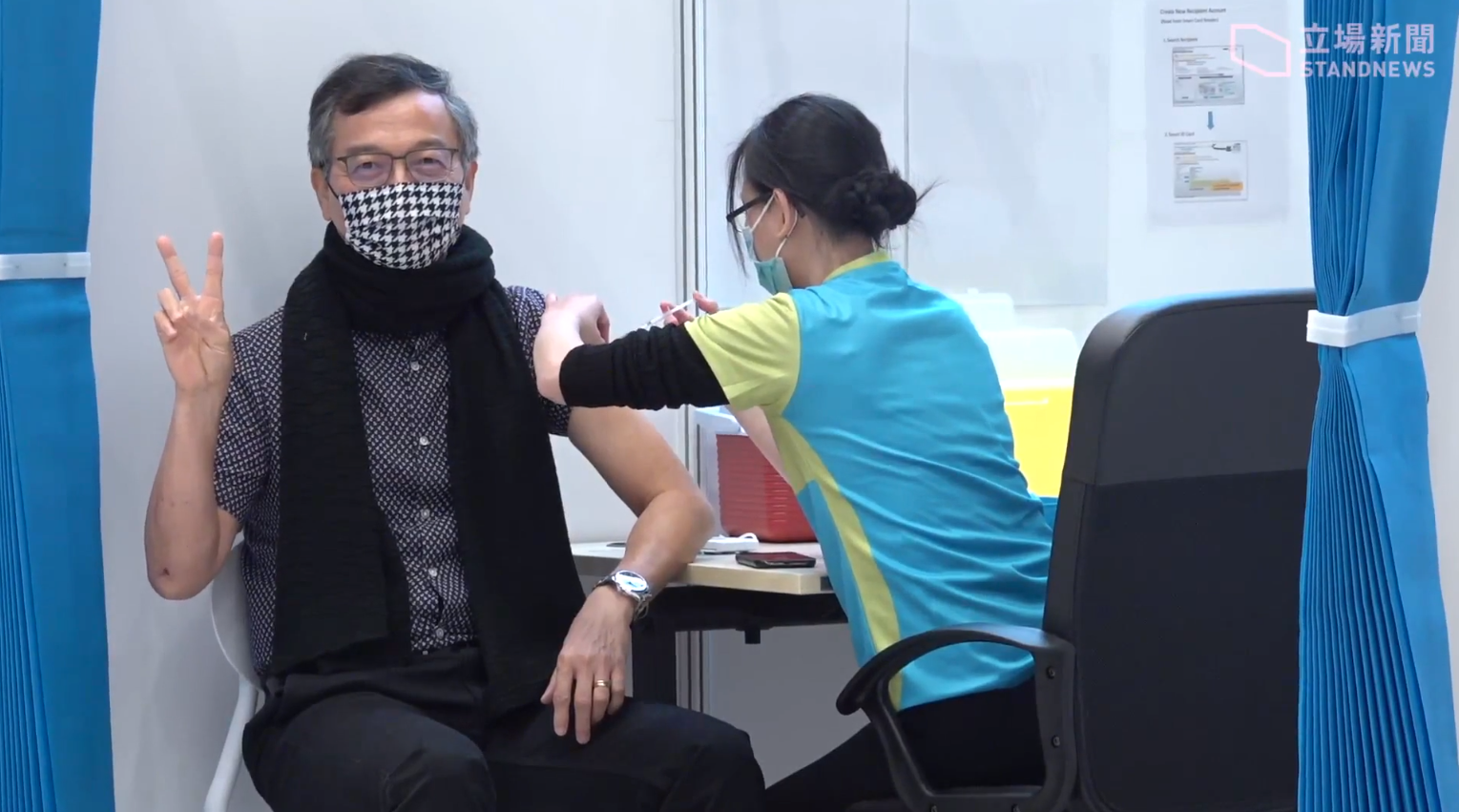
行會成員林正財接種科興疫苗後舉起V字手势
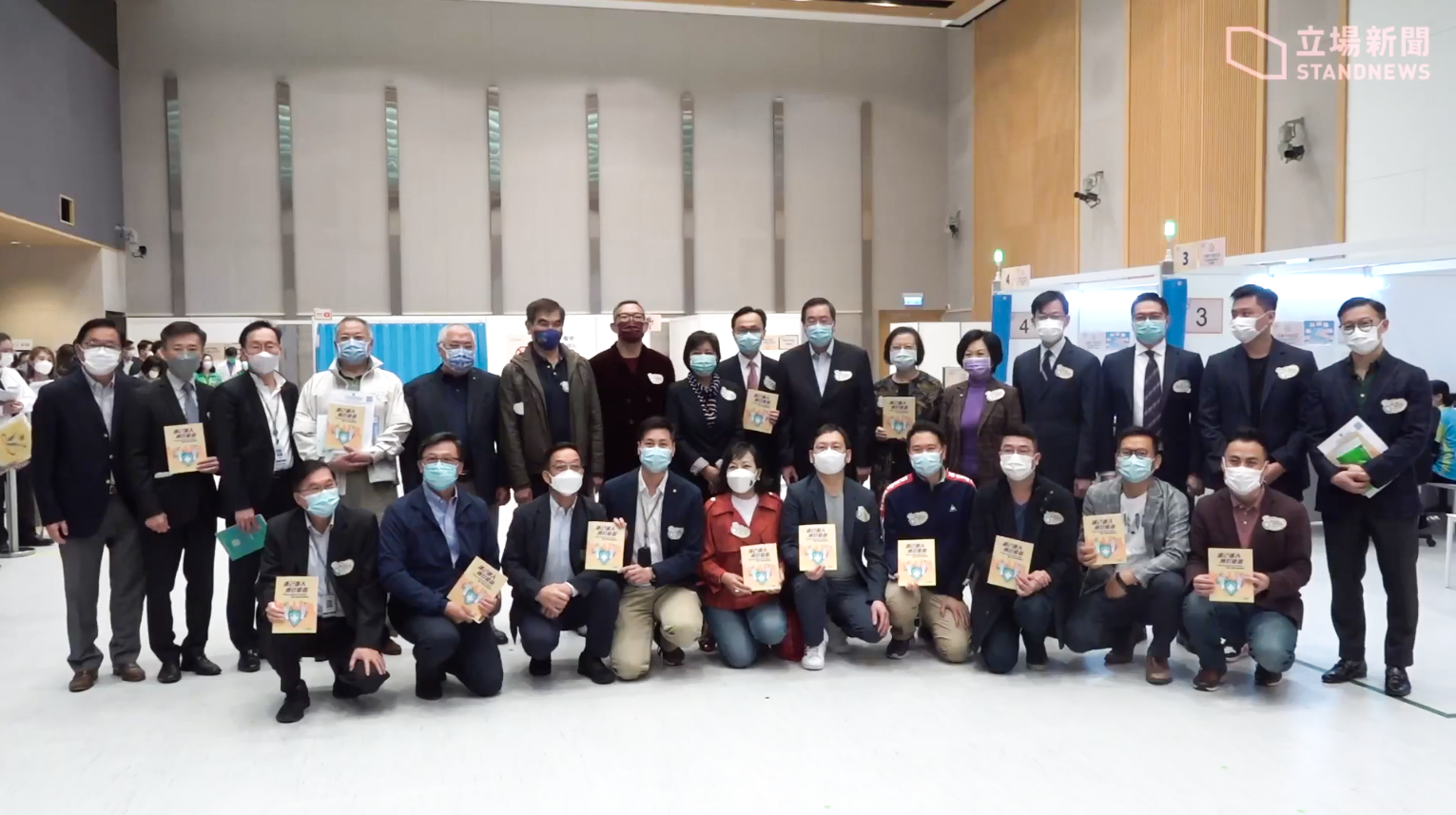
3月22日，建制派立法會議員在打第二劑科興疫苗前拍攝留念

## 交通

### 铁路

#### 客运
香港特區政府於2020年1月28日宣布，高鐵香港西九龍站於1月30日凌晨起暫停出入境客運服務。
| 铁路车站     | 地理位置                         | 暂停營運日期  | 恢复營運日期  |
| ------------ | -------------------------------- | ------------- | ------------- |
| 香港西九龍站 | 九龍油尖旺區、西九龍站內地口岸區 | 2020年1月30日 | 2023年1月15日 |
| 羅湖站       | 新界北區                         | 2020年2月4日  | 2023年2月6日  |
| 落馬洲站     | 新界元朗區                       | 2020年2月4日  | 2023年1月8日  |
| 迪士尼站     | 新界荃灣區                       | 2020年4月10日 | 2020年6月17日 |

#### 货运
因为中港货运司机出现大量感染个案，中央政府安排于2022年3月2日开始开行货运班次运送防疫物资和生鲜产品供应香港，首班列车使用东风4B牵引9辆集装箱平板火车，运送18个集装箱共50吨的抗疫物资，从平湖南站进行出入港检查和防控管理后，直达香港罗湖站的铁路货场卸货。计划每天开行一班货运班次，有需要时可再调整班次。直到3月9日，货运列车班次提升到一天两班。

## 懲教院所
2022年2月5日，懲教署暫停在囚人士探訪。
2022年2月24日，懲教署有限度重啟探訪安排。2月24日至4月24日期間，還押者可接受兩次探訪，已定罪者則只可接受一次探訪。探訪者須已接種至少一劑2019冠狀病毒病疫苗，並須使用「安心出行」及取得快速測試陰性結果。
2022年4月25日，懲教署再度放寬探訪安排，容許還柙人士每星期接受兩次親友探訪，每次限一名訪客，定罪在囚人士每月可接受兩次親友探訪，每次限兩名訪客。訪客同樣須符合使用「安心出行」等要求。

## 外傭
2021年4月30日，因應有兩名外籍家庭傭工確診變種新冠病毒，政府宣布全港37萬名外傭需要在5月9日之前接受病毒檢測，但如果外傭已完成接種兩劑疫苗就可獲豁免。政府又表示將會要求外傭續約前需先注射認可疫苗。香港亞洲家務工工會聯會批評強制外傭檢測是歧視政策，又認為並非所有外傭適合接種疫苗。外傭批評檢測站數量不足，需要在烈日下排隊5小時。
2021年8月24日，特首林鄭月娥宣佈和印尼及菲律賓兩國達成協議，認可該兩國發出的疫苗接種紀錄。但所有外傭必須在當地接種兩劑疫苗。才可以申請來港配額。但來港後也必須隔離三周才可以回去香港僱主身邊工作。隔離配額每月有四百名至八百名。特首已公佈荃灣絲麗酒店成為指定隔離酒店。
2021年9月20日起，竹篙灣檢疫中心提供八百個宿位供外傭作檢疫用途，每天收費480元。
2021年9月28日，政府宣佈由10月22日起，竹篙灣檢疫中心可提供多200個宿位。
勞工處於10月23日宣布，由11月1日起，青衣華逸酒店將開放為指定檢疫設施，提供共500個房間供外傭作檢疫用途。

## 政府總部、政府物業訪客安排
政府於2021年2月分3階段，要求所有出入政府大樓或辦公室人士，需要使用「安心出行」應用程式，同時2021年2月18日起所有政府服務回復正常。
- 2021年2月4日（第一階段）：政府總部、大埔政府合署

- 2021年2月16日（第二階段）：海港政府大樓、旺角政府合署和屯門政府合署

- 2021年3月1日（第三階段），所有進入港島政府總部、全港十八區政府物業的市民或訪客，必須用安心出行二維碼或登記個人資料才可以進入。

由2021年11月1日起，政府規定市民如進入政府大樓或辦事處，包括政府圖書館、體育館、博物館等、表演場地、警署、公立醫院，須在手機使用「安心出行」程式掃描現場的二維碼（QR code）報到後，才可進入，禁止以登記姓名和聯絡電話作為替代。
2022年4月1日政府各部門重新開放，但部分部門服務時間縮短。
2023年3月26日開始，進入任何公立醫院或政府門診服務，取消快速檢測要求。

## 旅遊氣泡
2020至2021年，香港政府曾與多國政府商議「旅遊氣泡」安排，即旅客只要符合某些要求即可到協議國家外遊，惟最終沒有達成協議。
早於2020年9月，當時香港疫情漸趨穩定，香港政府去信11個國家，表示願意與對方建立旅遊氣泡。時任商務及經濟發展局長邱騰華表示，將對旅遊氣泡限制措施，例如要求旅客在出發前完成檢測，抵埗後接受覆檢，或只允許商務旅客到訪。2020年10月，香港政府公佈與新加坡已達成原則性協議，旅客只要在出發前完成檢測，抵埗後便可豁免檢疫或履行居家通知，行程不受限制。 不過，如果新加坡或香港最近的無關連本地個案七天移動平均數字超過每日五宗，相關安排將會暫停兩星期。雙方原定於11月22日正式實施安排，惟香港疫情突然惡化，導致雙方在11月21日（即實施前一日）將實施日期推後兩個星期，其後更推後至2021年。
直至2021年4月，因應兩地疫情紓緩，政府公佈旅遊氣泡會於5月26日重新啟動；受到機位和客位限制，首兩星期機位已經爆滿。不過，由於新加坡确诊個案增加，旅遊氣泡沒有在原定日期啟動。最終，香港政府於同年8月19日宣布，考慮到兩地目前在疫情防控方面所採取的策略存在差異，決定不再就雙邊「航空旅遊氣泡」作進一步討論。雙方會按照各自的入境防控措施，繼續推動兩地人員的往來；新加坡政府同時宣布，由同月21日起，單方面准許來自香港的旅客無須通過隔離檢疫入境新加坡。
另一方面，政府於2021年6月22日公佈，如果香港能夠連續達至28天本地零確診，澳門及香港將有條件商討有限度通關事項，但每天來往人數需要配額，同時需接種兩劑疫苗和有檢測陰性證明才可以過關，也需要作血清測試、確保安全。雙方政府也認同設有熔斷機制，如澳門或香港個案突然增加會立即取消配額。然而，在上述安排公佈後翌日，已有本地初步確診個案，其後澳門又突然以「需要與中央互聯互控」為由，於同年7月終止討論。

## 運輸業
- 2021年6月24日，國泰航空宣佈，任何機組人員（包括：地勤人員、餐飲部、物流部、空中服務員，以及飛機師）必須在2021年8月31日前，接種兩針疫苗。不願意接種的員工，將被視作自願辭職。

- 2021年6月25日、香港機場管理局宣佈由同年8月1日起，所有進入香港國際機場禁區上班的工作人員（不分國籍），必須接種兩針疫苗才可工作。

- 2022年2月。政府委派消防處管理車隊。防疫巴士及防疫小巴，總部設立在葵涌貨櫃碼頭，每天工作十二小時。吃飯時間，休息時間須回碼頭停車場，政府會提供免費飯盒供應。每名司機需每天接受一次快速測試，証明陰性才可以駕駛防疫巴士或防疫小巴，每個星期接受一次核酸檢測，開工時必須穿著保護衣套裝及N95口罩。

## 公營房屋分配/銷售
- 由於疫情緣故，絕大多數公務員（包括房屋署）於2020年初均以「在家工作」形式上班，導致公屋驗收及單位分派工作一度停頓。因此，在同年年初落成的數座新建出租公屋（包括富山邨富暉樓、漁灣邨漁進樓、東匯邨匯智樓，以及海達邨海榮樓），均於取得入伙紙、且在公務員恢復正常上班安排後才分派單位，而相關住戶隨後可即時入伙（即「直派」）。

- 此外，由於駿洋邨、暉明邨分別被徵用作隔離營及在衝突中受破壞，已派出單位的入伙程序延至2020年中、尾才陸續進行；至於決定放棄上述兩邨預派單位的準租戶，則可獲重派同區其他屋邨的單位（前者主要獲分派沙田、葵青或荃灣區內屋邨、將軍澳健明邨及東涌逸東邨翻新單位；後者則主要獲配屯門大興邨，或北區其他屋邨翻新單位）。

- 於2022年初，由於第五波疫情爆發，荔景邨恆景樓及皇后山邨部分樓宇亦被徵用作隔離營，已派出單位的入伙程序亦須順延；當中，皇后山邨相關樓宇準租戶，可選擇改派同邨已入伙樓宇的剩餘單位。

- 同樣基於疫情及公務員「在家工作」，「居屋2019」及「綠置居2019」的揀樓程序曾分別暫停兩次及一次。亦因如此，其後推出的各期資助房屋計劃，亦需延遲接受申請及其後認購程序。

## 殮葬
- 於2022年初的第五波疫情，由於有大量長者染疫後病逝，導致醫院及政府殮房空間用盡。因此，政府決定將時稱「富山公眾殮房」的新界（沙田）法醫學大樓提前至同年4月啟用；此前，政府借用鄰近的一個臨時停車場，並放置多個臨時凍櫃，以提供更多遺體存放空間[257]。

## 外部連結
- 2019冠状病毒病专题网站（页面存档备份，存于） - 香港特别行政区政府
- 嚴重新型傳染性病原體呼吸系統病 - 衛生防護中心
- 新型冠狀病毒感染本地情況互動地圖（页面存档备份，存于） - 衞生防護中心